# Plestin-les-Grèves
Plestin-les-Grèves [plɛstɛ̃ le gʁɛv] est une commune bretonne, située en bordure de la Manche, dans le département des Côtes-d'Armor, en région Bretagne. Elle porte le nom d'un saint gallois, Gestin (Plou-Jestin).
Ses habitants sont les Plestinais et les Plestinaises.

## Géographie

### Situation

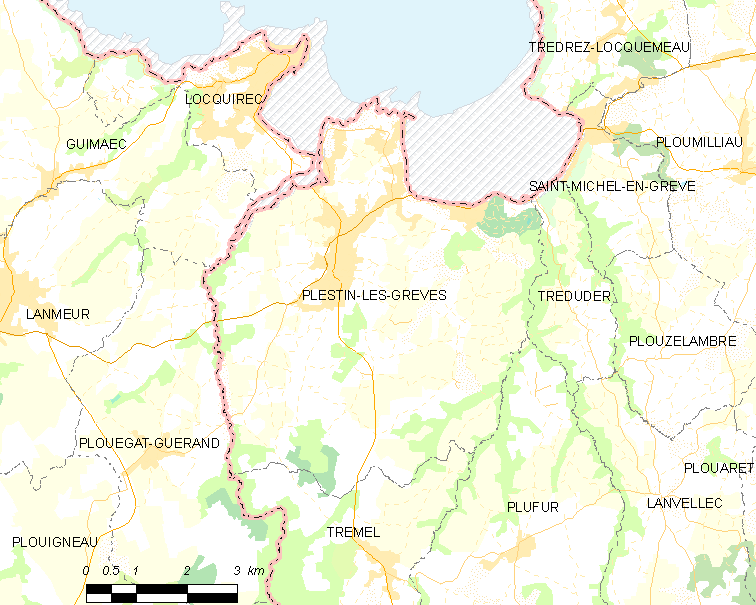
Carte de la commune de Plestin-les-Grèves et des communes avoisinantes.

| Locquirec Finistère        | La Manche          | La Manche |
| Guimaëc Finistère          | Plestin-les-Grèves | Tréduder  |
| Plouégat-Guérand Finistère | Trémel             | Plufur    |

Plestin-les-Grèves est située à l'extrême nord-ouest des Côtes-d'Armor, à la frontière du Finistère, en bordure de Manche, et plus précisément de la baie de Lannion, à 15 km au sud-ouest de Lannion, à 17 km au nord-est de Morlaix et à 65 km au nord-ouest de Saint-Brieuc.
Les communes limitrophes sont Locquirec, Guimaëc, Plouégat-Guérand, Tréduder, Trémel, Plufur.

### Description
Le bourg de Plestin n'est pas en situation littorale (c'est d'ailleurs une caractéristique commune à de nombreuses paroisses anciennes de la région comme Guimaëc, Plougasnou, Ploumilliau, Ploulec'h, etc., probablement par crainte des pirates saxons les plous se sont établis à une certaine distance de la côte) mais situé sur un plateau, à plus d'un kilomètre de la mer.
Le littoral plestinais, situé au sud de la baie de Lannion, se compose d'une côte à falaises échancrée de criques (Pointe de Plestin) et de la partie-ouest de la grève de Saint-Michel (dite Lieue de Grève). Le Grand-Rocher d'Ar-Maout y culmine à 84 m, ce site abritant une réserve de chauves-souris. À l'ouest, l'estuaire du Douron sert de limite communale et départementale, séparant Plestin-les-Grèves de Locquirec et les Côtes-d'Armor du Finistère.
C'est dans la décennie 1870 que la construction d'un pont sur le Douron à Toul-an-Héry fut demandée, mais ce pont n'était pas encore construit en 1902 puisque cette année-là le Conseil général des Côtes-du-Nord demande encore à celui du Finistère de participer à l'entretien du bac de Toul-an-Héry reliant les communes de Plestin et Locquirec. Ce n'est qu'en 1936 que le pont fut construit.
De nombreux oiseaux marins vivent dans l'arrière-pays tels que les tadornes de belon, casarcas, aigrettes garzettes, hérons cendrés, martins pêcheurs et d'autres espèces limicoles. Les orchidées sauvages y sont présentes, en particulier l'Ophrys abeille et l'Anacamptis pyramidalis.
La commune possède une campagne assez étendue et vallonnée, qui culmine à 124 mètres d'altitude à l'est de Toul ar Roc'h, mais échancré par des vallées comme celle du Douron à l'ouest, et de son affluent le Dour Meur qui coule en totalité dans le finage communal ; le bourg est vers 45 mètres d'altitude et est très étiré en longueur le long de la RD 786, ancienne RN 786. Son habitat rural est dispersé en de nombreux hameaux, certains littoraux comme Saint-Efflamm et Toul-an-Héry, mais la plupart intérieurs comme Saint-Sébastien, Lissilouarn, Keramézou, Lanscolva, Sainte-Anne, Tossennou, etc., même ceux étant proches de la côte en étant séparé par des falaises comme Kercoz, Kerdéhoret, Trévroz, Kervigné, etc.

### La grève de Saint-Michel ou «Lieue de Grève»
Plestin dispose d'un espace littoral remarquable, avec notamment la "Lieue de grève".
La « Lieue de Grève » fut longtemps un espace dangereux à franchir comme le raconte un feuilleton publié dans le journal La Croix des Marins à partir du 30 janvier 1898 : « Les collines qui encadrent la Lieue de Grève étaient (..) couvertes d'épaisses forêts dont les derniers arbres servaient de brisants aux vagues mourantes de la mer. Pour se rendre à Plestin, il fallait traverser la plaine de sable (« ar levo drez ») (..). Or bien des dangers étaient à craindre dans ce long passage. Des voyageurs avaient été surpris par la marée montante et n'avaient pu fuir à temps devant les vagues rapides. D'autres, les moins expérimentés ou les imprudents, pour s'être engagés trop avant dans les sables, croyant aller plus directement, avaient misérablement péri, enlisés. Mais, sans contredit, ce qu'on redoutait le plus en traversant la Lieue de Grève étaient les voleurs ».
Soumise à d'importants prélèvements de sable, notamment de sable coquillier (maërl) pour des besoins agricoles, depuis des siècles, et poursuivis pendant longtemps en dépit des arrêtés d'interdiction pris dès la seconde moitié du XIXe siècle, le trait de côte de la « Lieue de Grève » a considérablement reculé. De nos jours, les dépôts abondants d'algues vertes provoquent des odeurs nauséabondes (marées vertes) en raison de leur décomposition et leur ramassage entraîne de gros frais.

La grève de Saint-Michel ou Lieue de Grève
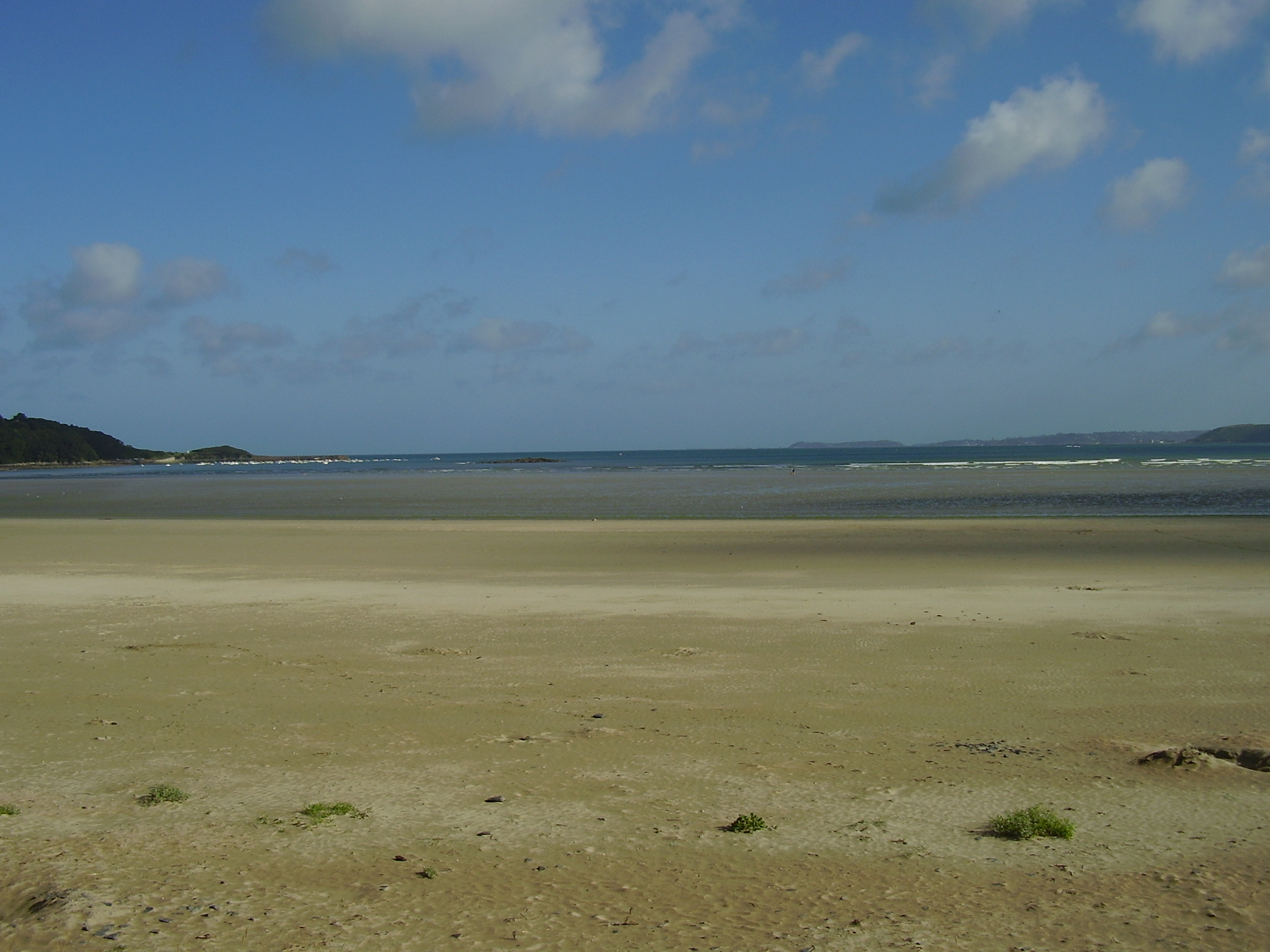
La grève de Saint-Michel ou « Lieue de Grève »
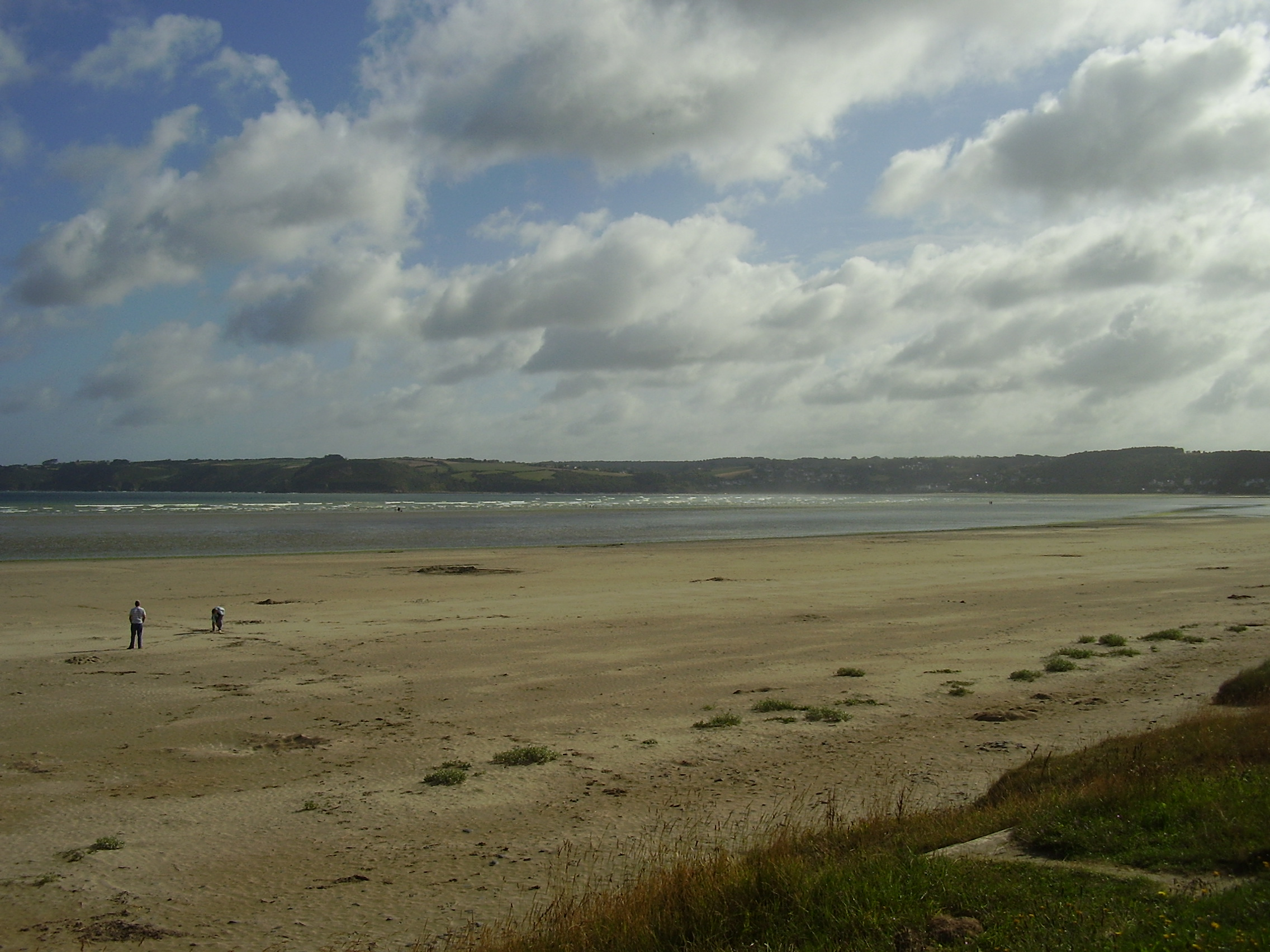
La grève de Saint-Michel
- ou « Lieue de Grève ».
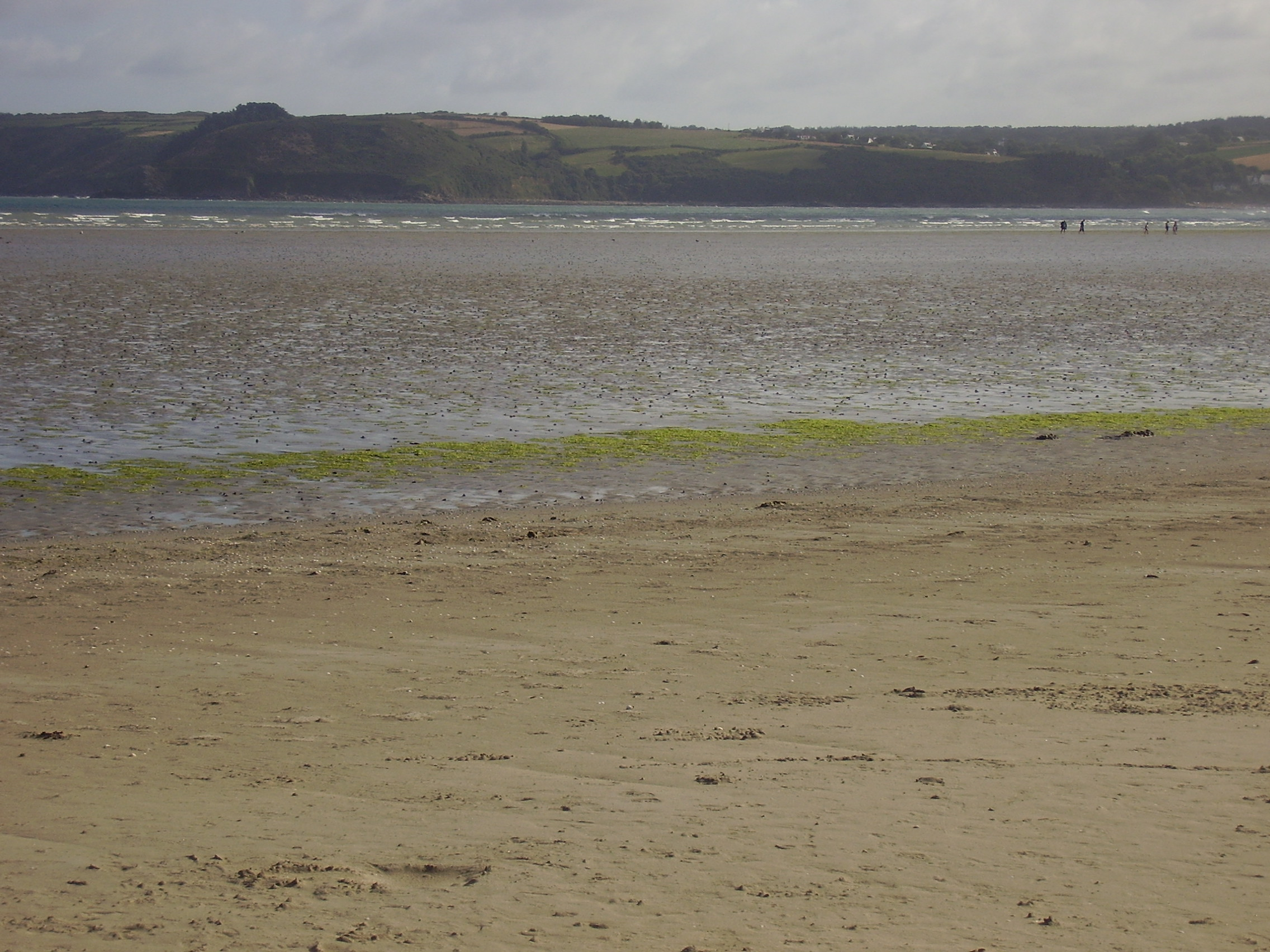
Lieue de Grève : à l'arrière-plan, les falaises de Trédrez-Locquémeau.
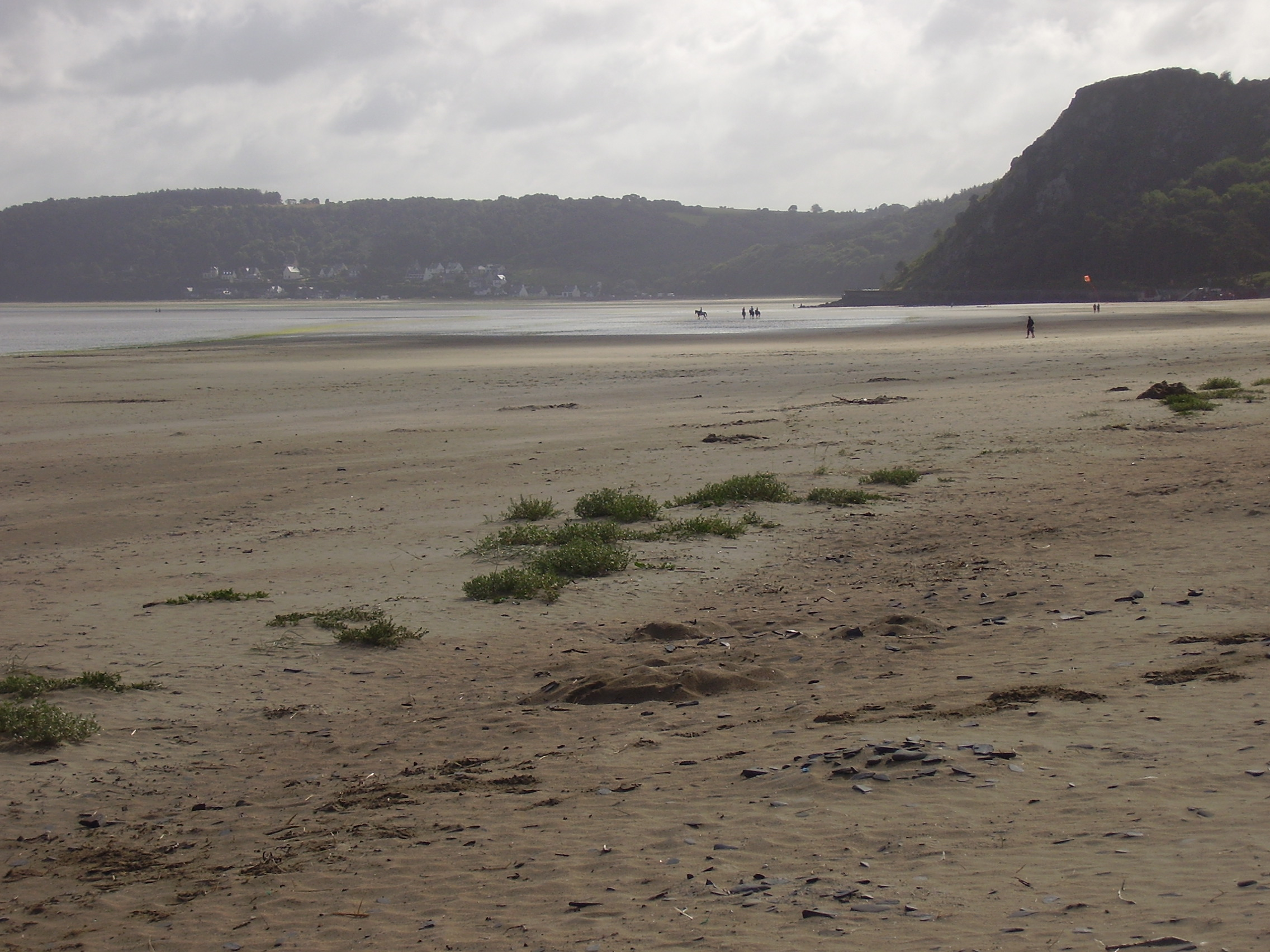
Lieue de Grève : à droite Saint-Michel-en-Grève.

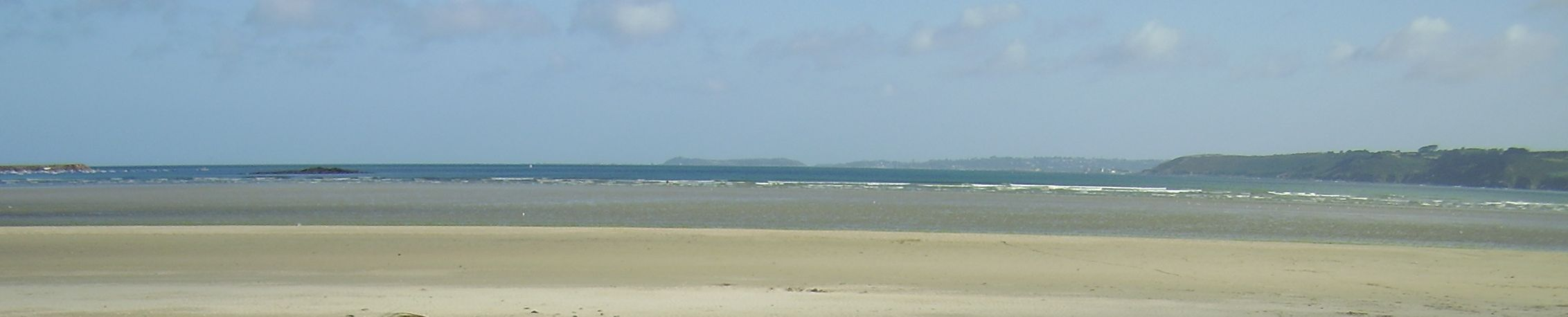
Lieue de Grève : à gauche, Beg Douar ; à droite, les falaises de Trédrez-Locquémeau.

### Le "Grand Rocher"

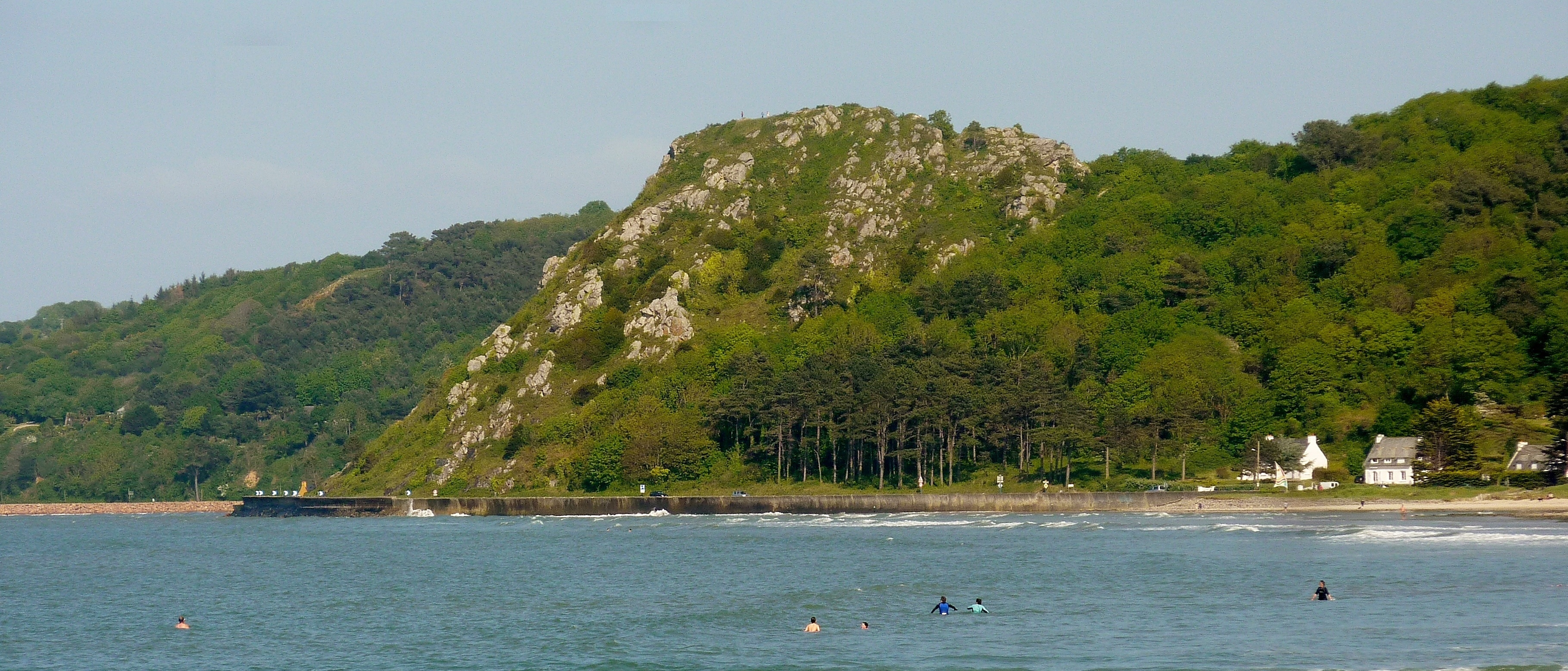
Le « Grand Rocher », qui domine la « Lieue de grève ».

Le "Grand Rocher" domine la Lieue de Grève.

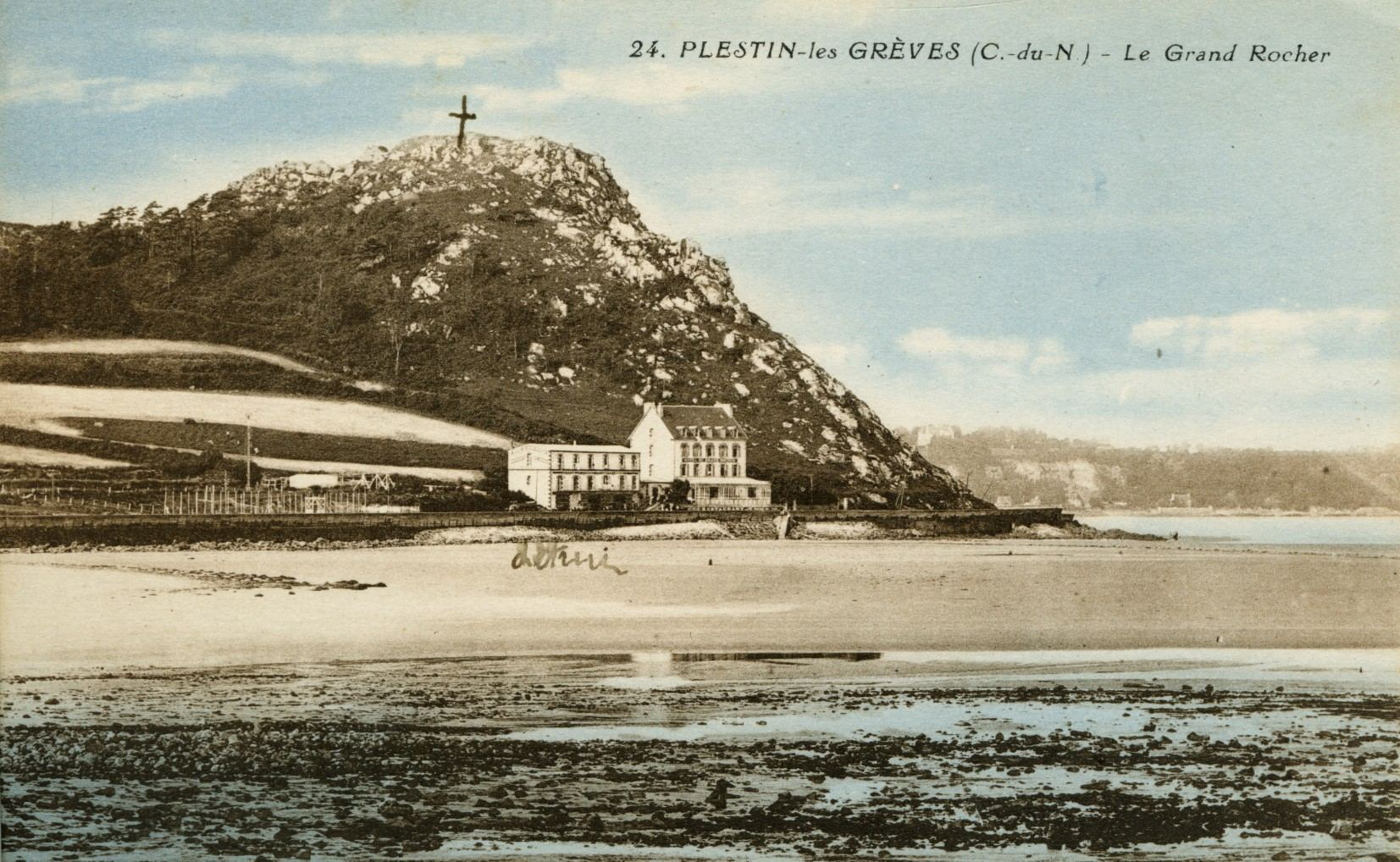
Le Grand Rocher vers 1920.

Le « Grand Rocher », haut de 84 mètres, qui domine la « Lieue de grève », est un ancien oppidum, occupé maintes fois au fil des époques successives.
De nombreuses légendes en parlent, la plus connue étant celle de saint Efflam. Un cimetière gaulois y est découvert au XIXe siècle, mais détruit de 1839 à 1851. Ce cimetière aurait pu recouvrir un poste gallo-romain.

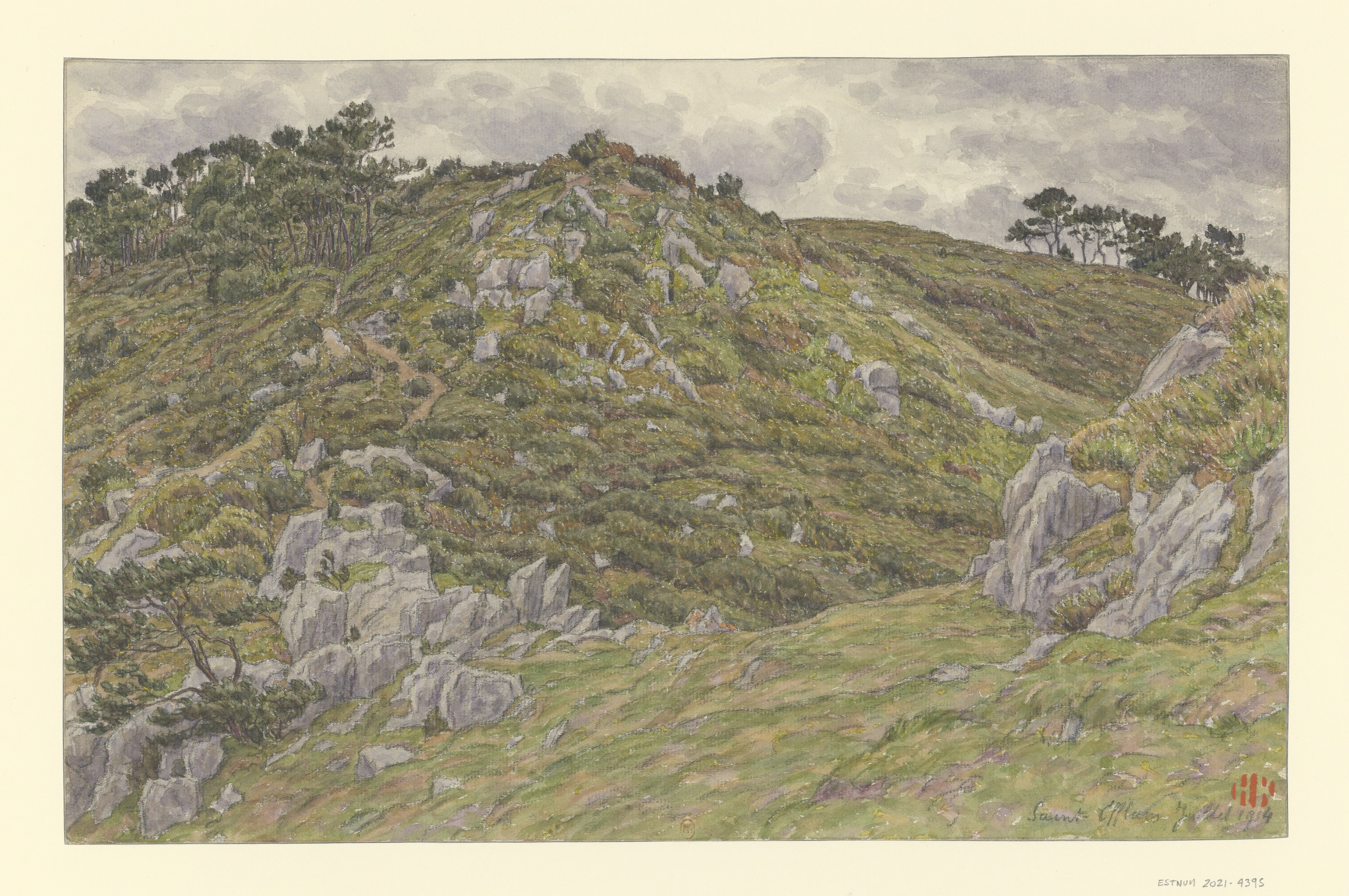
Henri Rivière : Le Grand Rocher à Saint-Efflam (dessin, 1914).

C'est un site naturel classé depuis 1936 et site départemental depuis 1982, abritant plus de 300 espèces végétales qui témoignent d'un passé agricole (talus empierrés) et de production forestière (boisement de pins : épicéa de Sitka, pin de Monterey, pin sylvestre). Des plantes calcicoles (Marjolaine, Sauge des prés, Troène, Orchidée pyramidale, Iris fétide, Ancolie, Ail des ours) témoignent de l'apport de sable riche en débris coquilliers calcaires exploité par les agriculteurs jusqu'en 1996 comme amendement calcaire.
Une grotte et un réseau de galeries, creusé par l’organisation Todt durant la Seconde Guerre mondiale, sont un lieu de refuge pour de nombreuses espèces de chauves-souris. On y trouve notamment le Grand Rhinolophe, le Petit Rhinolophe et le Murin à moustaches). Ce lieu a vu sa population de chauves-souris augmenter au fil des années : passant de 60 individus dans les années 90, à plus de 300 en 2011,,.

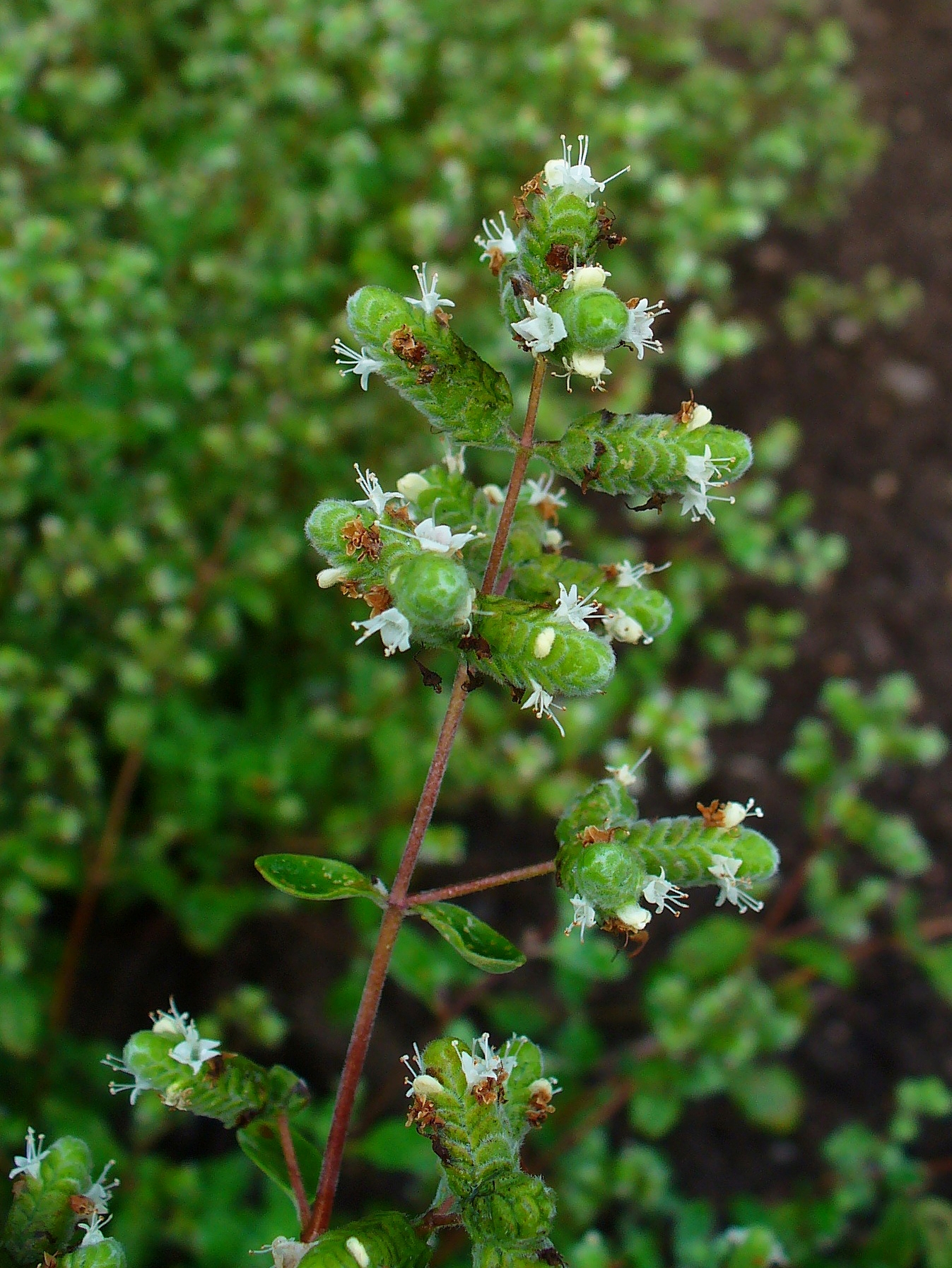
Marjolaine.
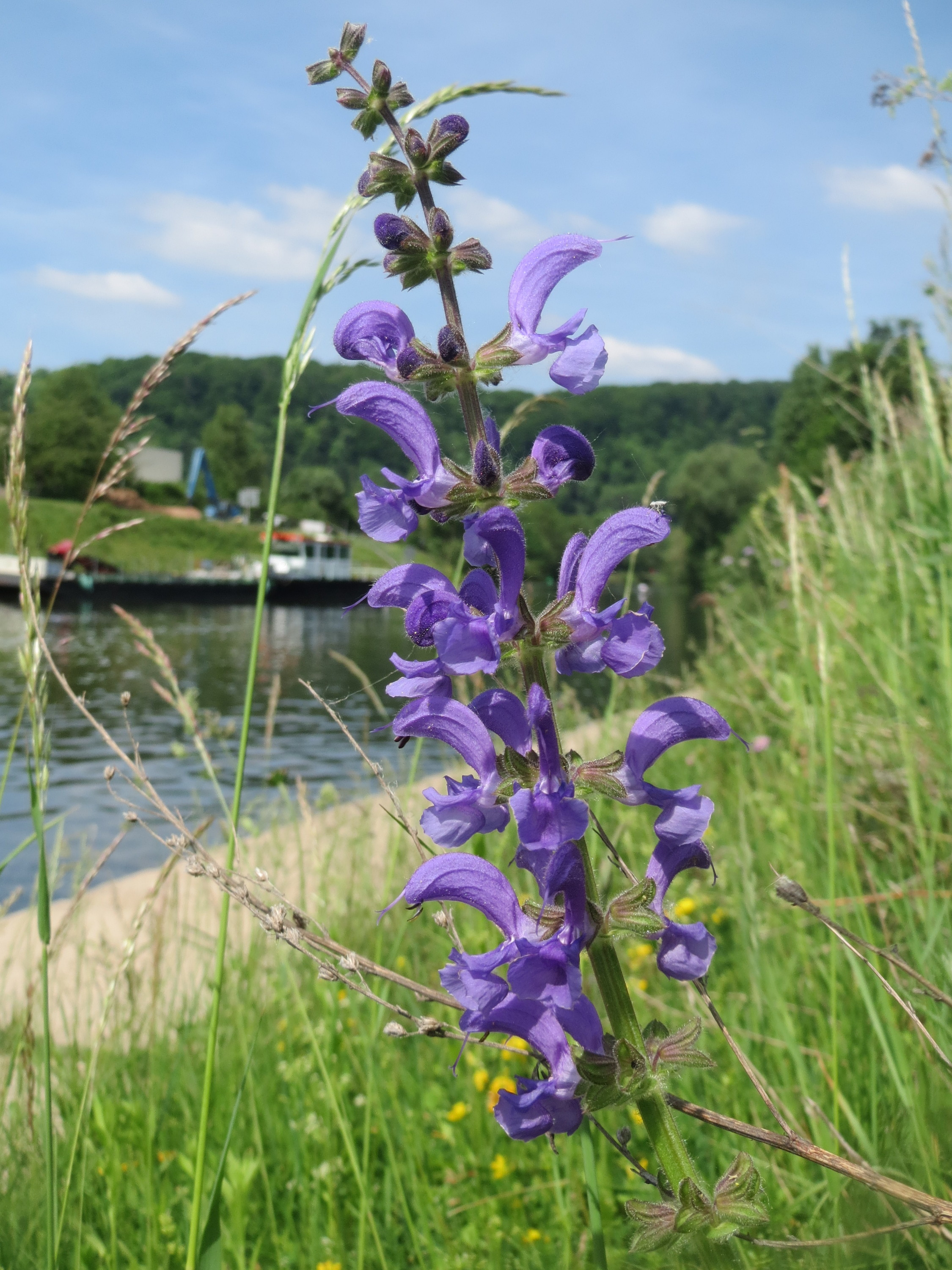
Sauge des prés.
Troène.
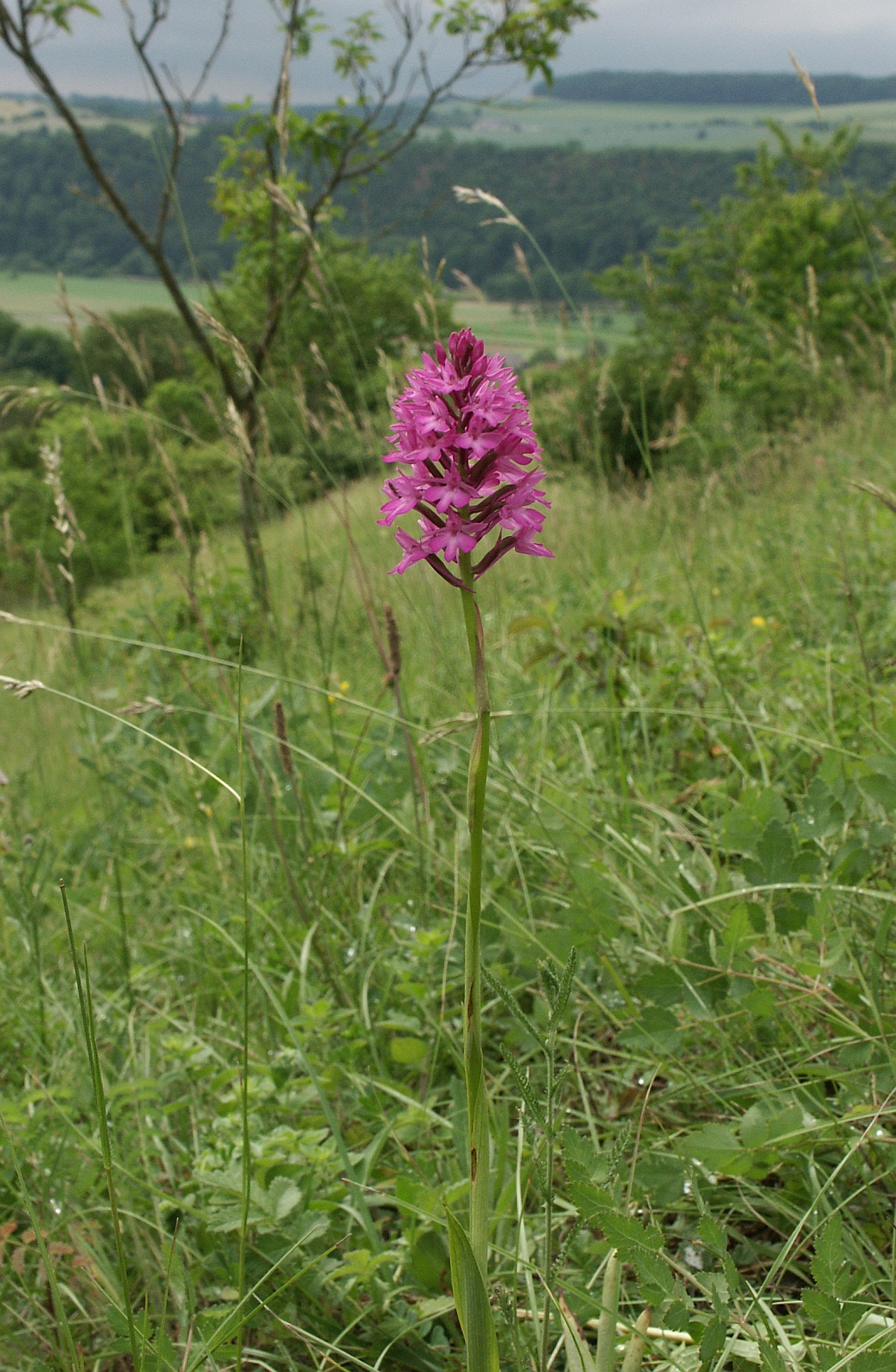
Orchidée pyramidale.
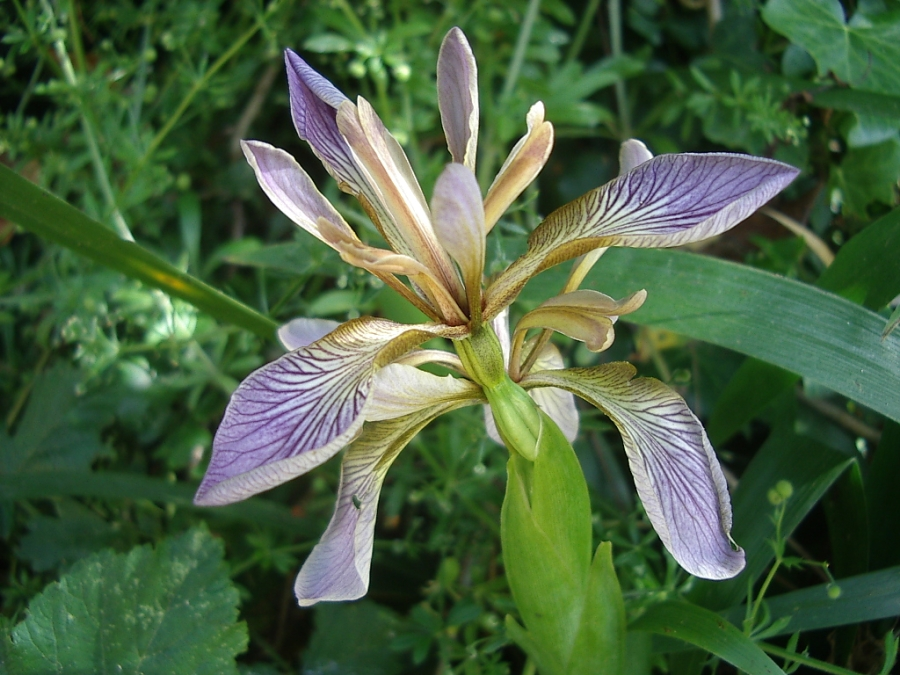
Iris fétide.
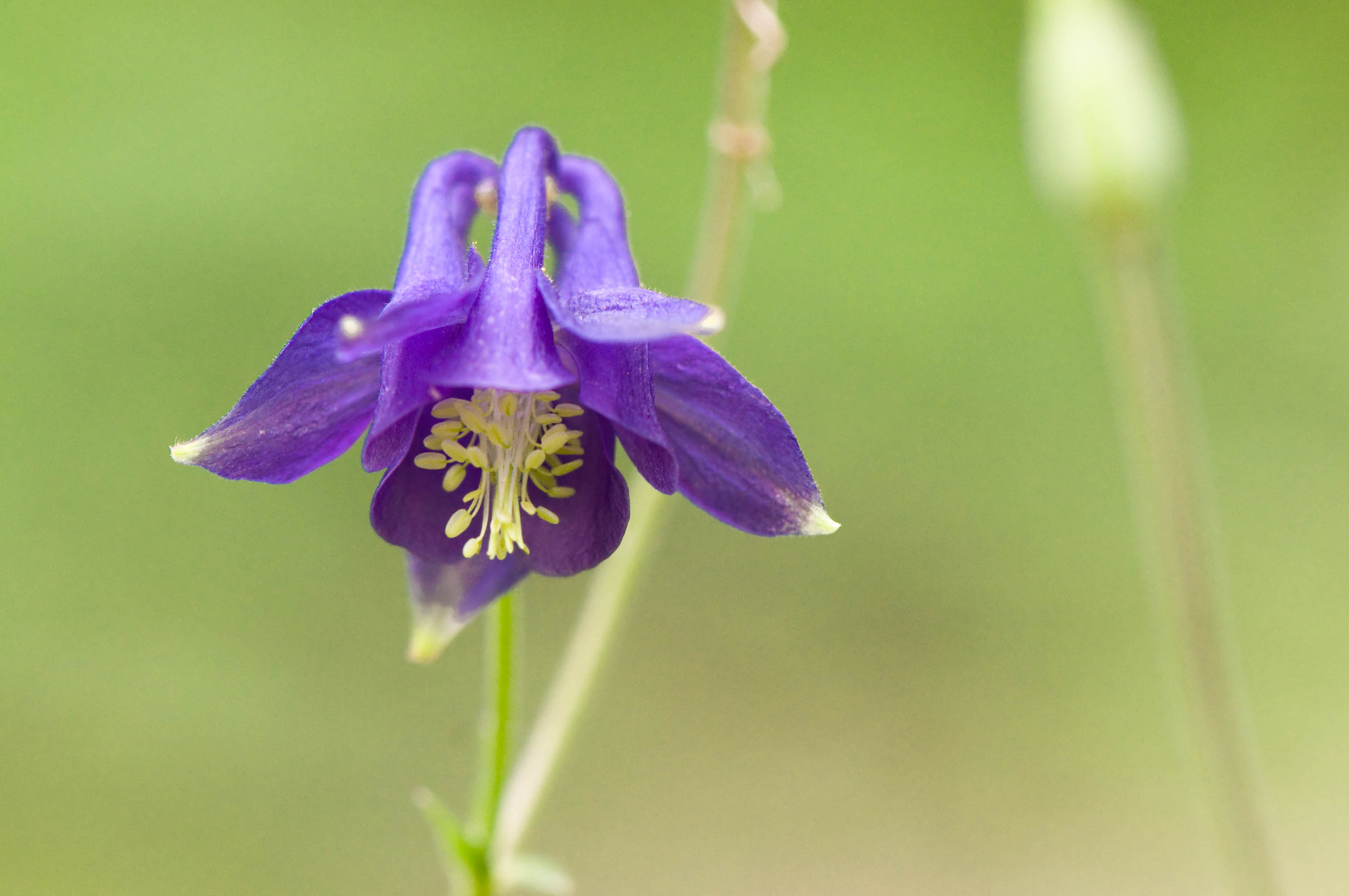
Ancolie.
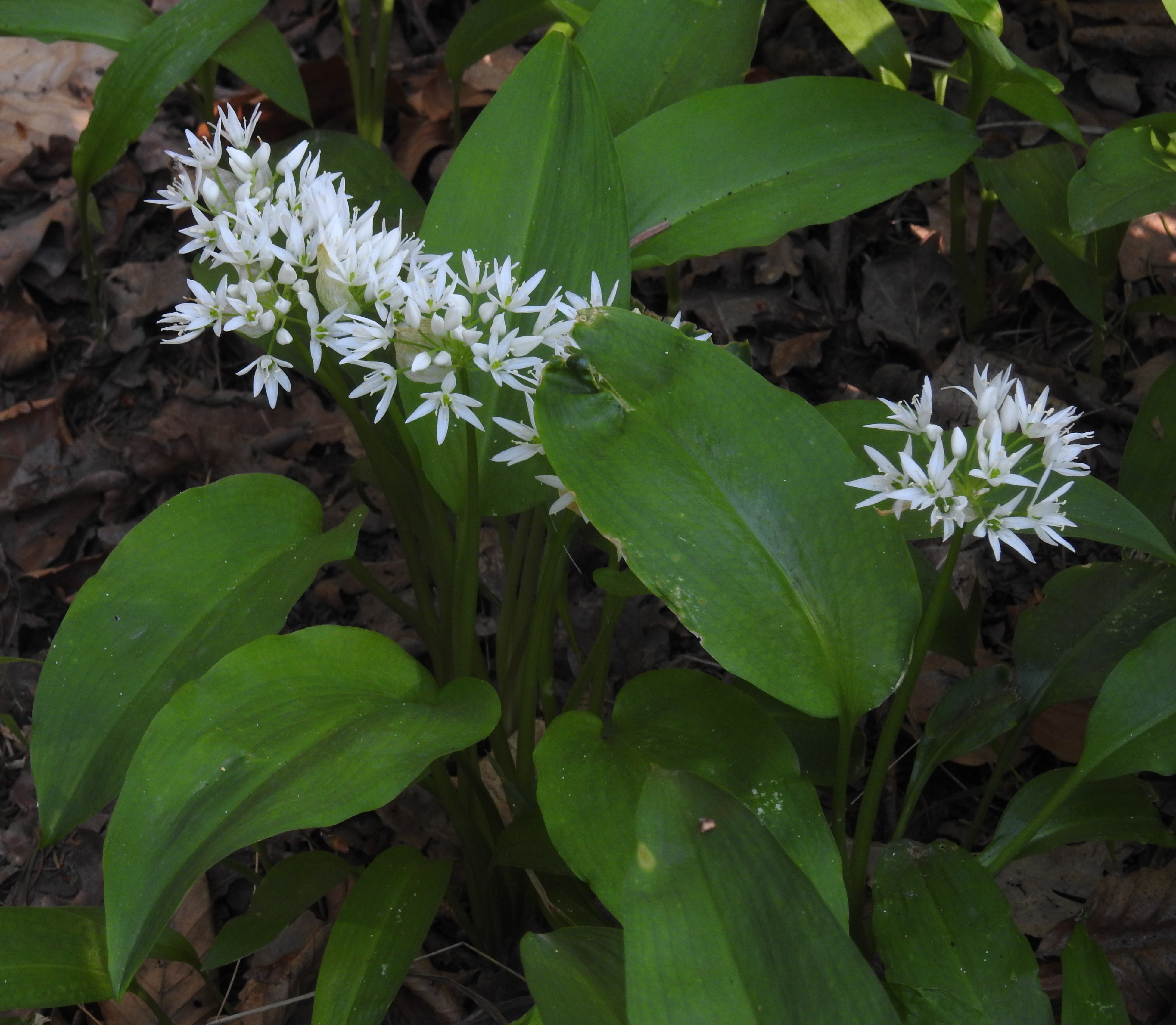
Ail des ours.

### Corniche de Plestin

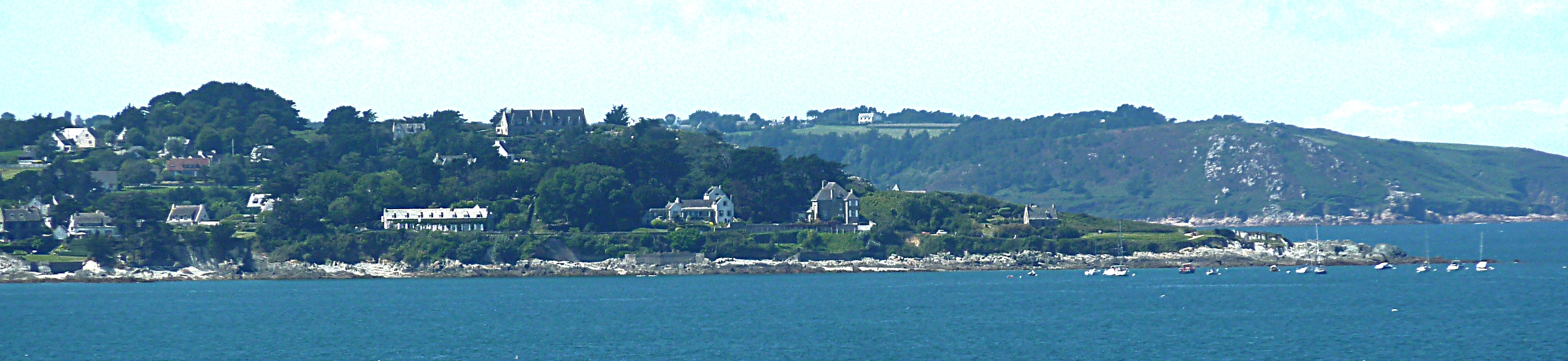
Le littoral entre Saint-Efflam et Beg Douar (Corniche de Plestin) vu depuis Saint-Michel-en-Grève.

Entre l'estuaire du Douron, qui sépare Plestin-les-Grèves de Locquirec, et la « Lieue de Grève », la Corniche de Plestin, connue sous l'appellation touristique de Corniche de l'Armorique, alternent falaises et criques : ces paysages peuvent être découverts en empruntant le GR 34 ou encore en suivant le sentier de randonnée « Circuit des chapelles ».

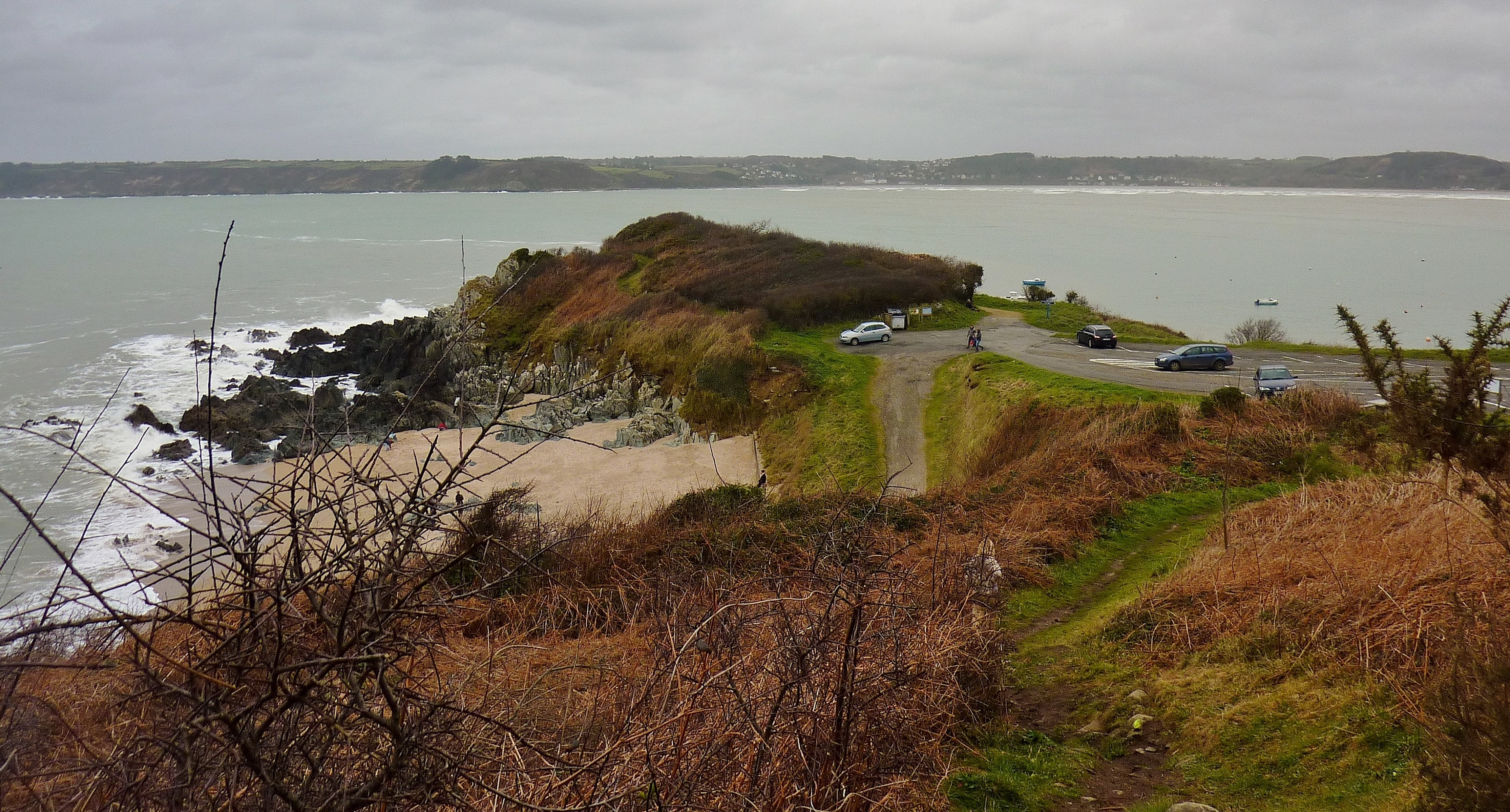
La pointe de Beg Douar.
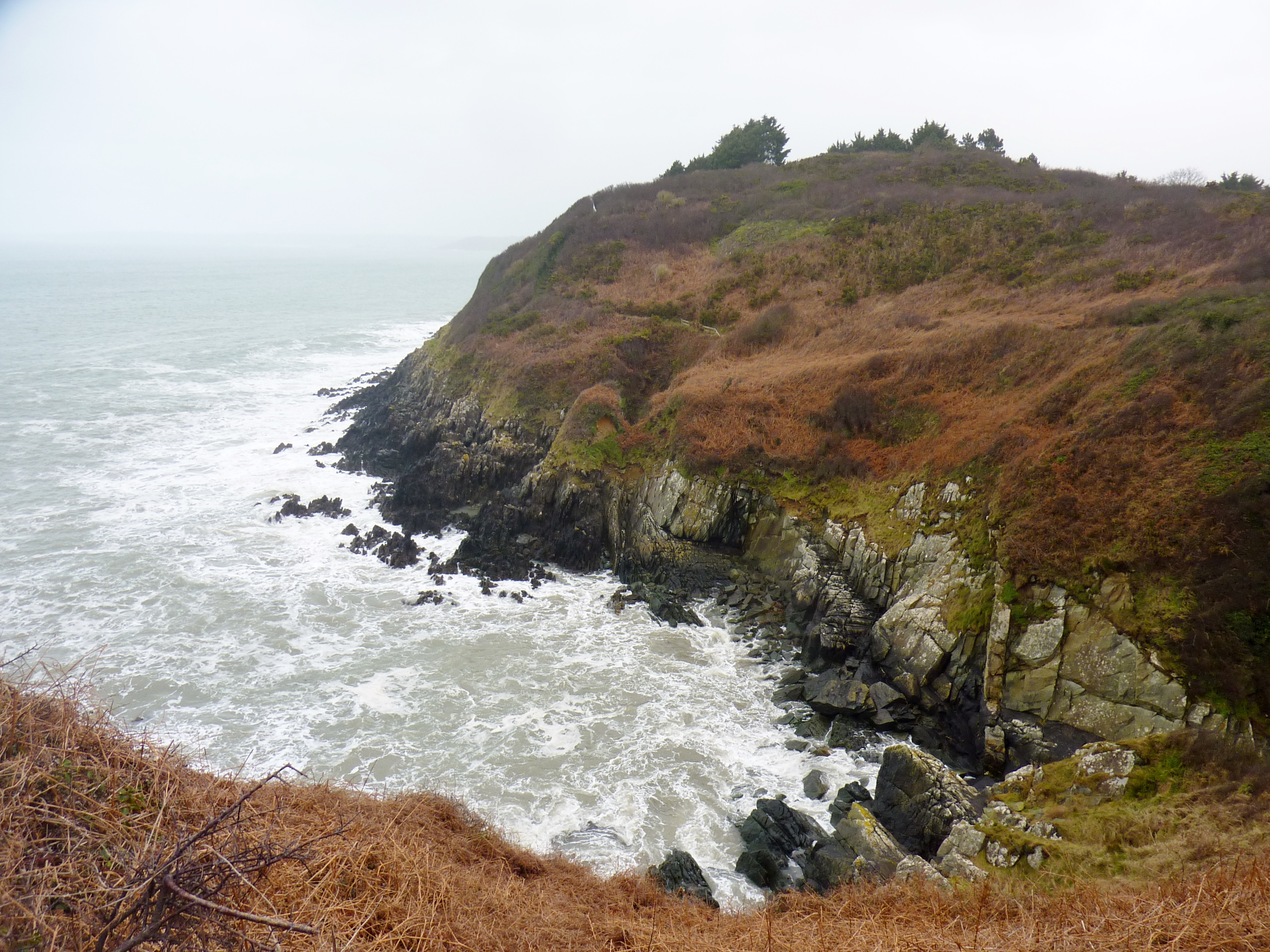
La pointe de Plestin.
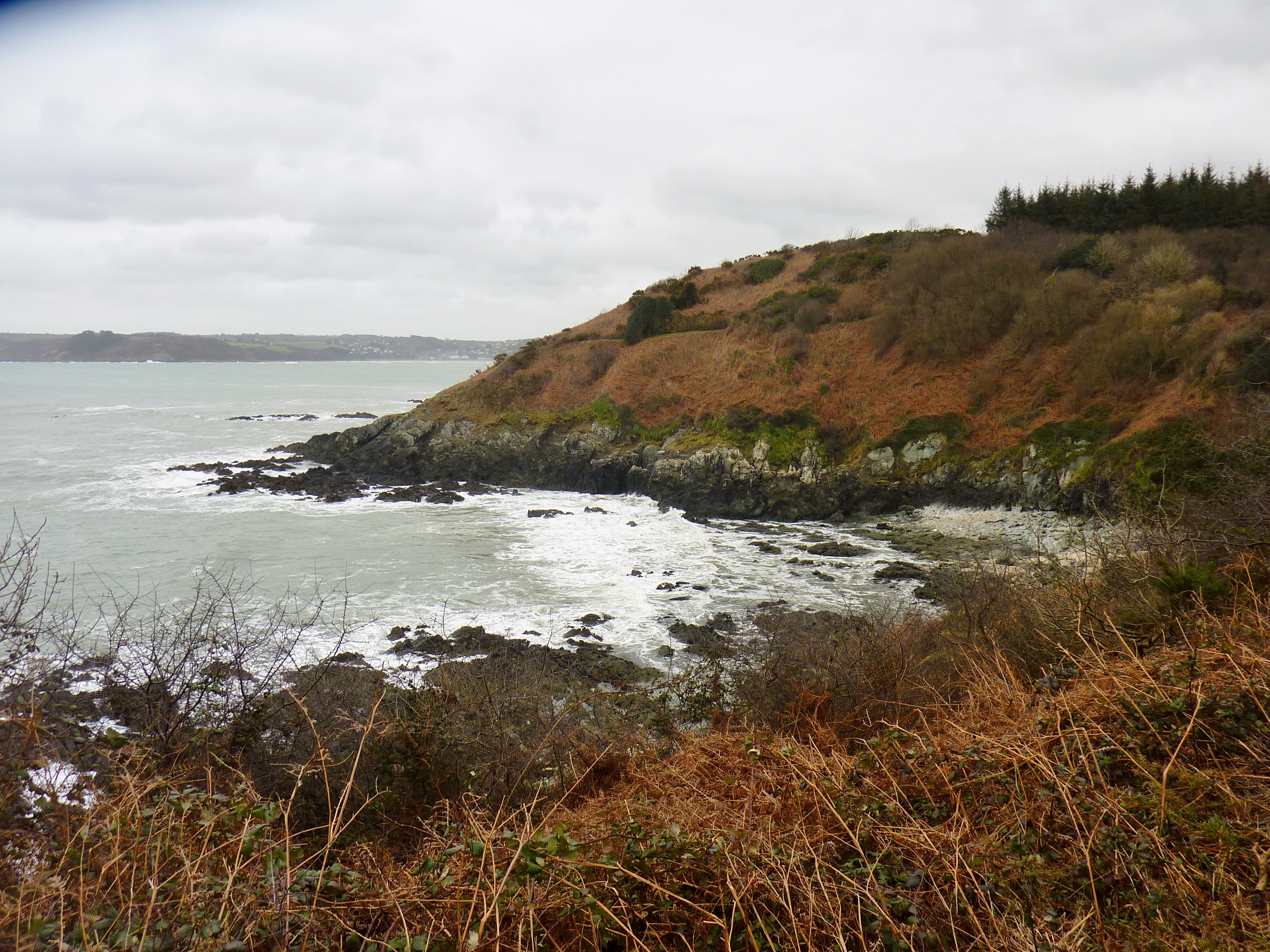
Les falaises entre Toull Kurun et Porz Mellec.
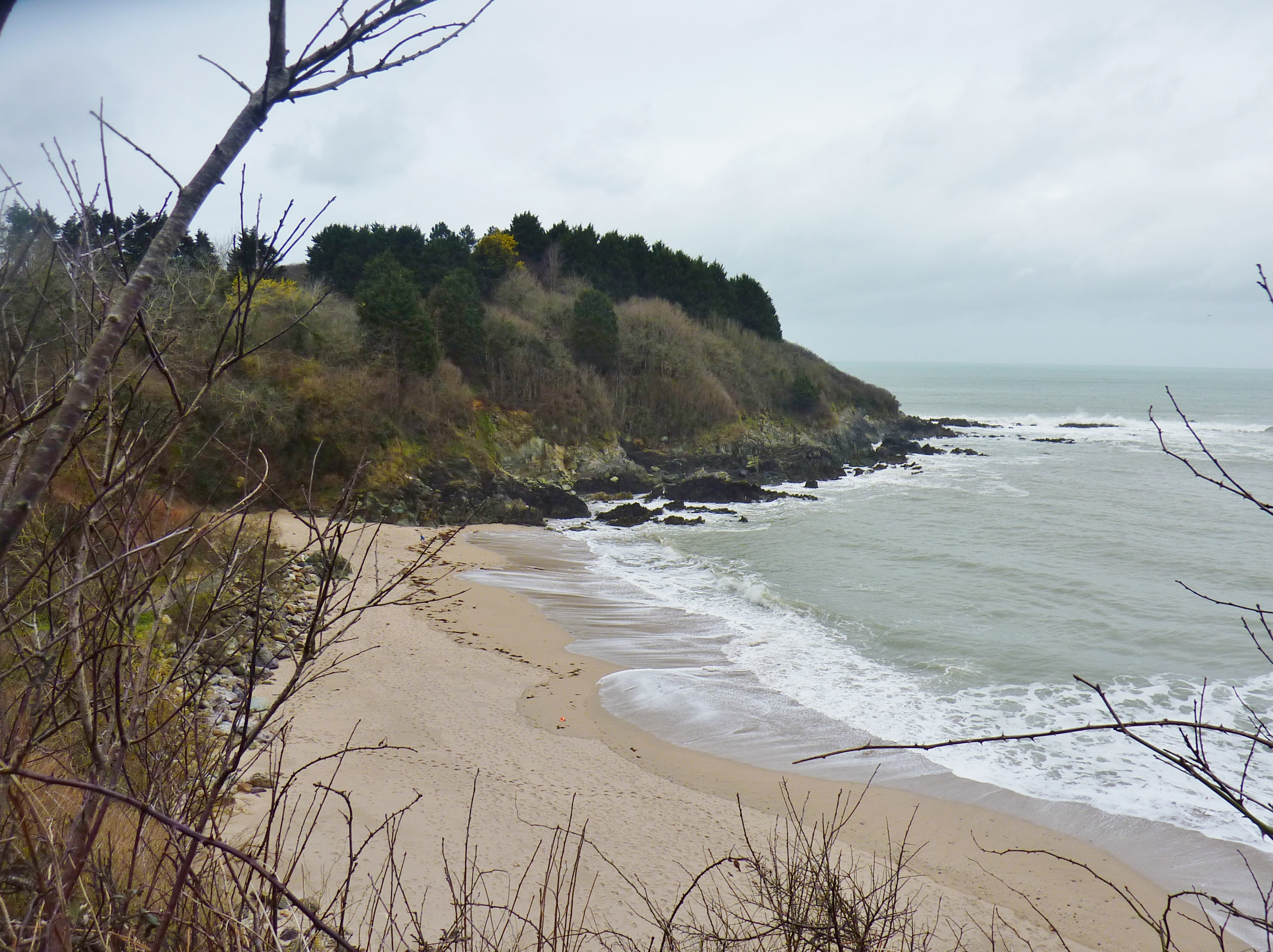
La plage de Porz Mellec.
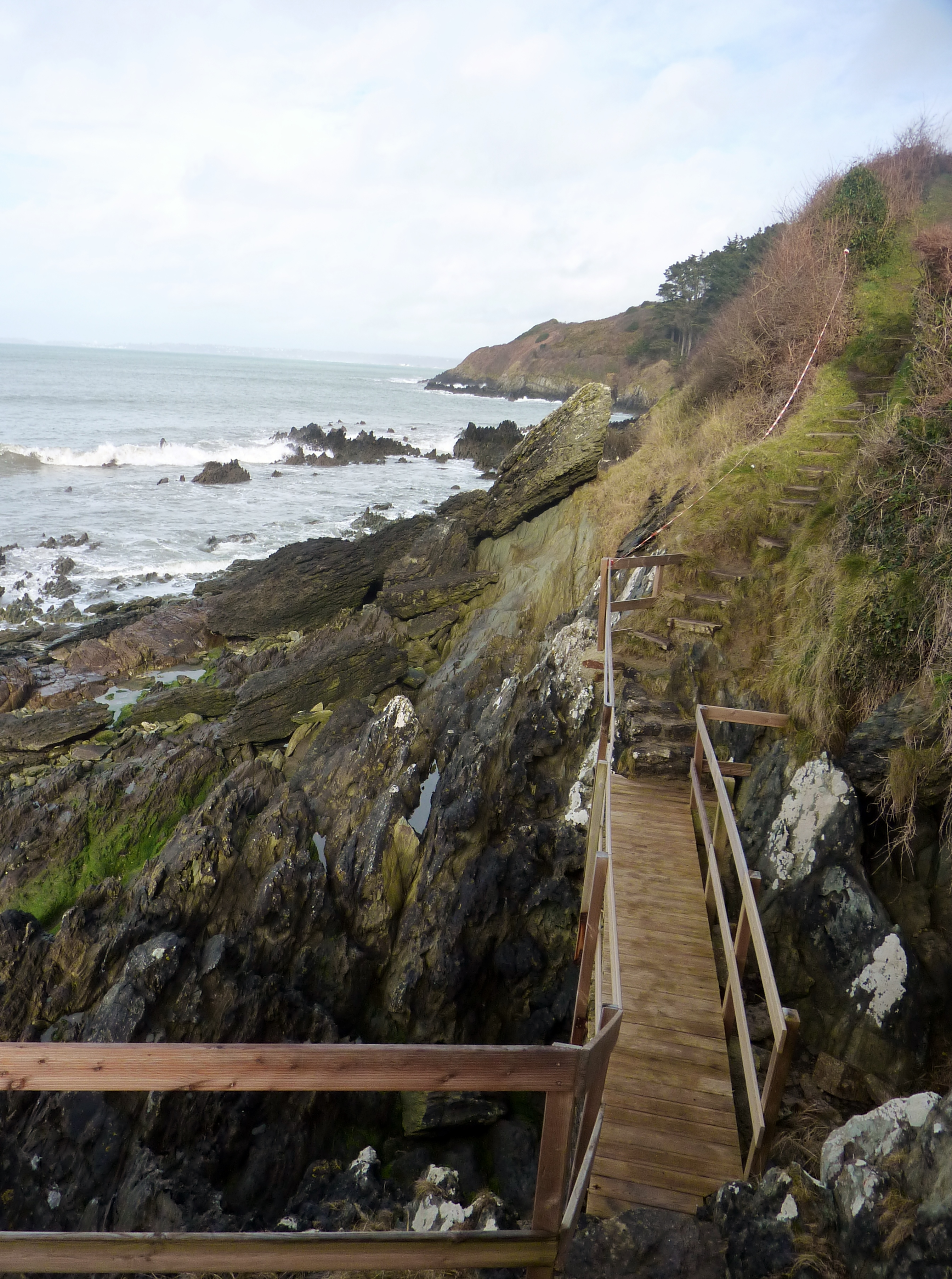
Le sentier littoral près de Toull ar Vag.
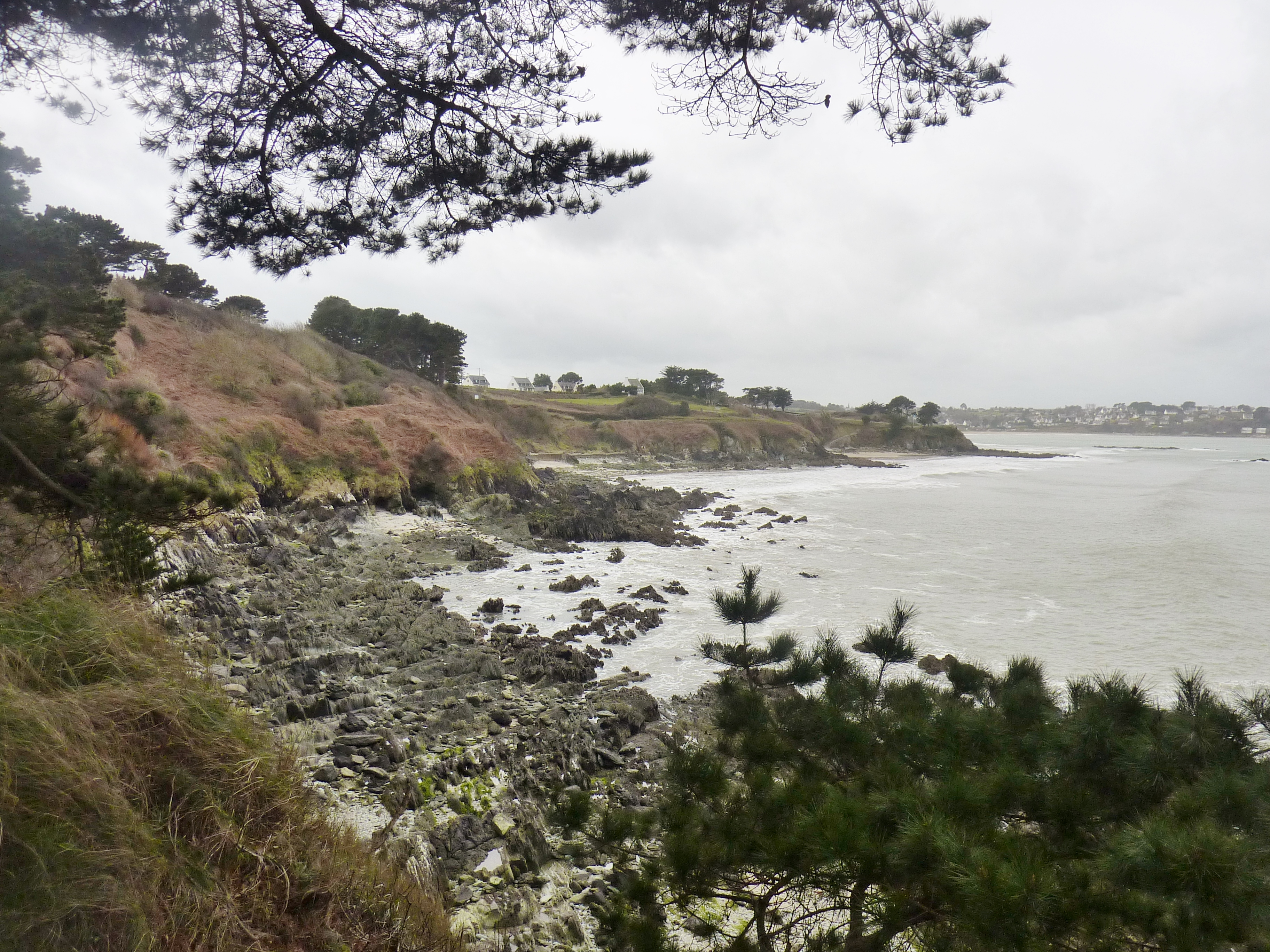
La grève des Curés ( à l'arrière-plan Locquirec).

### Port de plaisance de Beg-Douar
Plestin-les-Grèves possède un petit port de plaisance (échouage) à Beg Douar qui peut recevoir 130 bateaux.

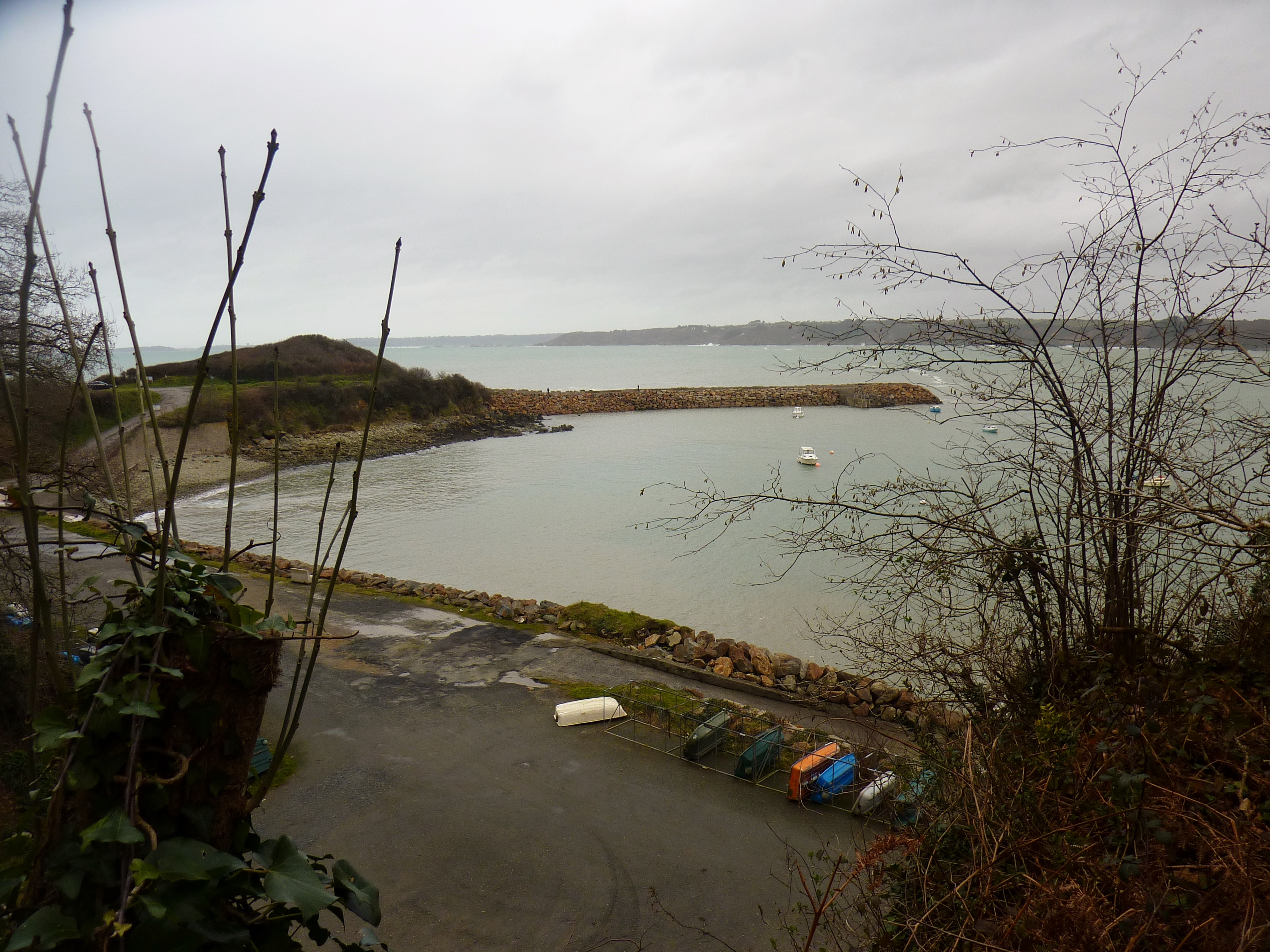
Port de plaisance de Beg Douar.
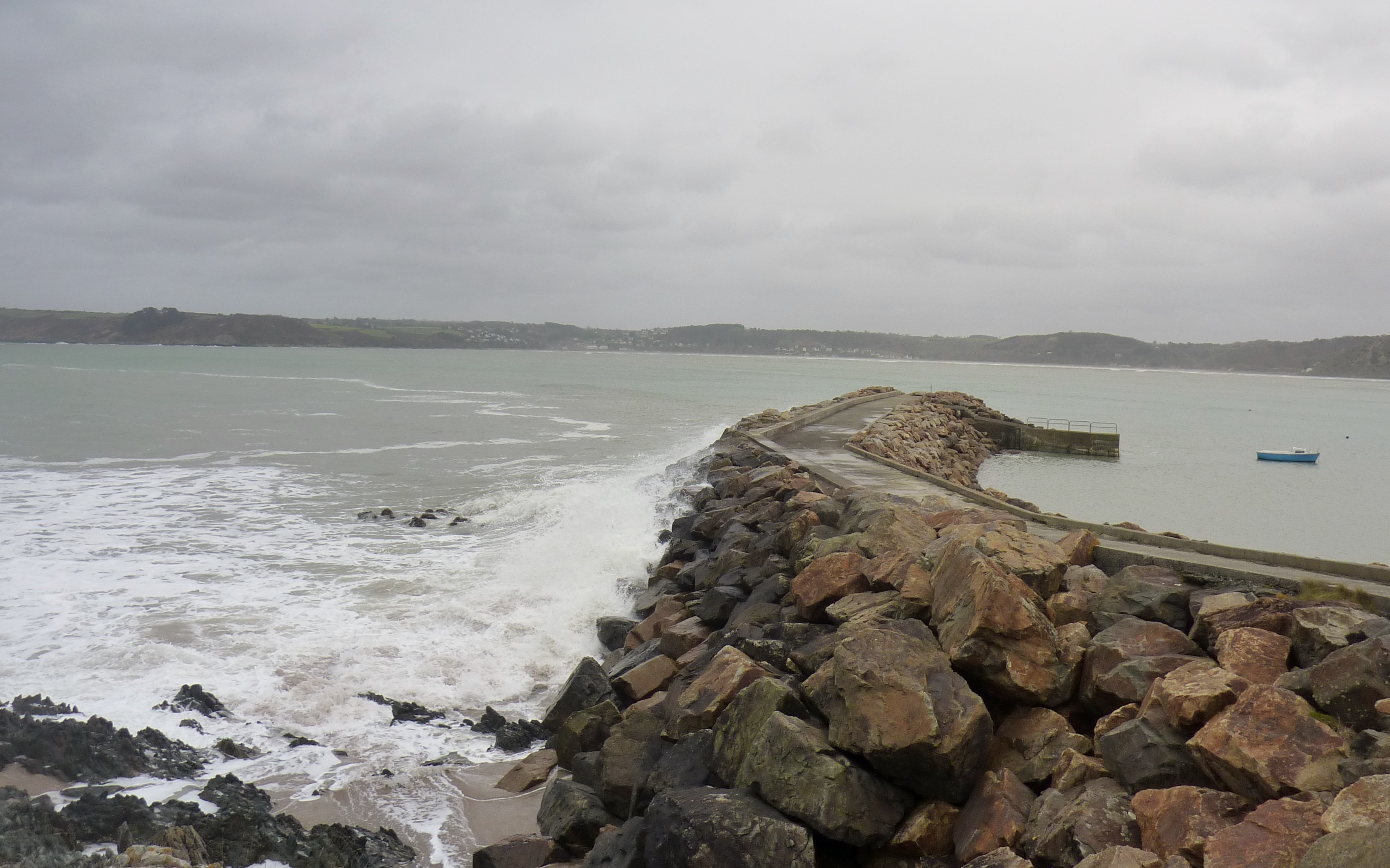
La jetée du port de plaisance.

### Hydrographie
Pour un article plus général, voir Réseau hydrographique des Côtes-d'Armor.

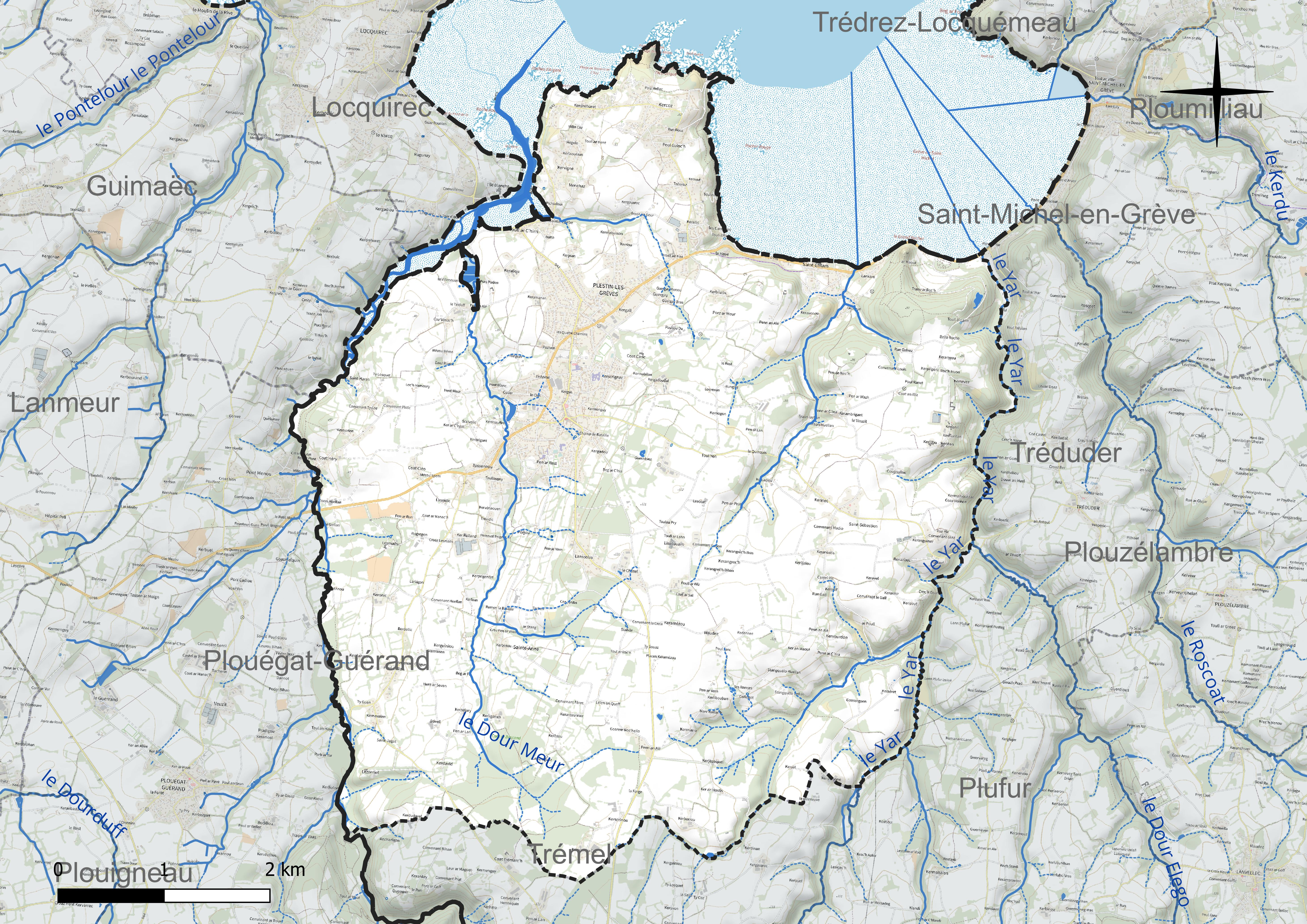
Réseau hydrographique de Plestin-les-Grèves.

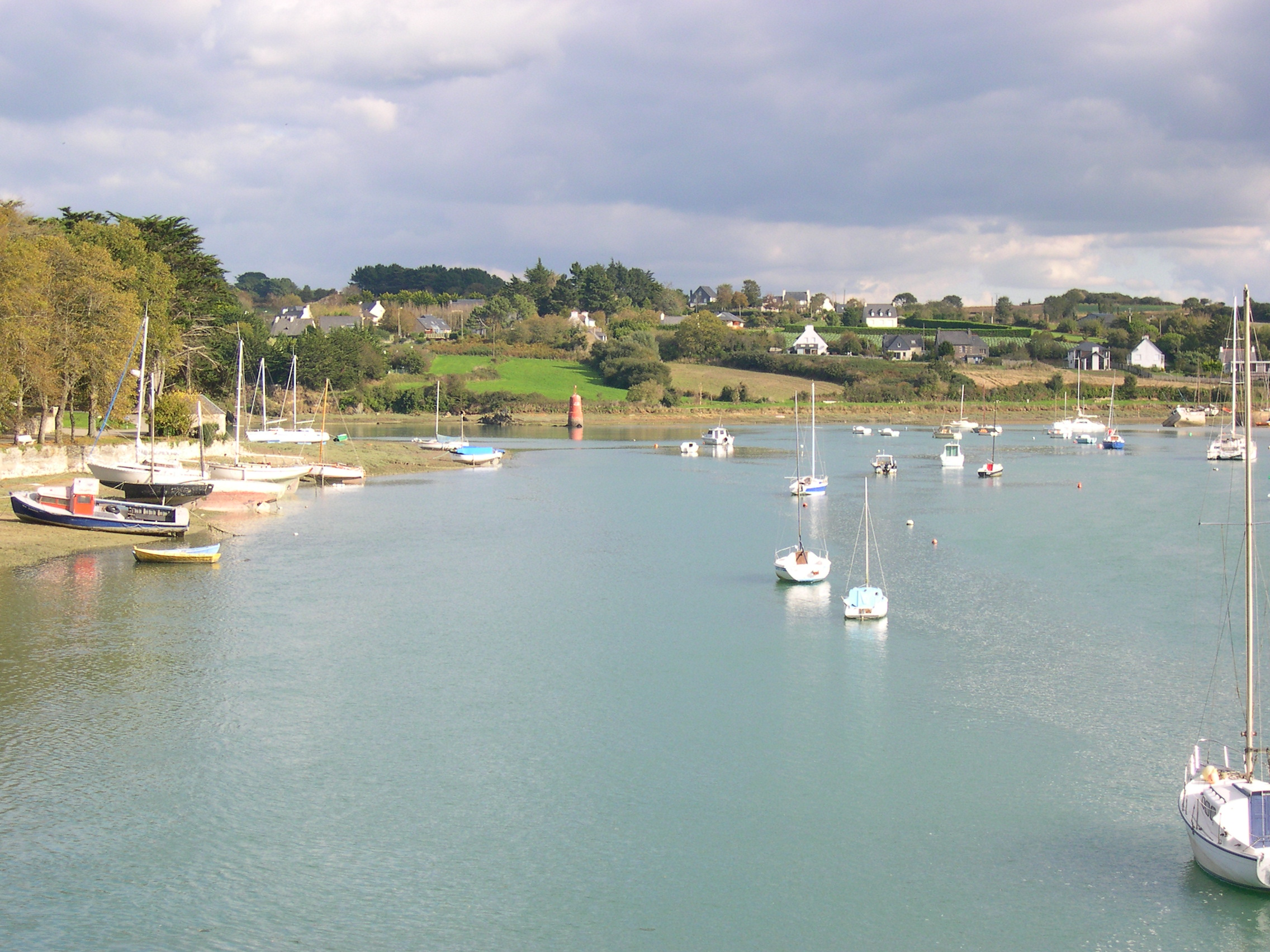
L'estuaire du Douron au niveau de Toul-an-Héry.

La commune est située dans le bassin Loire-Bretagne. Elle est drainée par le Douron, le Yar et un autre petit cours d'eau, des petits fleuves côtiers,.
Le Douron, d'une longueur de 28 km, prend sa source dans la commune de Scrignac et se jette  dans la baie de Lannion sur la commune et de Locquirec, après avoir traversé neuf communes. La marne de l'estuaire du Douron a été utilisée par une briqueterie au début du XXe siècle et le maërl extrait pour les besoins agricoles.
Le Yar, d'une longueur de 20 km, prend sa source dans la commune de Guerlesquin et se jette  dans la baie de Lannion sur la commune, après avoir traversé six communes. Les caractéristiques hydrologiques du Yar sont données par la station hydrologique située sur la commune de Tréduder. Le débit moyen mensuel est de 0,819 m3/s. Le débit moyen journalier maximum est de 8,92 m3/s, atteint lors de la crue du 26 janvier 1995. Le débit instantané maximal est quant à lui de 12,9 m3/s, atteint le 9 février 2001.

### Climat
Pour des articles plus généraux, voir Climat de la Bretagne et Climat des Côtes-d'Armor.
En 2010, le climat de la commune est de type climat océanique franc, selon une étude du CNRS s'appuyant sur une série de données couvrant la période 1971-2000. En 2020, Météo-France publie une typologie des climats de la France métropolitaine dans laquelle la commune est exposée à un climat océanique et est dans la région climatique  Finistère nord, caractérisée par une pluviométrie élevée, des températures douces en hiver (6 °C), fraîches en été et des vents forts. Parallèlement l'observatoire de l'environnement en Bretagne publie en 2020 un zonage climatique de la région Bretagne, s'appuyant sur des données de Météo-France de 2009. La commune est, selon ce zonage, dans la zone « Littoral », exposée à un climat venté, avec des étés frais mais doux en hiver et des pluies moyennes.
Pour la période 1971-2000, la température annuelle moyenne est de 11,2 °C, avec  une amplitude thermique annuelle de 10 °C. Le cumul annuel moyen de précipitations est de 960 mm, avec 14,4 jours de précipitations en janvier et 7,9 jours en juillet. Pour la période 1991-2020, la température moyenne annuelle observée sur la station météorologique la plus proche, située sur la commune de Lannion à 16 km à vol d'oiseau, est de 11,6 °C et le cumul annuel moyen de précipitations est de 929,5 mm,. Pour l'avenir, les paramètres climatiques de la commune estimés pour 2050 selon différents scénarios d'émission de gaz à effet de serre sont consultables sur un site dédié publié par Météo-France en novembre 2022.

## Urbanisme

### Typologie
Au 1er janvier 2024, Plestin-les-Grèves est catégorisée bourg rural, selon la nouvelle grille communale de densité à 7 niveaux définie par l'Insee en 2022.
Elle appartient à l'unité urbaine de Plestin-les-Grèves, une agglomération inter-départementale dont elle est ville-centre,. Par ailleurs la commune fait partie de l'aire d'attraction de Lannion, dont elle est une commune de la couronne,. Cette aire, qui regroupe 40 communes, est catégorisée dans les aires de 50 000 à moins de 200 000 habitants,.
La commune, bordée par la Manche, est également une commune littorale au sens de la loi du 3 janvier 1986, dite loi littoral. Des dispositions spécifiques d’urbanisme s’y appliquent dès lors afin de préserver les espaces naturels, les sites, les paysages et l’équilibre écologique du littoral, tel le principe d'inconstructibilité, en dehors des espaces urbanisés, sur la bande littorale des 100 mètres, ou plus si le plan local d’urbanisme le prévoit.

### Occupation des sols
L'occupation des sols de la commune, telle qu'elle ressort de la base de données européenne d’occupation biophysique des sols Corine Land Cover (CLC), est marquée par l'importance des territoires agricoles (75,3 % en 2018), en diminution par rapport à 1990 (77,2 %). La répartition détaillée en 2018 est la suivante : zones agricoles hétérogènes (37,6 %), terres arables (34,2 %), forêts (14,6 %), zones urbanisées (9,8 %), prairies (3,5 %), zones humides côtières (0,3 %). L'évolution de l’occupation des sols de la commune et de ses infrastructures peut être observée sur les différentes représentations cartographiques du territoire : la carte de Cassini (XVIIIe siècle), la carte d'état-major (1820-1866) et les cartes ou photos aériennes de l'IGN pour la période actuelle (1950 à aujourd'hui).

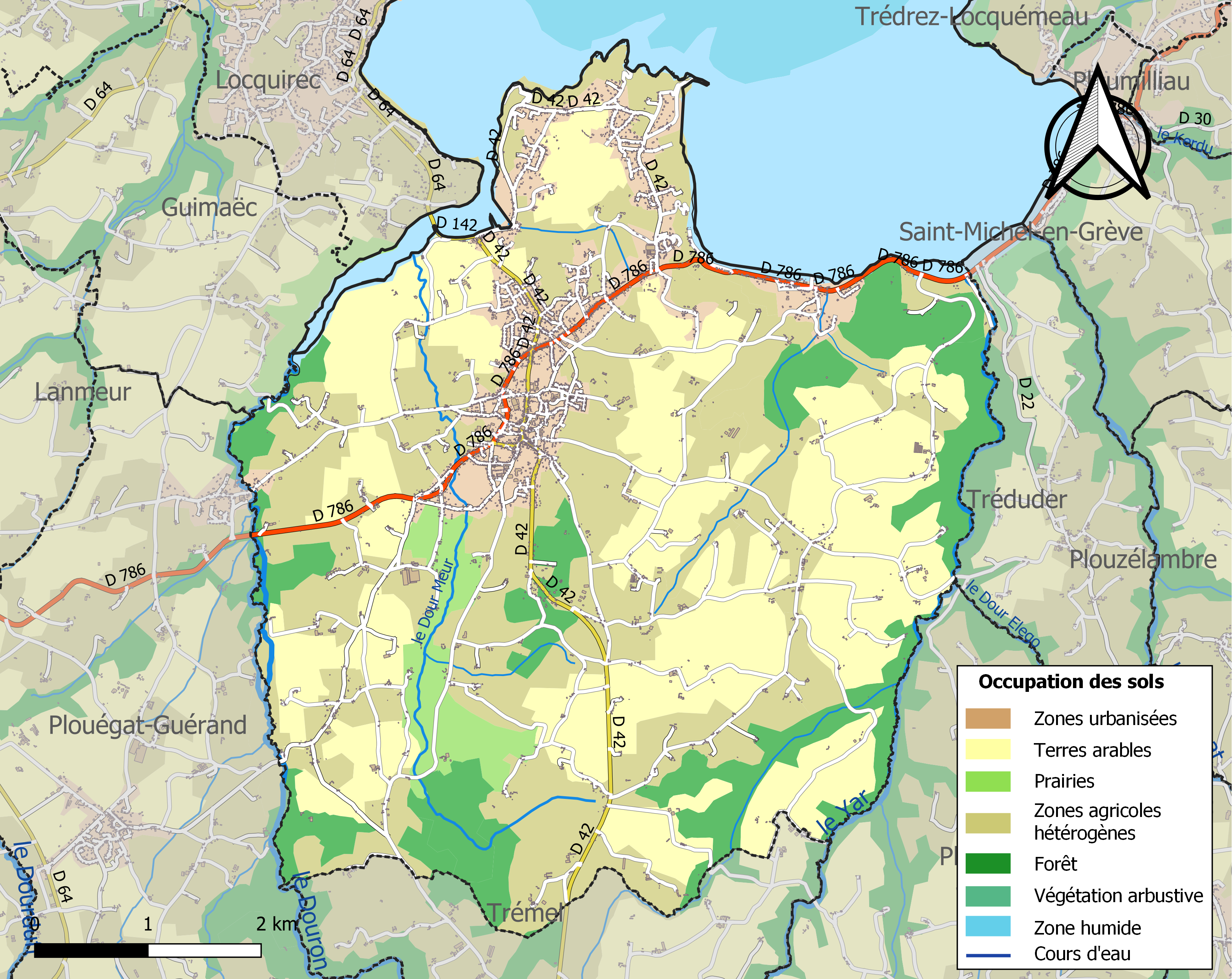
Carte des infrastructures et de l'occupation des sols de la commune en 2018 (CLC).

## Toponymie
Le nom de la localité est attesté sous les formes Plegestin en 1086 et en 1163, Plestin en 1292 et en 1330, Ploegestin en 1481.
Plistin en breton moderne
.
Le nom « Plestin » proviendrait de la contraction de « Ple Gestin » (la « paroisse de Gestin » en breton) ; selon l'hagiographie bretonne, saint Gestin était un homme pieux qui aurait vécu dans la région au VIe siècle, y aurait construit un oratoire, occupé ensuite également par saint Efflam en compagnie duquel il aurait un moment vécu.
La commune de Plestin est autorisée à porter le nom de Plestin-les-Grèves par un décret du 7 juillet 1884.

## Histoire

### Préhistoire
Un important dépôt (450 spécimens) de haches à douille armoricaines a été découvert en 1976 près du Rest-Menou.

### Antiquité
Des débris de vases en terre, de poteries, de tuiles, des vestiges de peintures remontant à l'époque gallo-romaine furent trouvés en 1877 par un agriculteur dans un champ contigu aux dunes adossées à la falaise qui forme l'entrée du port de Toul-an-Héry.

#### Les thermes gallo-romains du Hogolo
Les thermes romains du Hogolo sont situés en bord de mer. Ils furent initialement découverts en 1892 par un cultivateur. Il fallut attendre 1938 pour que le colonel Pérès, conseiller municipal, entreprennent de véritables fouilles, qui se sont poursuivies jusqu'à révéler en 1981 un ensemble thermal d'époque romaine, construit au Ier siècle après J.-C., puis remaniés et agrandis par la suite. Le site est ouvert à la visite depuis 1992.
Le bâtiment se compose :
- de deux vestiaires
- d'un bain froid
- d'un bain tiède
- de deux bains chauds
- deux salles chaudes
- d'une remise
- d'une chaufferie dans la remise
- d'une chaufferie externe

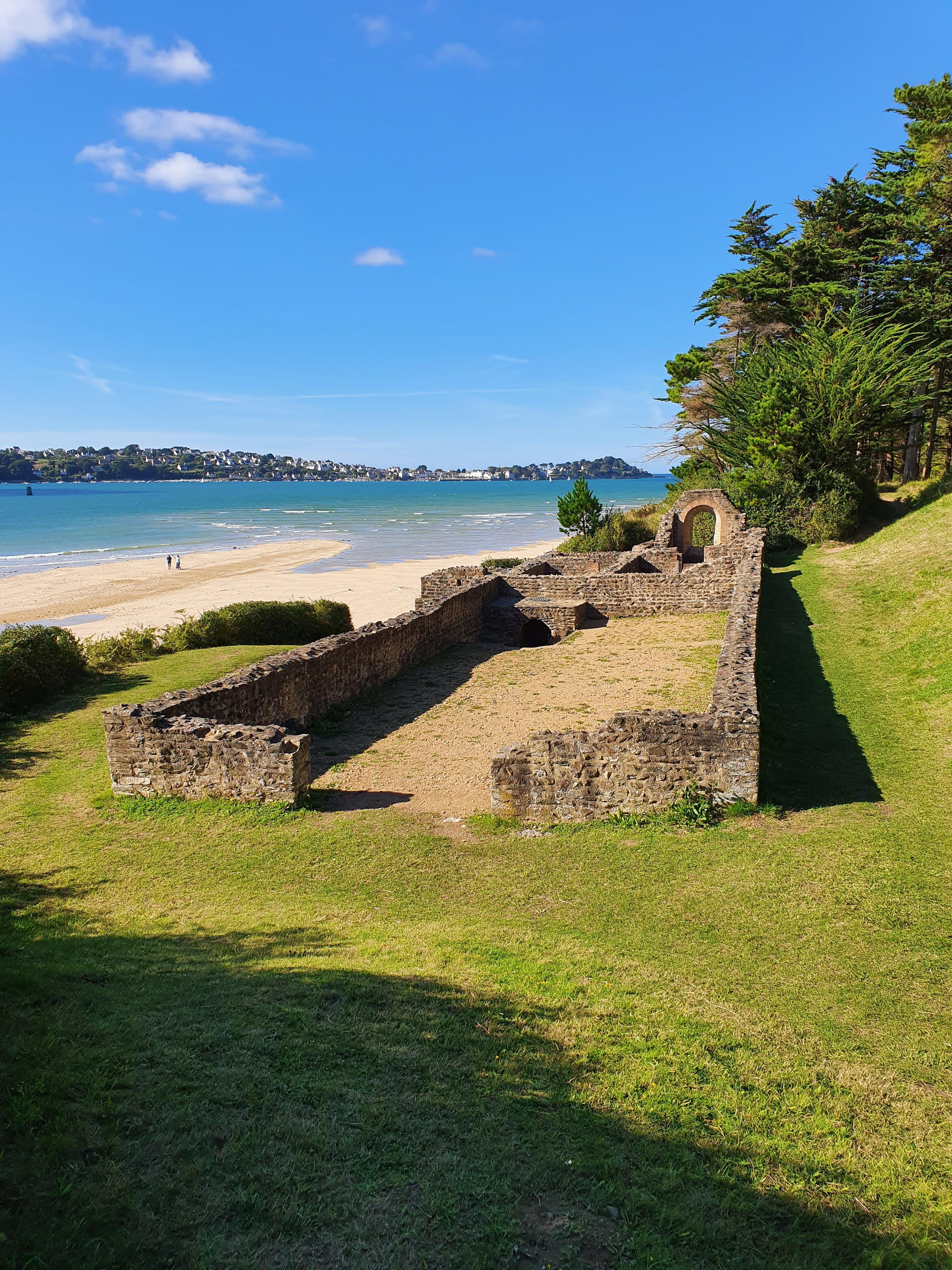
Vue d'ensemble des thermes gallo-romain du Hogolo.
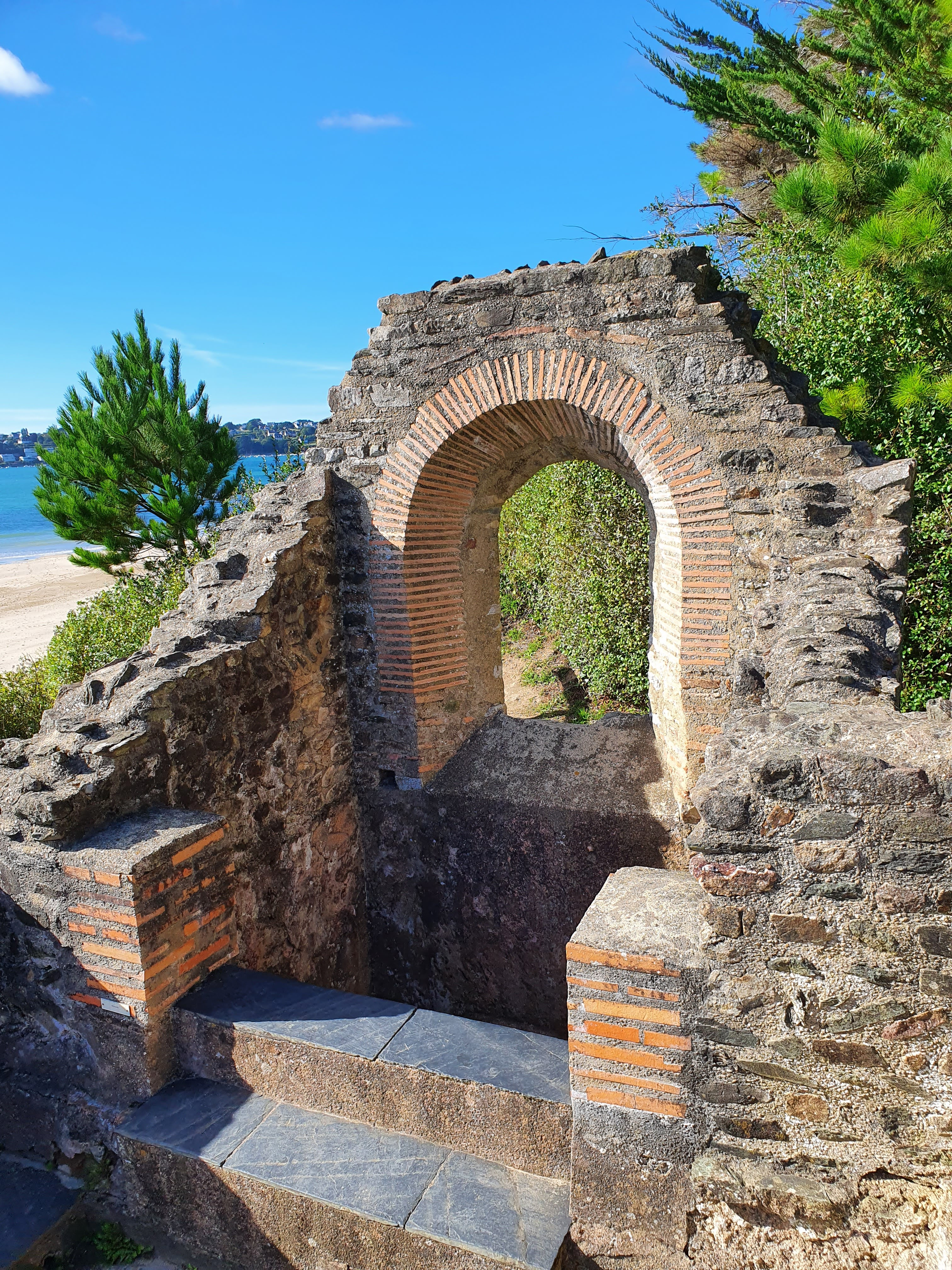
Fenêtre du bain froid.
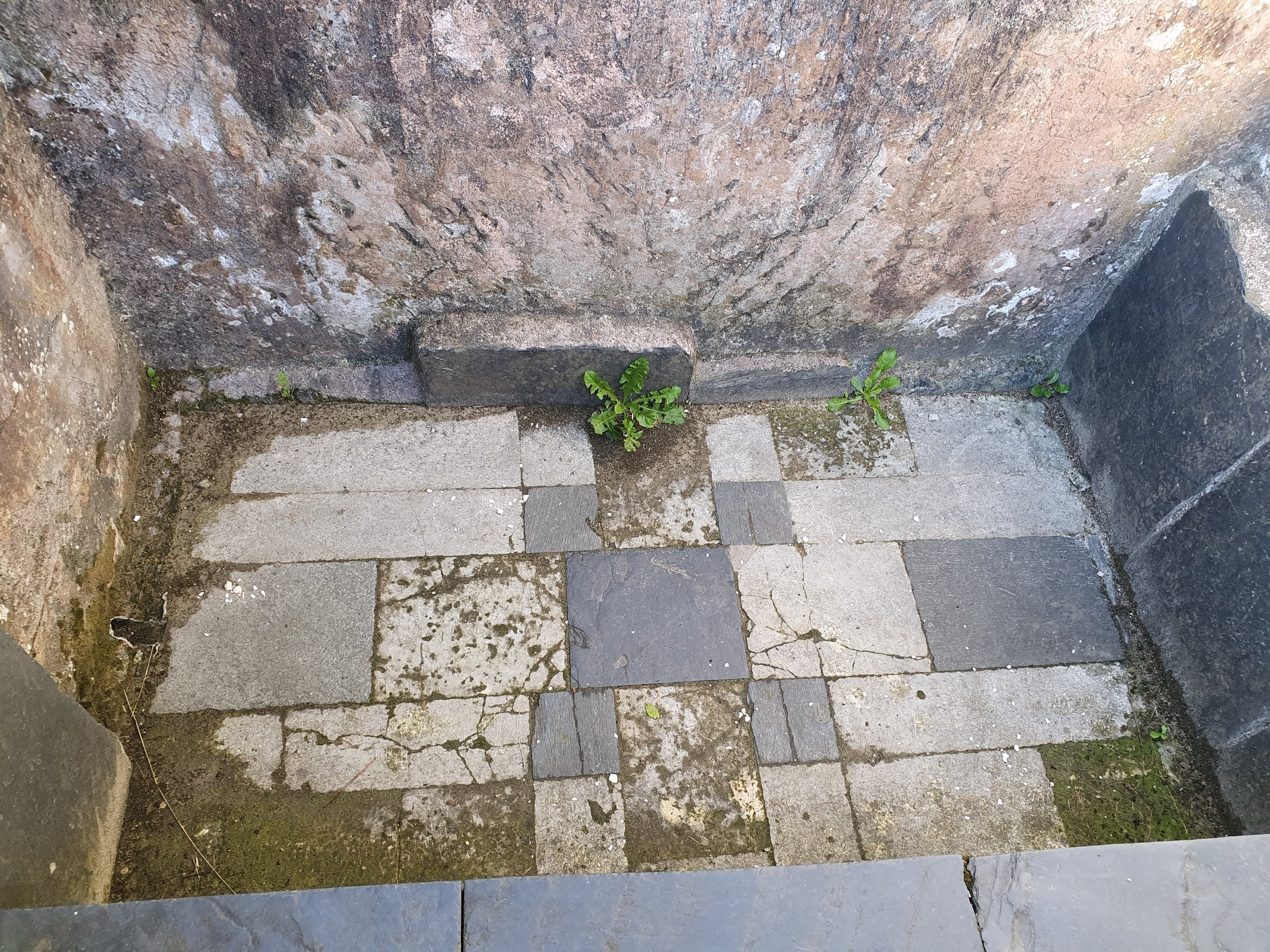
Dallage ornemental du bain froid.
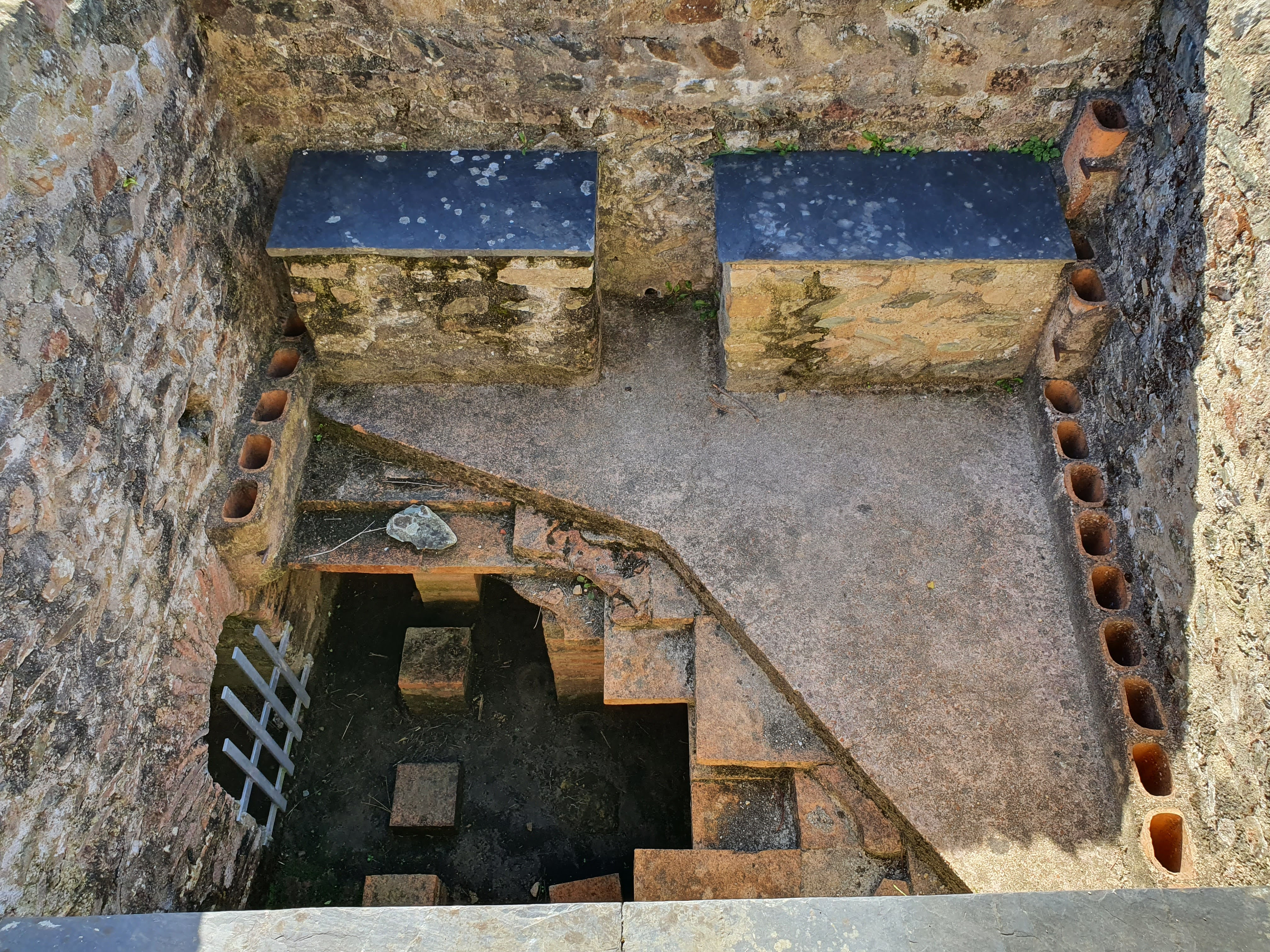
Hypocauste : système de chauffage par le sol.
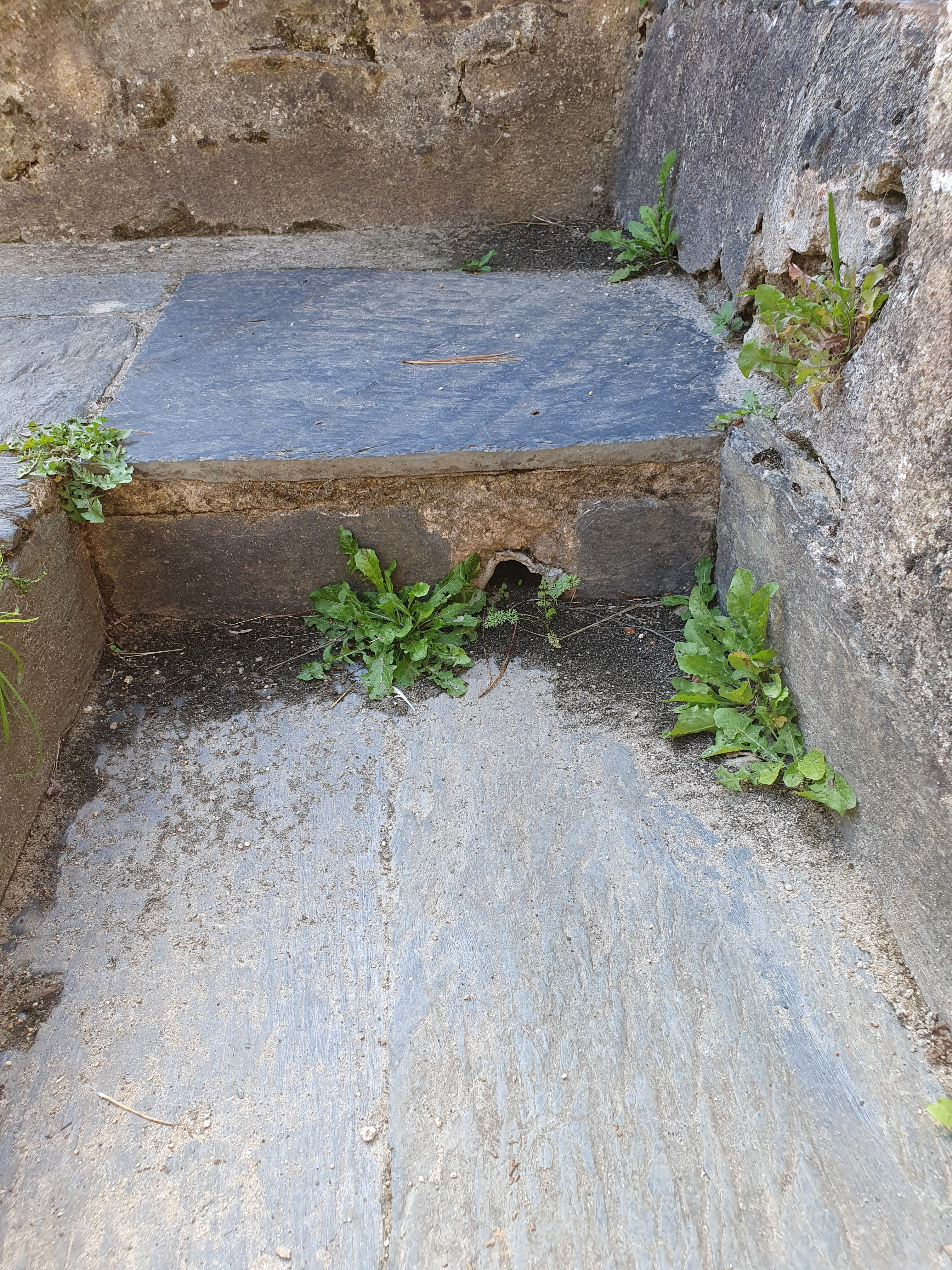
Canalisation d'évacuation en plomb du pédiluve.

#### Le sanctuaire gallo-romain de Kozh Iliz

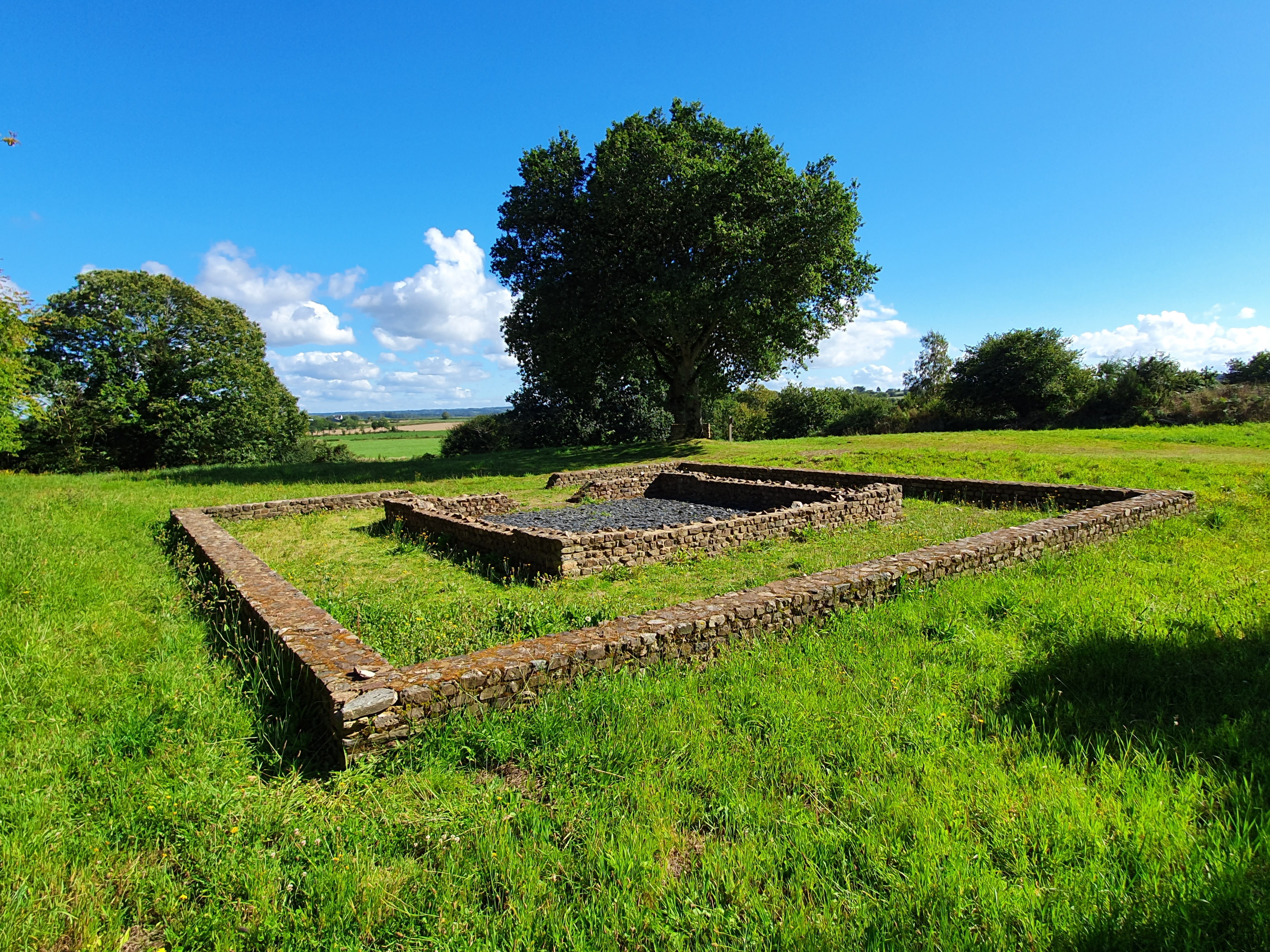
Sanctuaire gallo-romain.

"Kozh Iliz" signifie en breton "Vieille Église". Le sanctuaire, un lieu de culte gallo-romain, dédié à un dieu hybride (mélange de dieu gaulois et romain), était utilisé entre le Ier et le IIIe siècle après J.C.. Il se compose d'une aire sacrée rectangulaire entourée de murs à l'intérieur de laquelle est implanté le temple dont l'emprise au sol est de forme carrée.

### Moyen-Âge
Selon un récit hagiographique de Dom Morice, saint Gestin, un solitaire, aurait vécu à Plestin à la fin du VIe siècle, y construisant un oratoire et une cellule monastique qu'il quitta pour faire un voyage à Rome. À son retour il trouva les lieux occupés par Saint Efflam, lequel; venant d'Hibernie, aurait débarqué sur la plage de Saint-Efflam au début du VIIe siècle ; les deux saints vécurent dès lors ensemble.
Selon le cartulaire du Mont-Saint-Michel, en 1086, Hugues Ier de Saint-Pabutral, évêque de Tréguier, donna à l'abbaye du Mont-Saint-Michel-au-péril-de-la-Mer, le rocher Hirglas, ses dépendances et sa dîme sur Plestin. En 1261 cette abbaye possède aussi la chapelle Notre-Dame de Lancarré, administrée par leur prieuré de Roc'h Hirglas ; en 1337 ce prieuré fut réuni à celui de Tréveruer (Tréverer), l'ensemble portant le nom de Locmikael Rocquillas ; le prieuré de Roc'h Hirglas finit par disparaitre complètement, celui de Tréverer subsistant jusqu'à la Révolution française pendant laquelle il fut vendu comme bien national.
L'existence de la paroisse de Plestin, dépendant de l'évêché de Tréguier, est attestée en 1330 (lors du procès en canonisation de saint Yves).

### Temps modernes

#### Les guerres de Religion
« Le troisième et septième jours de juillet 1590 fut brûlée et ravagée la paroisse de Plestin par ceux du parti du roi. Et au réciproque le 21 du même mois de juillet 1590 fut pareillement brûlée et ravagée la paroisse de Plouaret, Ploubezre et la ville de Lannion par ceux qui tenaient le parti du duc de Mercœur » a écrit le curé de Lanvellec. Ce même 3 juillet 1590 17 ligueurs furent tués sur la Lieue de Grève par des soldats royalistes en garnison au château de Tonquédec ; 6 autres furent tués le 7 juillet 1590 au bourg de Trédrez.
L'histoire et la tradition populaire ont conservé le souvenir de Marguerite Charlès, une femme-bandit qui, pendant les Guerres de la Ligue, rançonnait et assassinait les voyageurs se rendant de Morlaix à Lannion ou vice-versa lorsqu'ils passaient par la Lieue de Grève ; elle avait comme principaux lieutenants les frères Rannou qui assommaient les voyageurs à coups de pen-baz. François-Marie Luzel a retranscrit des gwerziou la concernant, écrivant notamment qu'elle enfouissait ses victimes dans les sables mouvants de la Lieue de grève et qu'elle aurait eu comme repaire le bois de Coatandrezenn dans la commune de Tréduder ; elle aurait été capturée en 1598.

#### La révolte des Bonnets rouges
Plestin est citée pour sa participation à la Révolte des Bonnets rouges survenue en 1675 en Bretagne. L'un de ses habitants fut "excepté" de l'amnistie royale de 1676.

#### LeXVIIIesiècle

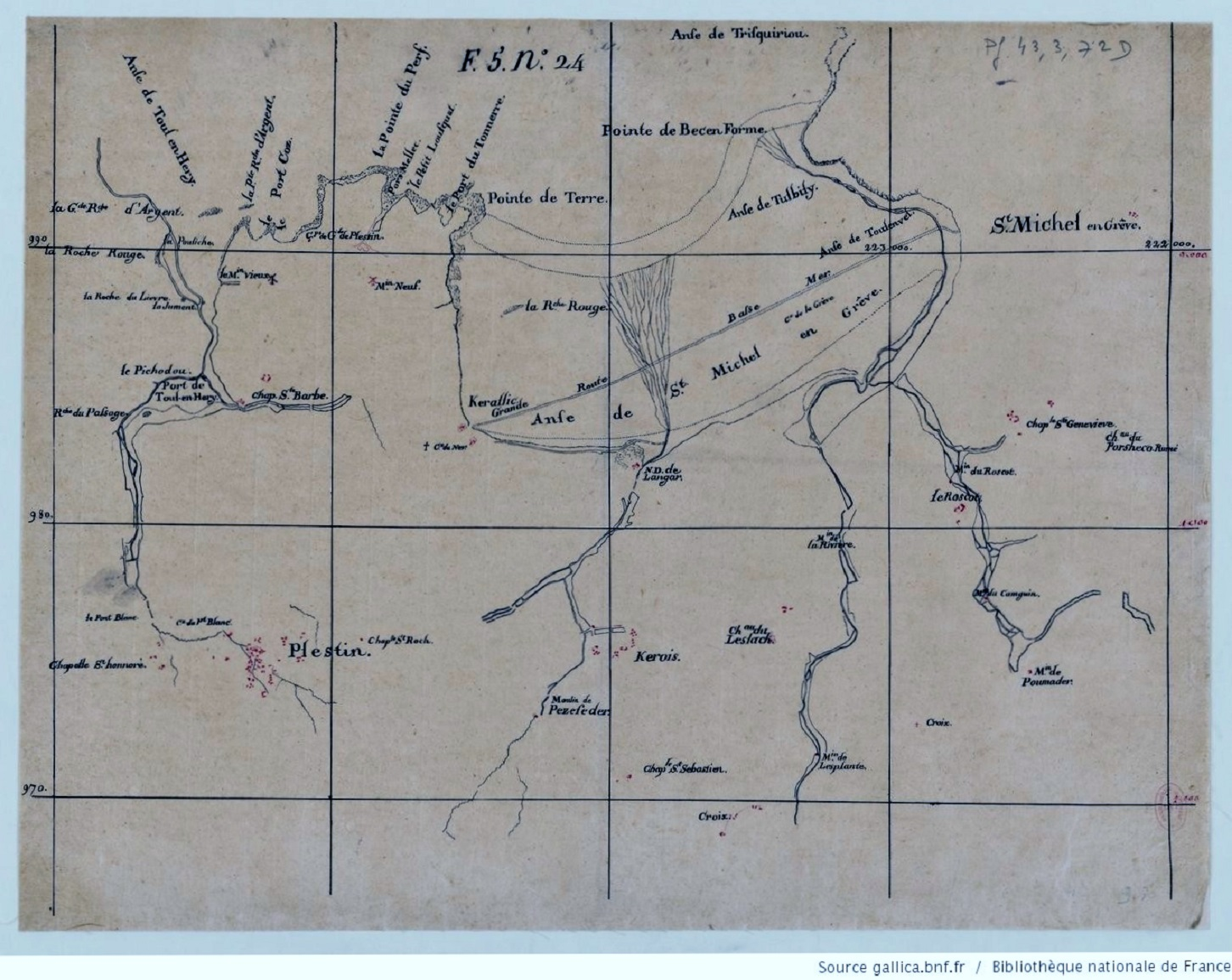
Carte de Plestin et de la « Lieue de Grève » publiée entre 1771 et 1785.

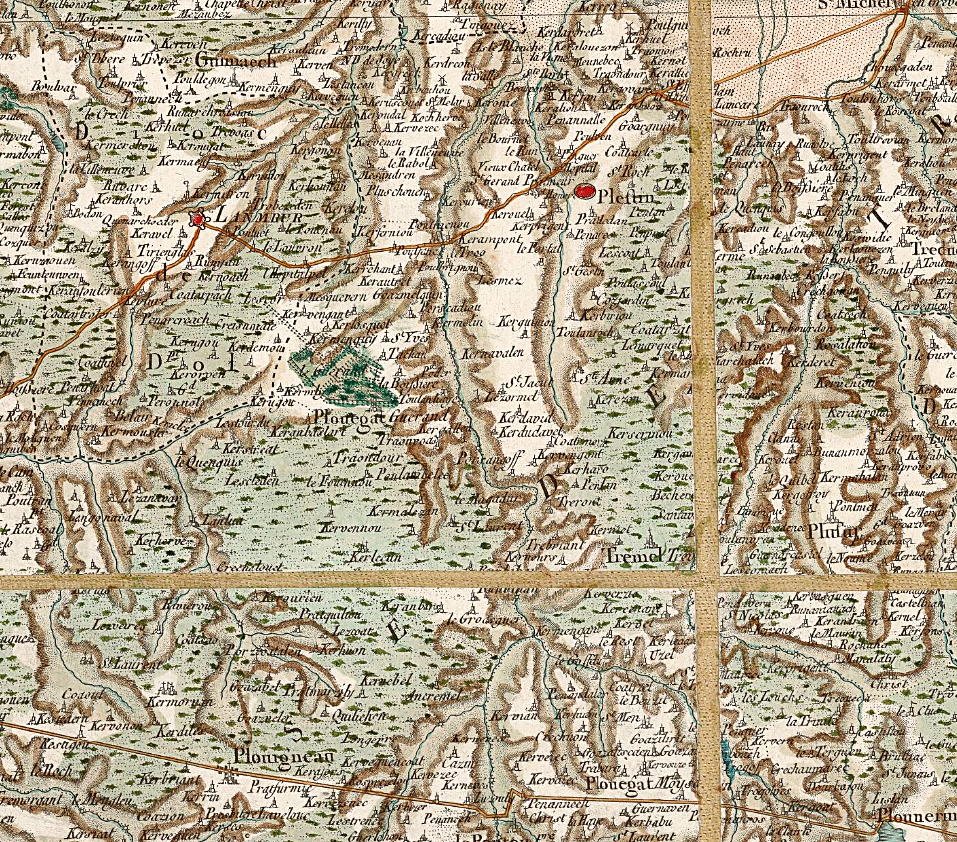
Carte de Cassini de la paroisse de Plestin et de ses environs (1783).

En 1759, une ordonnance de Louis XV ordonne à la paroisse de Plestin de fournir 60 hommes et de payer 393 livres pour « la dépense annuelle de la garde-côte de Bretagne ».
Jean-Baptiste Ogée décrit ainsi Plestin en 1778 :

« Plestin : à 6 lieues â l'Ouest-Sud-Ouest de Tréguier, son évêché ; à 34 lieues de Rennes ; et à 4 lieues de Morlaix, sa subdélégation et son ressort. Cette paroisse relève du Roi ; elle compte 3 300 communiants, y compris ceux de Trémel, sa trève. : la cure est à l'alternative. Son territoire, borné au Nord par la mer, est fertile en grains de toutes espèces et lin ; on y voit peu de landes ; on y connaît une mine de plomb non exploitée [faux, selon A. Marteville et P. Varin, il s'agit d'un gisement de carbure de fer qui, de plus, se trouve en Plufur et non en Plestin]. »

### Révolution française
Lors du déclenchement de la Révolution française Guillaume Rouat est recteur de Plestin (depuis 1780) et était assisté de 4 vicaires et d'un procurateur (un prêtre chargé de l'administration des biens de cette immense paroisse) ; le recteur accepta de prêter le serment de fidélité à la Constitution civile du clergé, devenant donc prêtre constitutionnel, mais les 4 vicaires et le procurateur refusèrent de le faire.
En juillet 1794, Augustin Marie Le Clech, né en 1738 à Plestin-les-Grèves et y étant prêtre réfractaire (dénoncé par le curé Rouat, lequel « fut très complaisant pour les révolutionnaires, prêta tous les serments qu'on lui demanda, livra l'argenterie, les vases sacrés et les ornements de son église, encouragea ses paroissiens à la spoliation dont il donnait l'exemple, se porta témoin contre son vicaire, l'abbé Clec'h, au Tribunal révolutionnaire, dit de salut public, à Brest, qui condamna à la peine capitale ce saint prêtre pour refus de prêter serment à la Constitution civile du clergé » est-il écrit dans le cahier de la paroisse de Plestin) fut arrêté à Morlaix et guillotiné Place du Château à Brest le 13 messidor an II (1er juillet 1794), en même temps qu'Anne Leprince, veuve Le Blanc, âgée de 80 ans, et sa fille Anastasie, 36 ans (toutes deux originaires d'Acadie, mais domiciliées à Morlaix), qui l'avaient caché.

### LeXIXesiècle

#### La découverte des reliques de saint Efflam

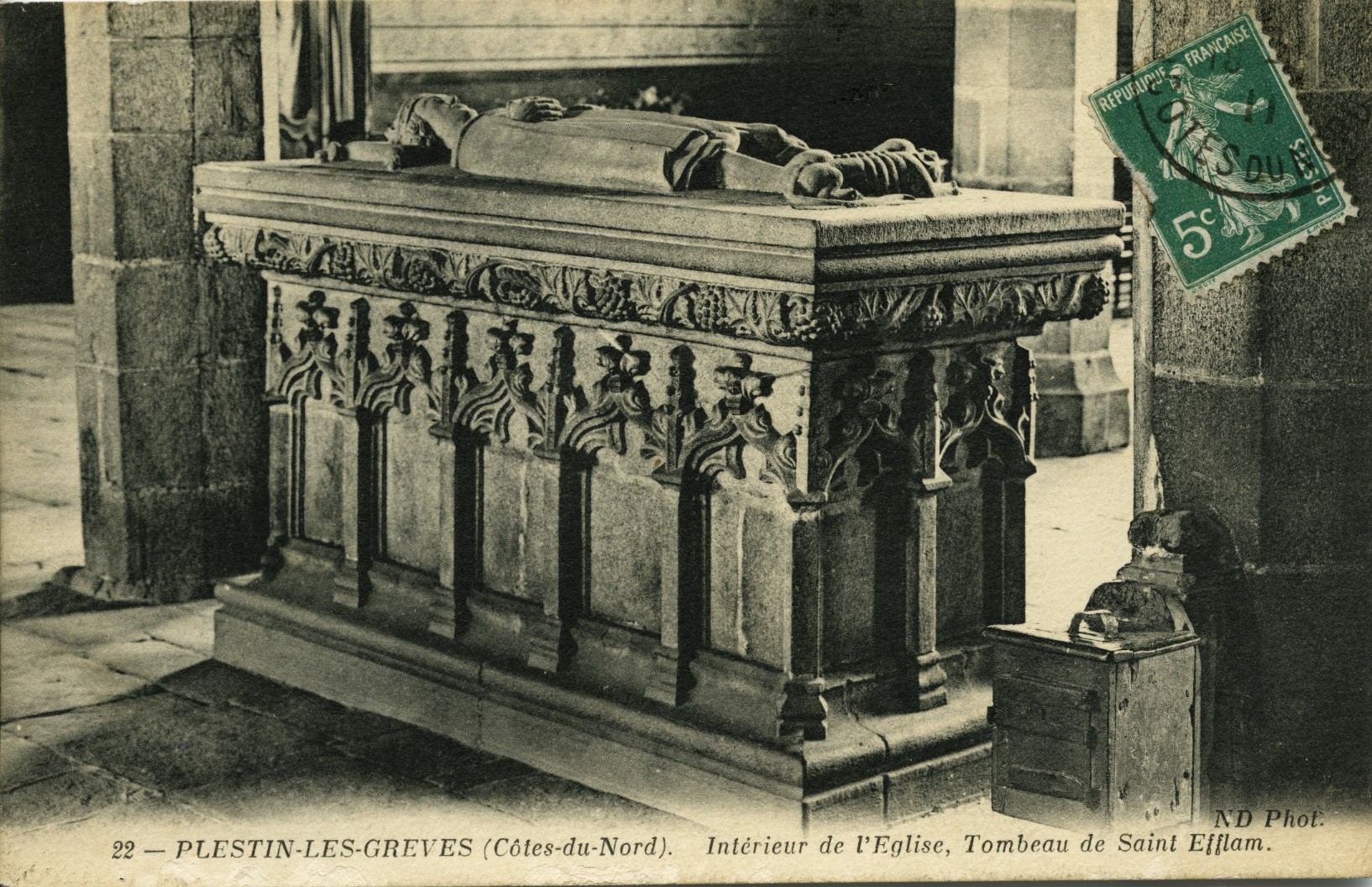
Le tombeau (en fait un gisant) de saint Efflam dans le chœur de l'église Saint-Efflam (carte postale).

Le 26 juin 1819 sont découvertes dans l'église Saint-Efflam les supposées reliques de saint Efflam.
L'abbé Tresvaux raconte les avoir trouvées sous une pierre plate située à trois pieds de profondeur, le tombeau étant ouvert en présence de nombreuses personnes dont plusieurs ecclésiastiques dont F. Nayrod, alors curé de Plestin, et personnalités civiles comme François Moriou, alors maire de Plestin, et d'autres. Le procès-verbal de la découverte énumère les débris d'ossements trouvés : « Une clavicule droite, plusieurs vertèbres tant cervicales que dorsales, un os du métatarse, deux du métacarpe, une phalange de la main, plusieurs fragments de côte, une portion du calcaneum, une portion de l'os occipital, un fragment de tête de tibia (...) ». Ces ossements furent reconnus pour être les reliques de saint Efflam.

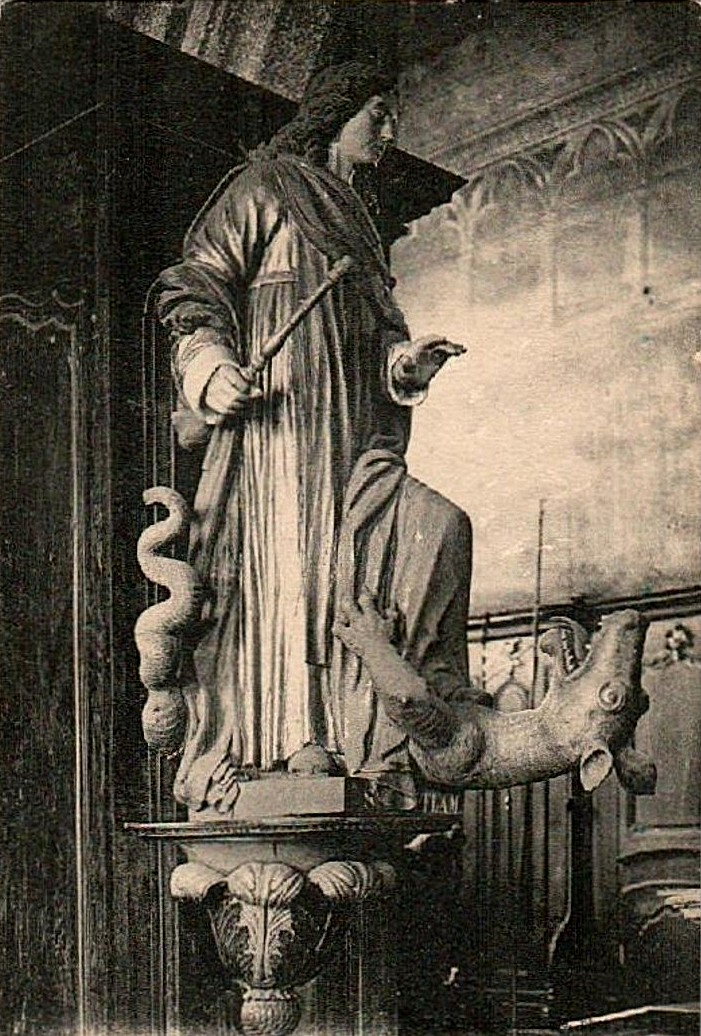
Église de Plestin-les-Grèves ː statue de saint Efflam (carte postale début XXe siècle).

La commune de Trémel est créée en 1838 par séparation de la commune de Plestin dont Trémel dépendait jusque-là.

#### La «Lieue de grève», un endroit longtemps mal famé
Selon Pitre-Chevalier « quand les paysans des Côtes-du-Nord traversent la lieu de grève de Saint-Michel, tant qu'ils aperçoivent le calvaire de granit qui s'y élève, ils disent : « La croix nous voit », et ils ne craignent pas que la marée les engloutisse.

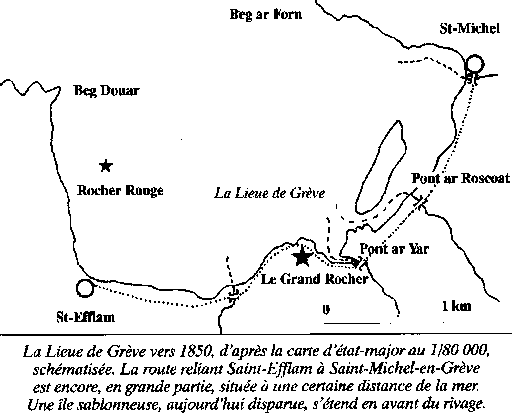
La Lieue de Grève vers 1850 (d'après la carte d'état-major au 1/80 000e).

Édouard Corbière décrit en ces termes la "Lieue de grève" en 1843 :

« Cette lieue de grève, presque toujours si déserte et d'un aspect si sauvage, fur autrefois un champ [endroit] fertile en aventures lamentables. Rarement les cavaliers qui s'exposaient à parcourir de nuit cette nouvelle Tauride réussissaient, dit-on, à se rendre d'une de ses extrémités à l'autre, sans être attaqués par des bandits incivilisés qui, sous des paquets de goémon ou des monticules de sable, se cachaient à la vigilance de la maréchaussée, pour mieux surprendre et dépouiller les voyageurs que  leur amenait ce qu'ils appelaient, à leur manière, la Providence. (...) Les malheureux piétons osaient à peine s'aventurer sur cette arène sans cesse ouverte aux malfaiteurs dont la Bretagne était alors infestée. On assure même qu'à l'époque assez récente où les messageries traversaient encore la lieue de grève pour se rendre de Saint-Brieuc à Brest, ce n'était que sous bonne escorte que les voitures pouvaient espérer de franchir avec sécurité un défilé aussi dangereux. »

Alexandre de Lavergne (1808-1879) a aussi décrit les voleurs de grand chemin qui sévissaient près du Grand Rocher dans son roman La Circassienne.
La croix de Mi-lieue qui avertissait les voyageurs traversant la grève de son danger à marée montante, a disparu à la suite du débarquement des troupes alliées en août 1944, une nouvelle croix étant édifiée à son emplacement en 1993 par le Centre Culturel.

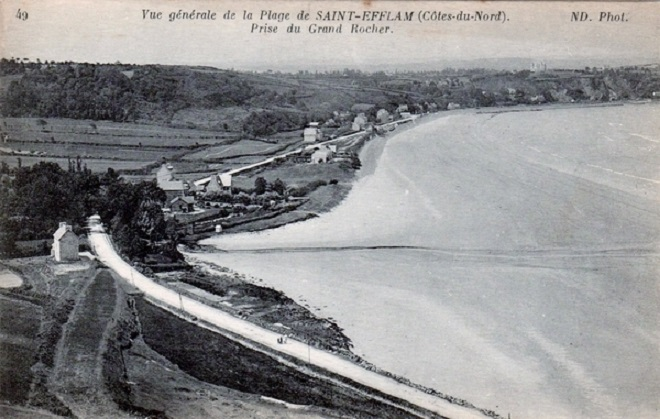
La plage de Saint-Efflam (photo prise du Grand Rocher, avant 1918).
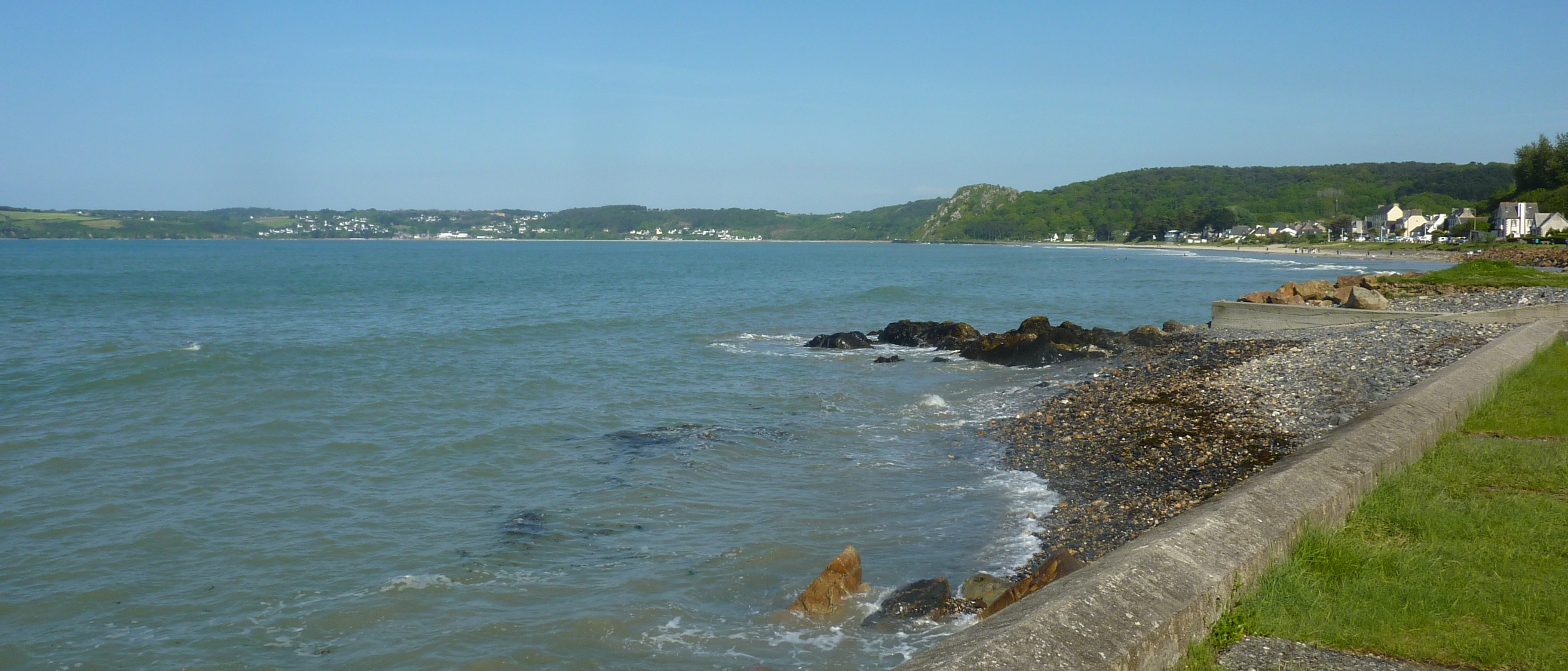
La « Lieue de grève » vue des environs de la chapelle Saint-Efflam.

#### Plestin dans la seconde moitié duXIXesiècle

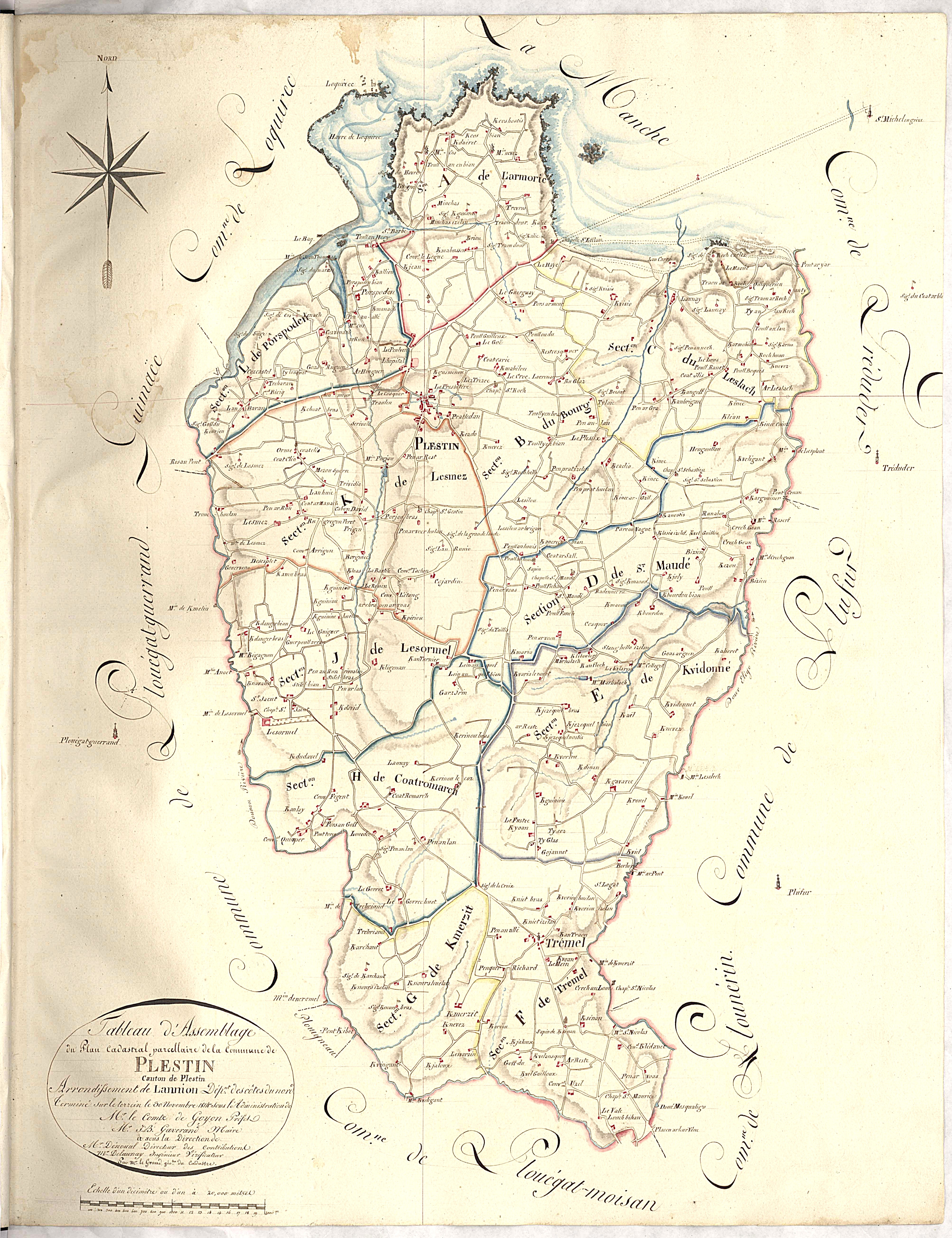
Plestin ː plan cadastral datant de 1814 (tableau d'assemblage).

A. Marteville et P. Varin, continuateurs d'Ogée, décrivent ainsi Plestin en 1853 :

« Plestin : commune formée de l'ancienne paroisse de ce nom ; aujourd'hui cure de 1re classe ; chef-lieu de perception ; bureau d'enregistrement ; bureaudes douanes à Toul-an-Héry ; brigade de gendarmerie temporaire. (..) Principaux villages : Kerdaeret, Keralic, Kerriou, Guergay, Kermabilon, Prat-le-Dan, Penprat-Huelan, Kerancrechbian, Kervisio, Kervenou, Launay, Kerenbrigant, le Plessis, Kerargouiner, Pen-ar-Voas, Saint-Maudé, Pen-ar-Voern, Kervidonné, Kergavarec, Kerguiniou, la Salle, Kervezou,Trémel, Pen-an-Alle, Kervenan, Louc'hbian, Kervelansquer, Kerjaloux, la Ville-Neuve, Kermerzit, Kernous, Pors-an-Goff, Saint-Jacut, Kerdavid, Kernavalen, Quiguer, Lez-Mez, Coat-Cleo, Lanharand-Bras, Coz-Castel, Goas-Ruguen, Coz-Venac'h, Porspoden, Keralliou. Superficie totale 4 617 hectares 82 ares, dont (..) terres labourables 2 774 ha, prés et pâturages 216 ha, bois 385 ha, vergers et jardins 3 ha, landes et incultes 386 ha (..). Moulins : 27 (Neuf, Vieux, à vent ; de la Haye, du Plessix, de Lesplant, du Loserf, de Crech'gohan, de Collogot, Merhallac'h, Kervidonné, Kerouel, de la Vicomté, Kermerxio, Porjou, Trébriand, Perceval, Aouet, Begagnon, Lez-Mez, à eau). Le bourg de Plestin se compose d'une seule longue rue, garnie de maisons récentes pour la plupart. (..) Il y a foire le premier mercredi de juillet, le troisième de mai, le deuxième de novembre et le 28 décembre. Géologie : schiste talqueux ; roches amphiboliques dans le sud-est ; granite à Trémel ; micaschiste au nord de cette dernière localité. (..) On parle le breton. »

Ces mêmes auteurs indiquent qu'on trouve « en cette commune, outre l'église, les chapelles Saint-Efflam, Saint-Maudez, de Trémel, Saint-Maurice et Saint-Hurand. L'église est dédiée à saint Efflam, qui a, dit-on, vécu en ermite dans cette paroisse, et à saint Gestin, solitaire, à qui la paroisse a emprunté son nom, Ploe-Gestin, et par contraction Plestin ».
Joachim Gaultier du Mottay écrit en 1862 que  Plestin possède une école de garçons ayant 139 élèves et deux écoles de filles ayant en tout 140 élèves ; il ajoute : « le bourg de Plestin a de l'importance  par sa population agglomérée, par son marché, ses fores et ses commerces de détail des denrées de consommation journalière. Sa population cependant né peut y être considérée comme riche car elle ne se compose que de débitants, d'aubergistes, de marchands de détail, de journaliers et de quelques laboureurs. SOn y trouve aussi nécessairement tous les fonctionnaires qu'un chef-lieu cantonal aussi important comporte.
En 1874, une pétition signée par des habitants de Trémel, Plestin et Plufur demande à l'Assemblée nationale de mette fin au régime provisoire des débuts de la Troisième République et de rétablir la monarchie légitime. En 2885, les élections municipales, qui virent à chaque fois le succès des candidats conservateurs, furent annulées à deux reprises par le Conseil de préfecture des Côtes-du-Nord.
Toussaint Teurnier, qui avait pris part à la défense du fortin de Mazagran en 1840, et était surnommé "Mazagran", décéda à Plestin en 1891.

#### La traversée de l'estuaire du Douron

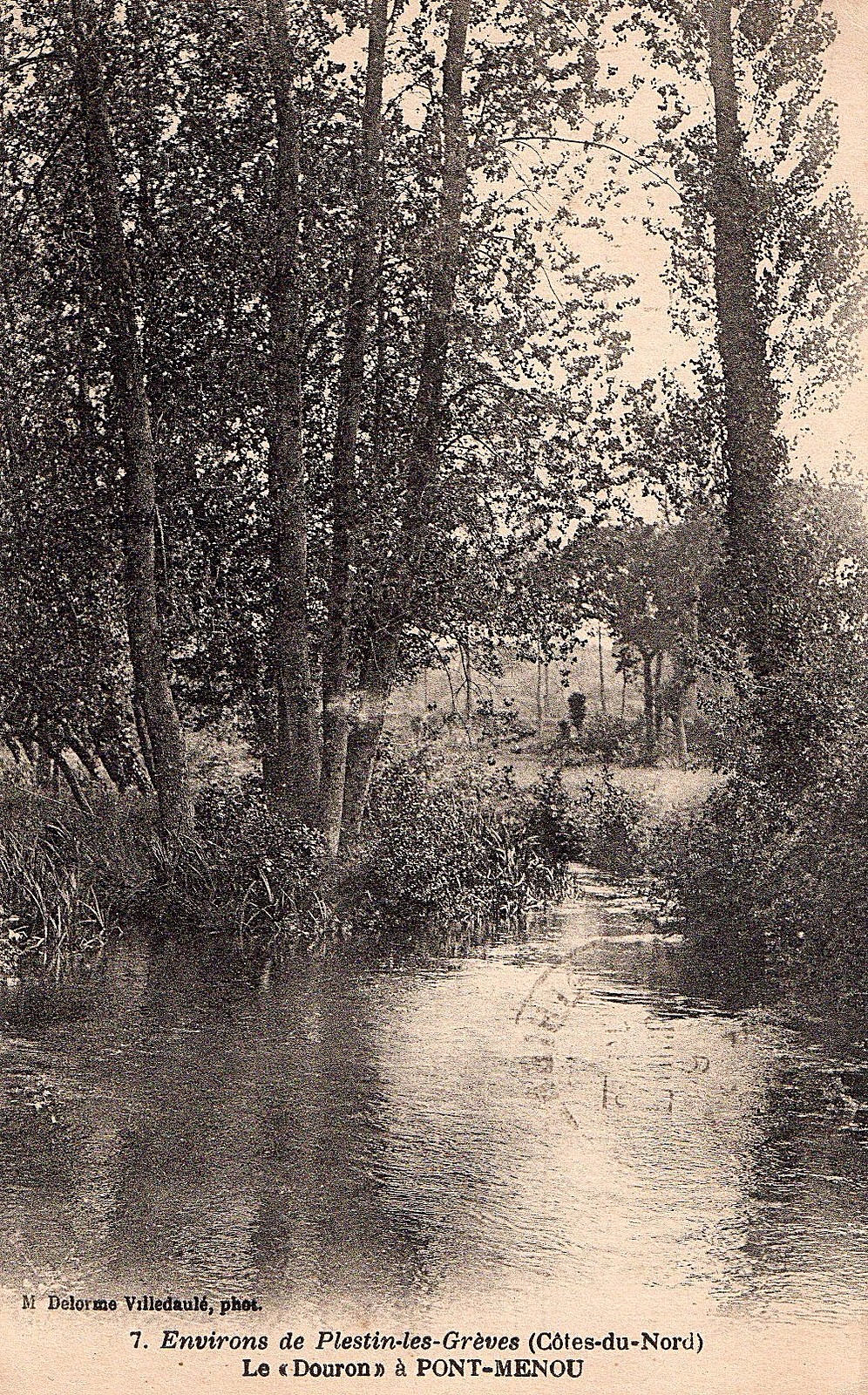
Le Douron à Pont-Menou au début du XXe siècle (carte postale).

C'est dans la décennie 1870 que la construction d'un pont sur le Douron à Toul-an-Héry fut demandée, mais ce pont n'était pas encore construit en 1902 puisque cette année-là le Conseil général des Côtes-du-Nord demande encore à celui du Finistère de participer à l'entretien du bac de Toul-an-Héry reliant les communes de Plestin et Locquirec, assuré alors par le sieur Rolland, de Locquirec. Une légende raconte que si le batelier était absent, il suffisait de s'asseoir sur une pierre et d'invoquer saint Vouga, on était alors transporté instantanément sur l'autre rive. Franchir l'estuaire du Douron en bateau n'était pas sans risques : ainsi le 4 septembre 1885, un instituteur de Locquirec, Hervé Prigent, se noya en face de Toul-an-Héry alors qu'avec sa femme, il cherchait à rejoindre Plestin, un coup de vent ayant fait chavirer son embarcation. Le passage à gué du Douron était la seule solution à marée basse lorsque le bac ne pouvait naviguer, mais ce n'était pas sans risques : ainsi le 24 décembre 1929 un homme se noya, emporté par le flot, alors qu'il tentait de passer à gué. Ce n'est qu'en 1936 que le pont fut construit.

#### Le port de Toul-an-Héry

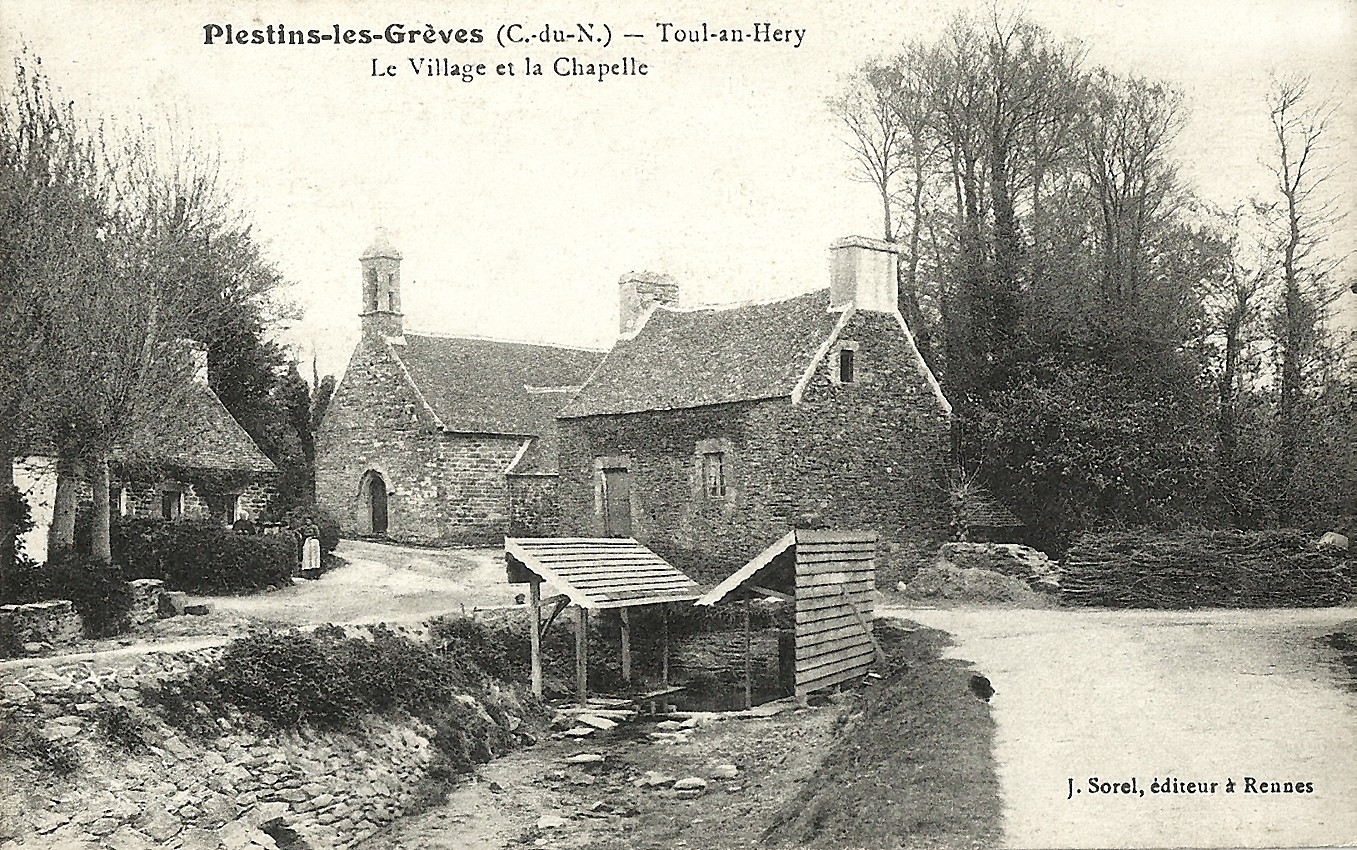
Le village de Toul-an-Héry et sa chapelle au début du XXe siècle (carte postale).

A. Marteville et P. Varin écrivent en 1853 : « Le petit port de Toul-an-Héry, situé sur un petit havre, à 2 km environ du bourg [de Plestin], avait autrefois une ferme royale pour les vins, sels et eaux-de-vie. Aujourd'hui l'importance de ses mouvements a bien diminué ; cependant le relevé des douanes pour 1841 montre qu'en cette année il a été exporté par ce point une quantité de 170 tonneaux, consistant principalement en grains et farines 93 tonneaux, matériaux divers 71 tonneaux ; Bordeaux, Morlaix, Tréguier, Lannion, étaient les principaux points d'expédition. Dans cette même année les entrées n'ont été que de 14 tonneaux, dont vins 3, bois 4, eaux-de-vie 3, grains 2, fers 1. Toul-an-Héry est difficile à aborder, à cause d'un rocher dangereux, et qu'il faut savoir habilement éviter ».
En 1883, le petit port de Toul-an-Héry fait l'objet de travaux d'aménagement, en particulier de prolongement de sa jetée, réalisée en granite de l'Île-Grande, de préférence à la pierre de Locquirec, pour en accroître la solidité.
Le 3 février 1903, le dundee Jeanne, dont l'armateur était Mahé, de Plestin, qui venait juste de quitter le port de Toul-an-Héry avec un chargement d'avoine, fut drossé à la côte sur des rochers de Locquirec et totalement démoli par les vagues ; l'équipage parvint à se sauver.

#### Les courses de chevaux de Saint-Efflam

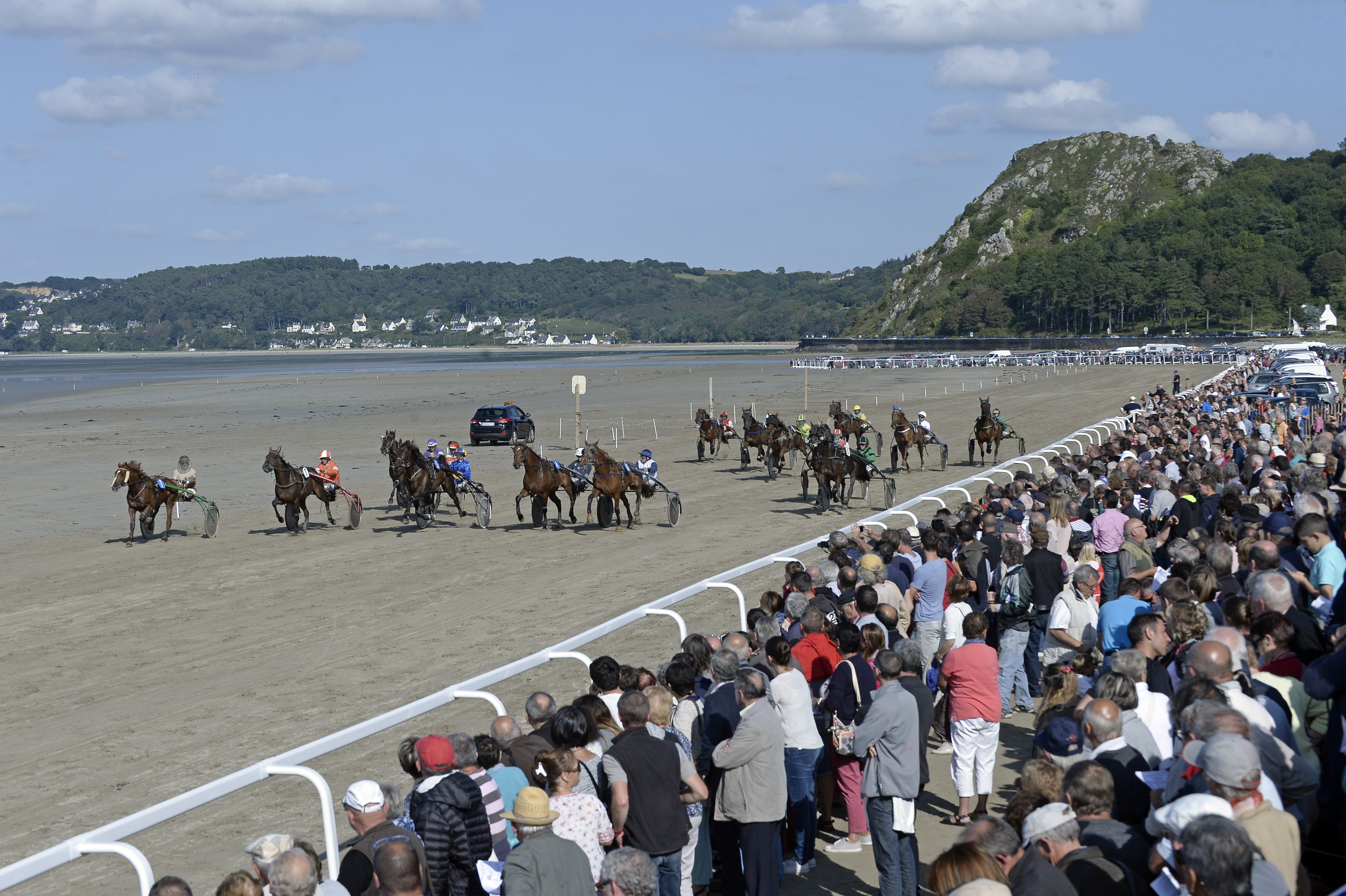
L'hippodrome marin de Saint-Efflam (courses de 2015).

Les courses de chevaux de Saint-Efflam furent organisées sur la Lieue de grève à partir de 1828, à l'initiative du marquis de Kergariou, éleveur qui vivait au château de Coatilliou en Ploubezre. Dans la première moitié du XXe siècle des trains spéciaux étaient affrétés depuis Morlaix et Lannion. Elles avaient lieu le week-end de la Pentecôte : sept courses étaient organisées sur deux jours, quatre de trot et trois de galop.

### LeXXesiècle

#### La Belle Époque

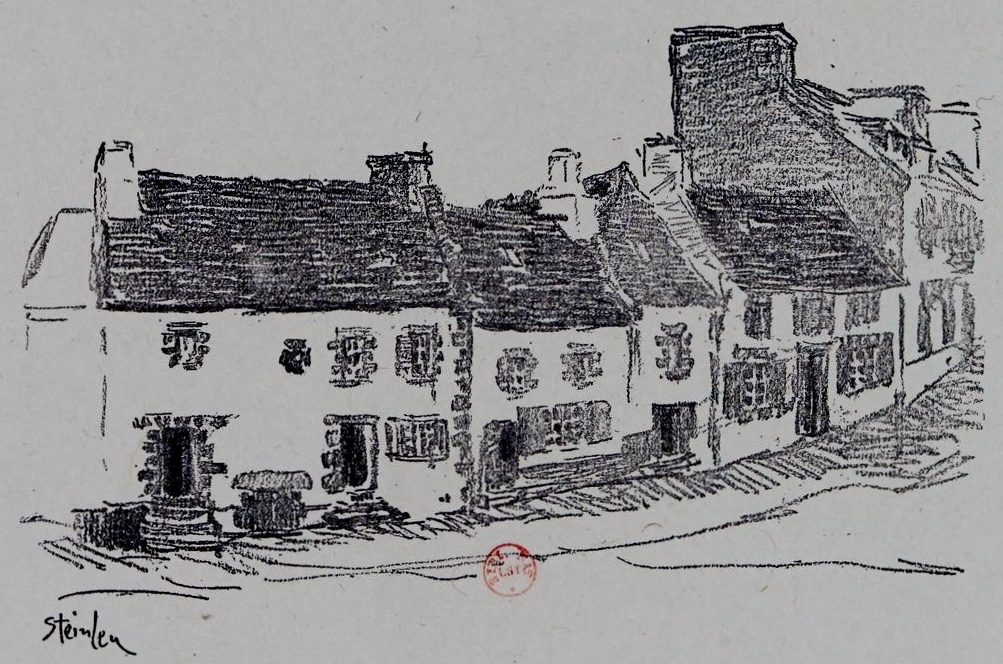
Le bourg breton de Plestin (dessin de Théophile Alexandre Steinlen, 1902).
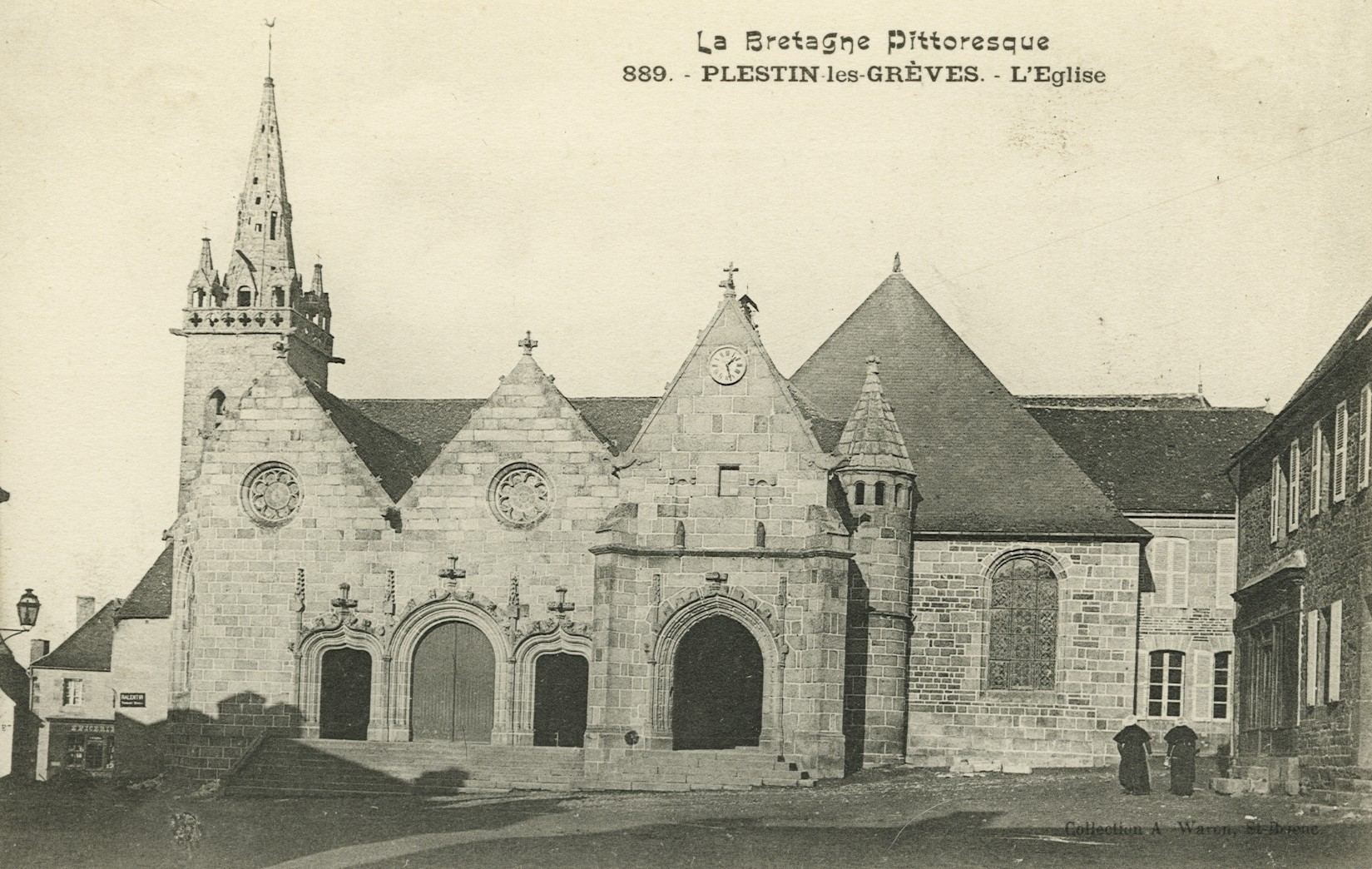
L'église paroissiale Saint-Effmam au début du XXe siècle (carte postale).
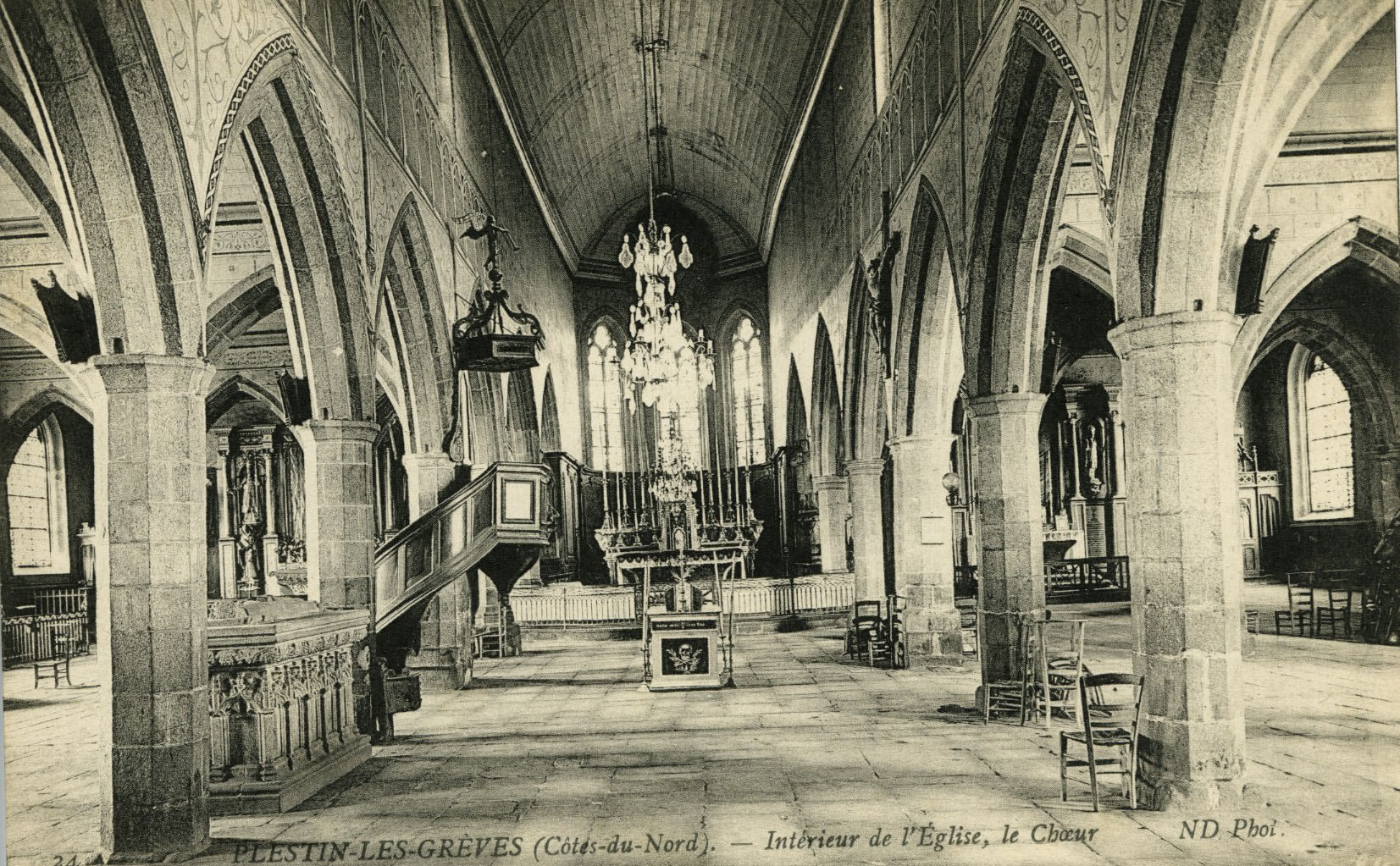
L'église paroissiale Saint-Efflam : vue intérieure d'ensemble (carte postale).
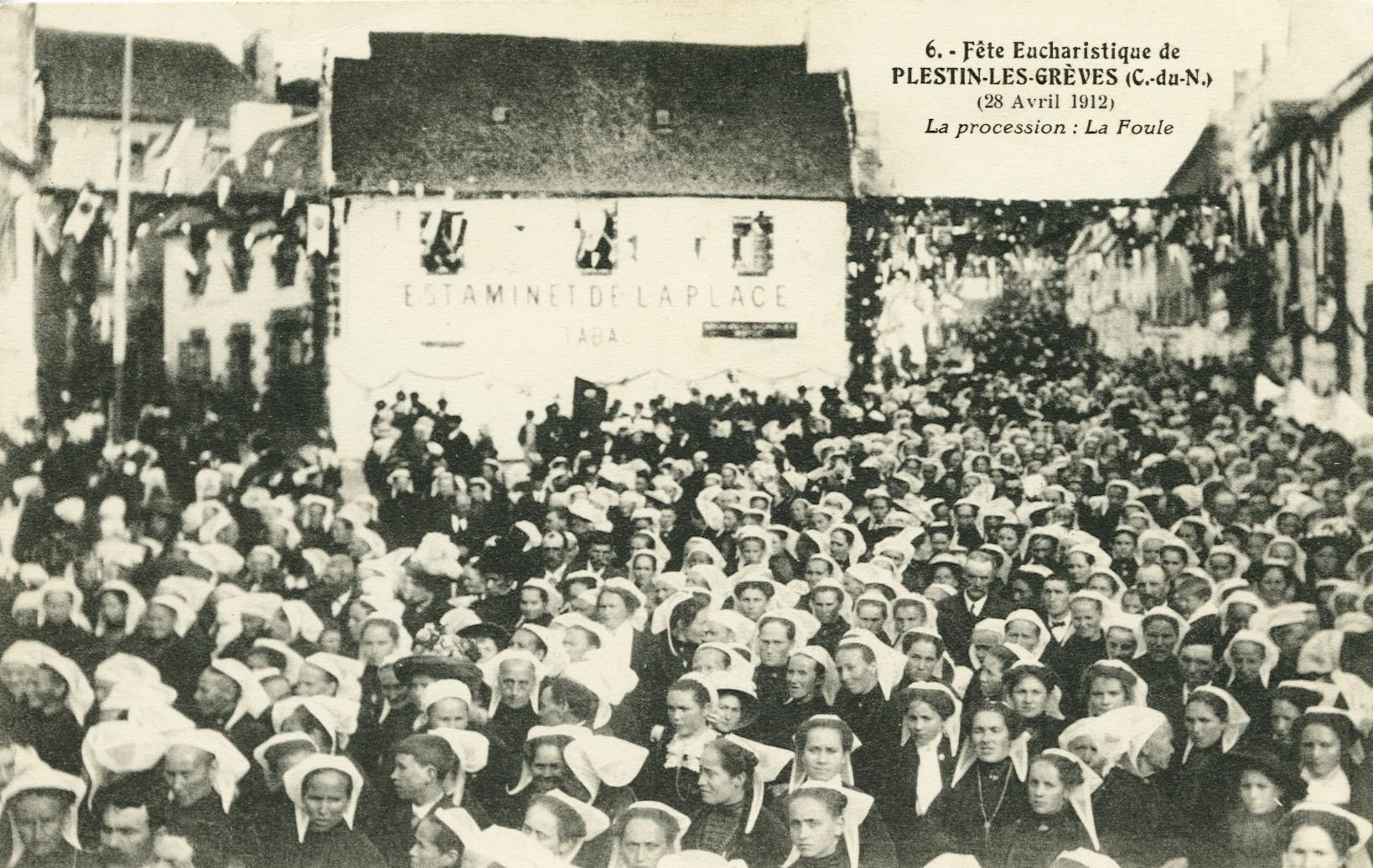
La fête eucharistique du 28 février 1912 : la procession (carte postale).
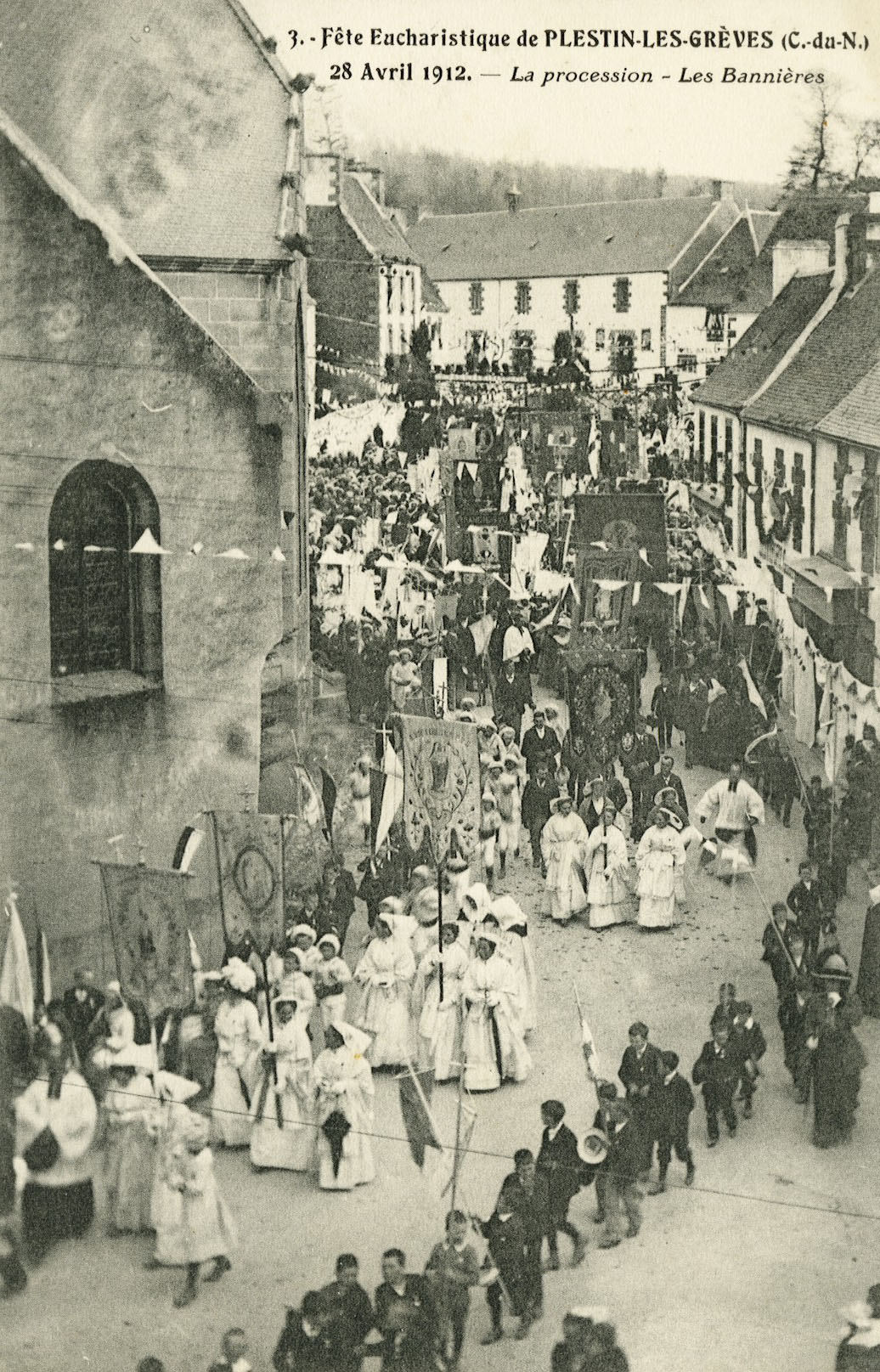
La fête eucharistique du 28 février 1912 : les bannières (carte postale).
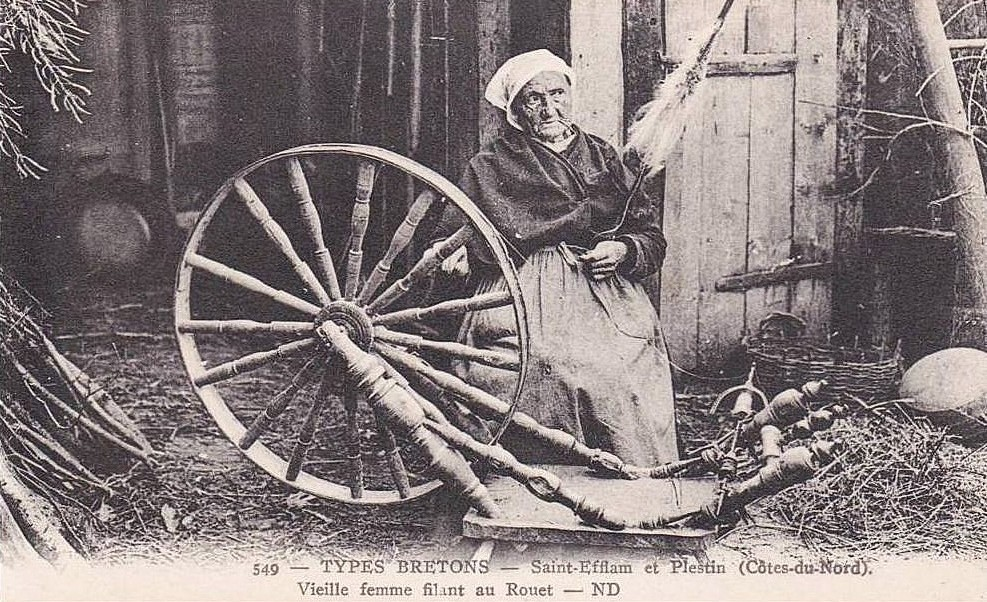
Plestin-les-Grèves (Saint-Efflam) ː vieille femme filant au rouet au début du XXe siècle (carte postale).

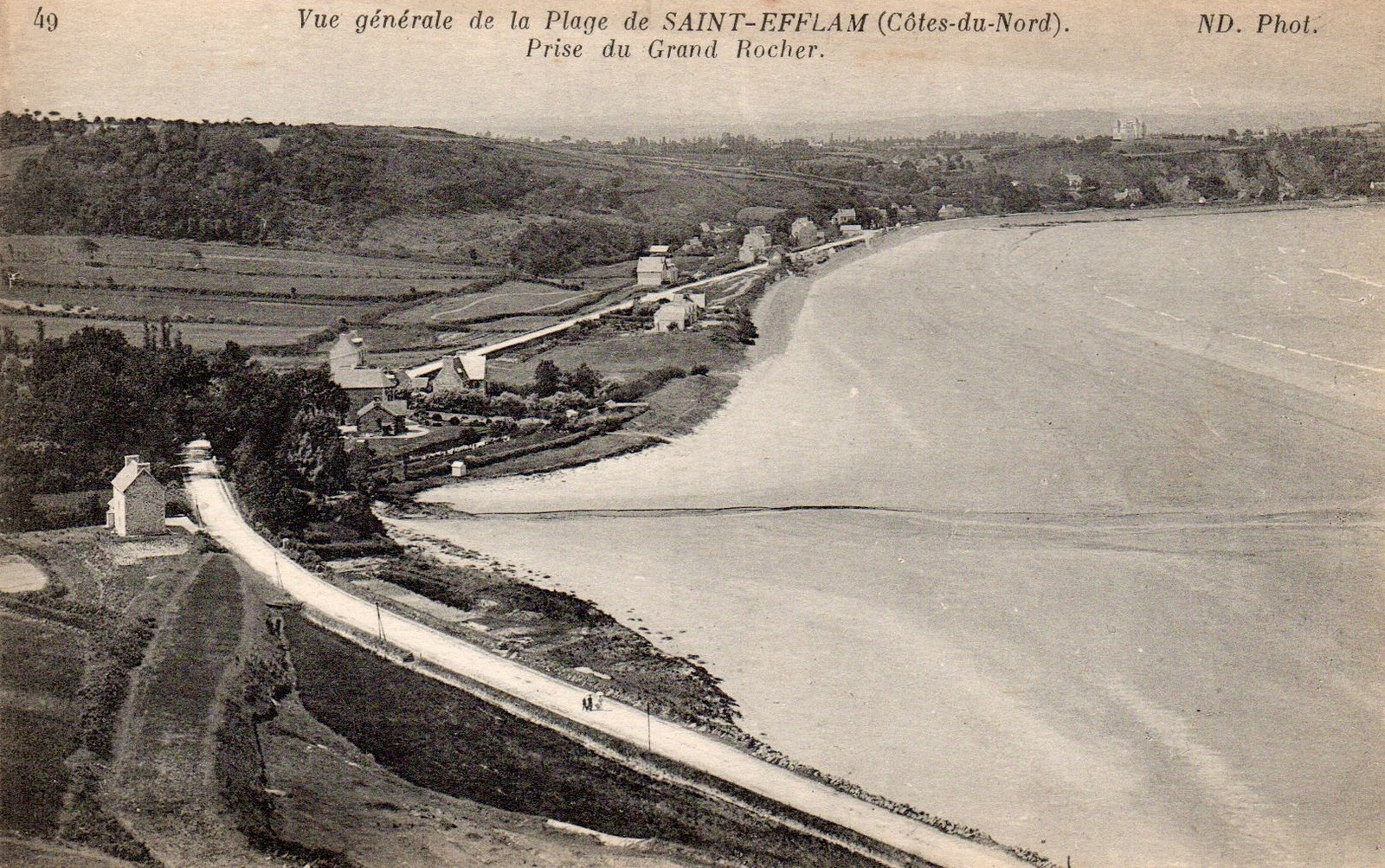
La plage de Saint-Efflam vue du Grand Rocher au début du XXe siècle (carte postale).
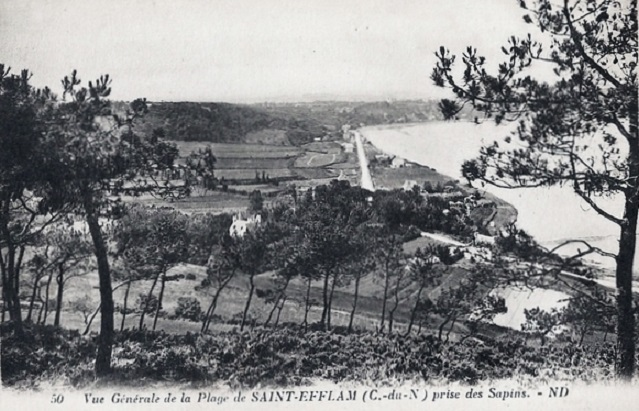
La plage de Saint-Effam avant 1918 (photo prise des Sapins, carte postale).
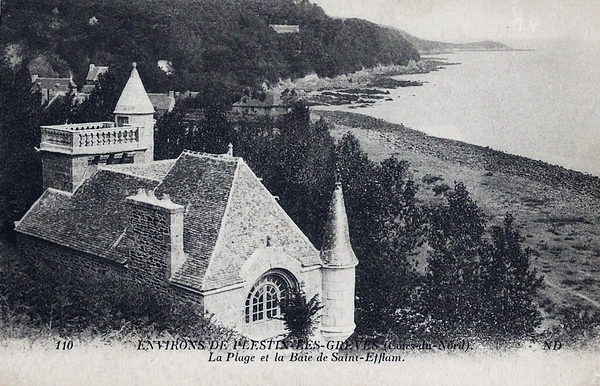
La Baie de Saint-Efflam avant 1918 (carte postale).
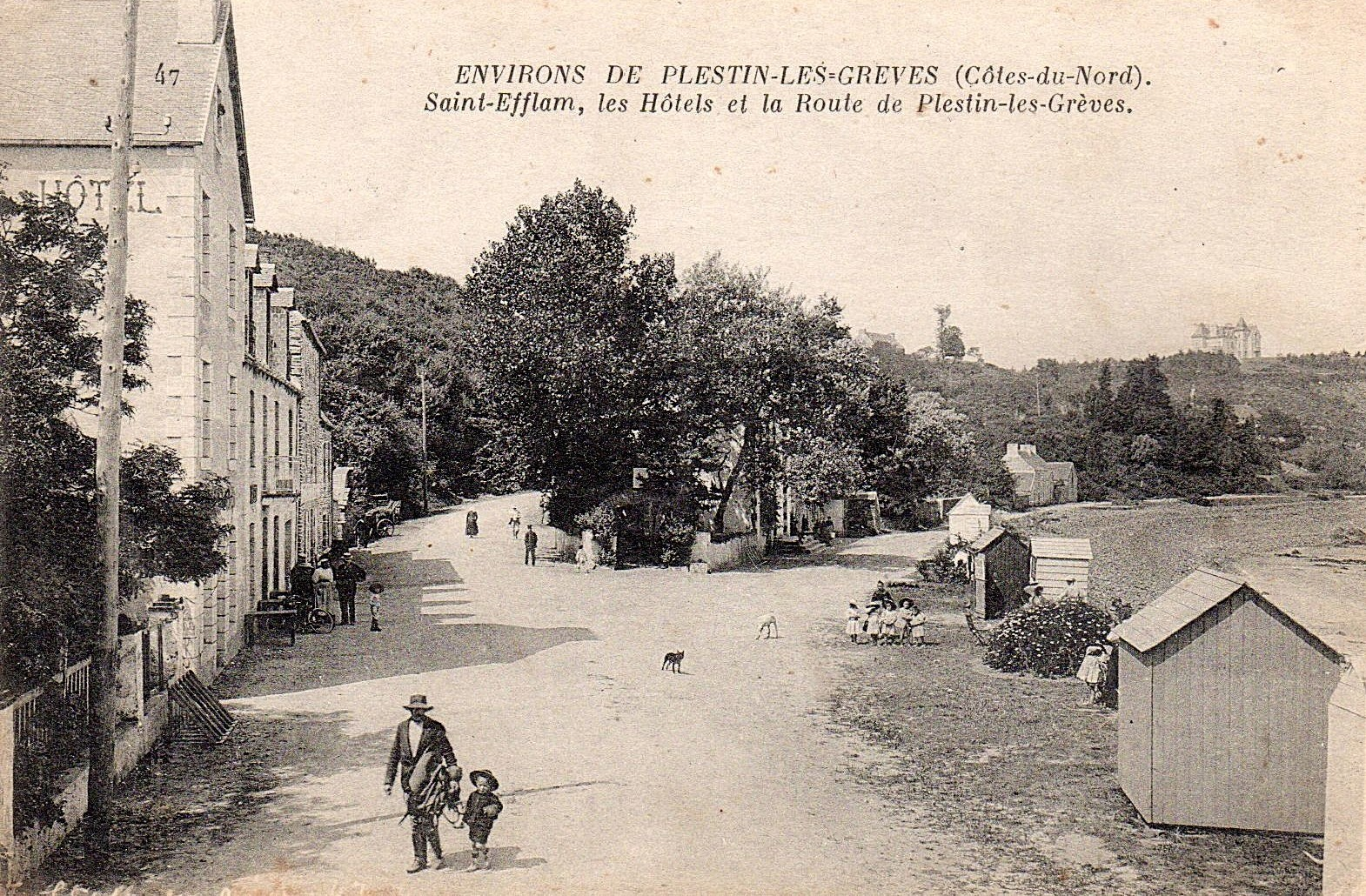
La plage de Saint-Efflam et ses hôtels au début du XXe siècle (carte postale).
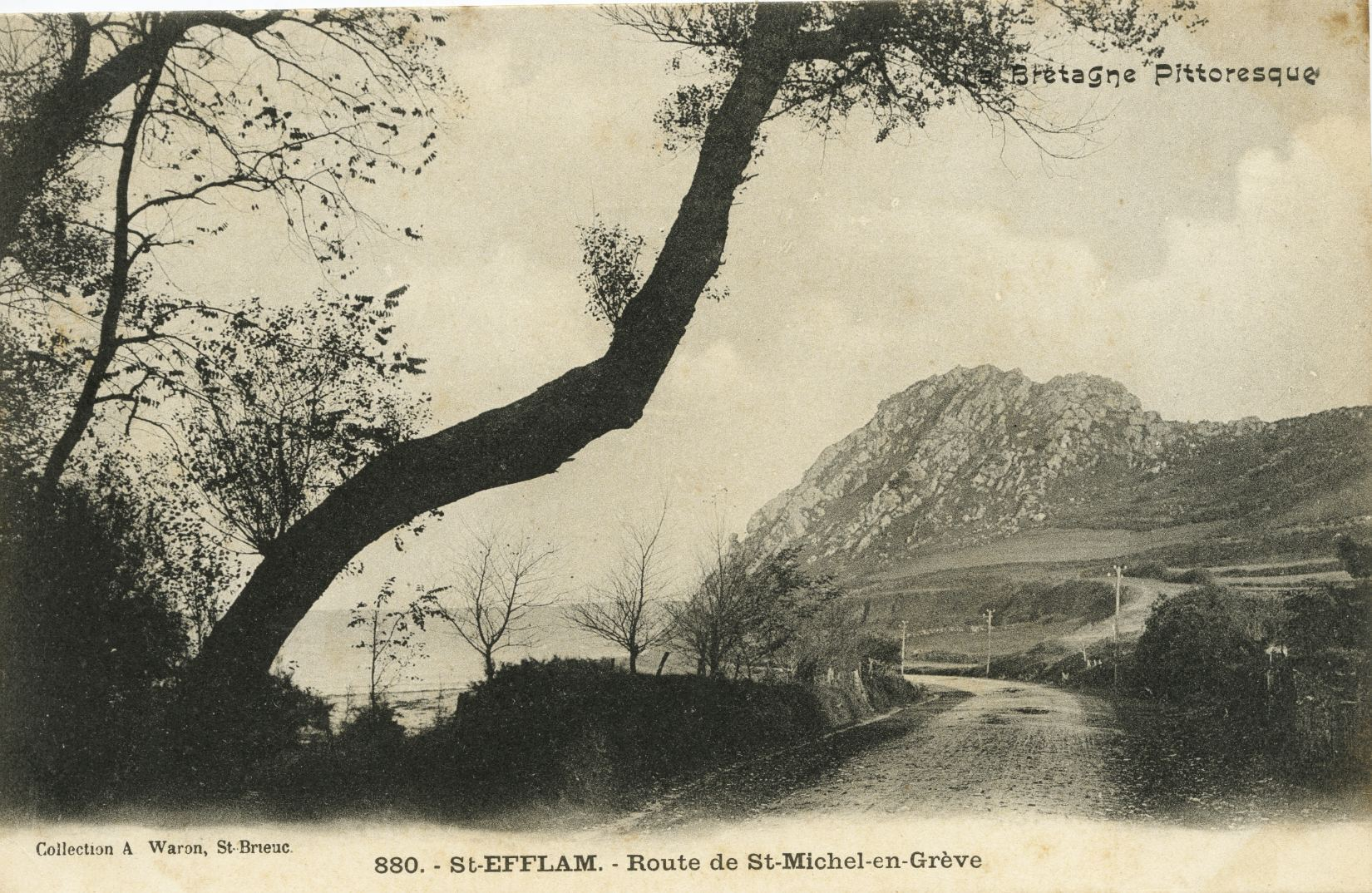
Saint-Efflam : la route vers Saint-Michel-en-Grève et le Grand Rocher.

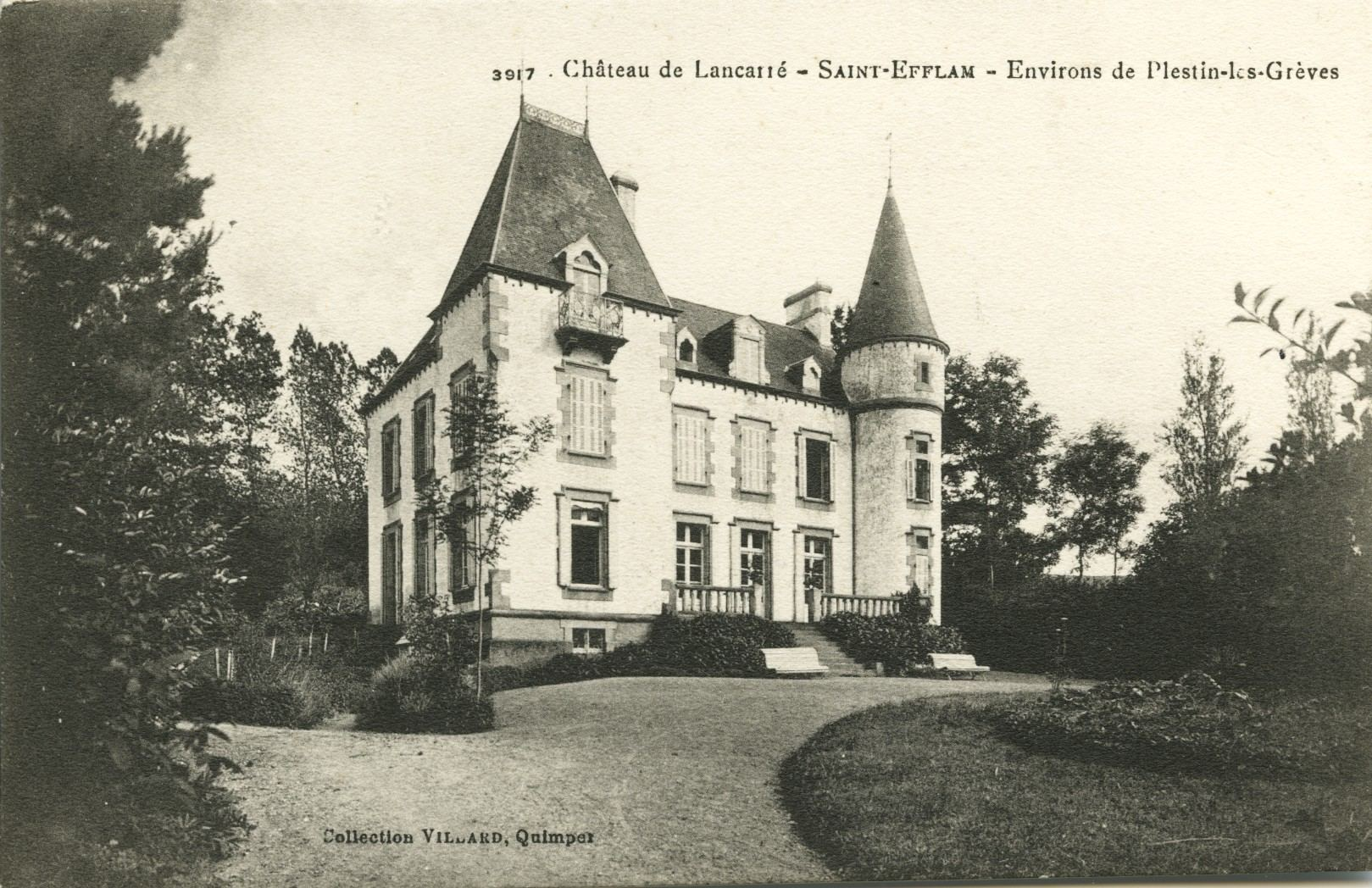
Le château de Lancarré au début du XXe siècle.
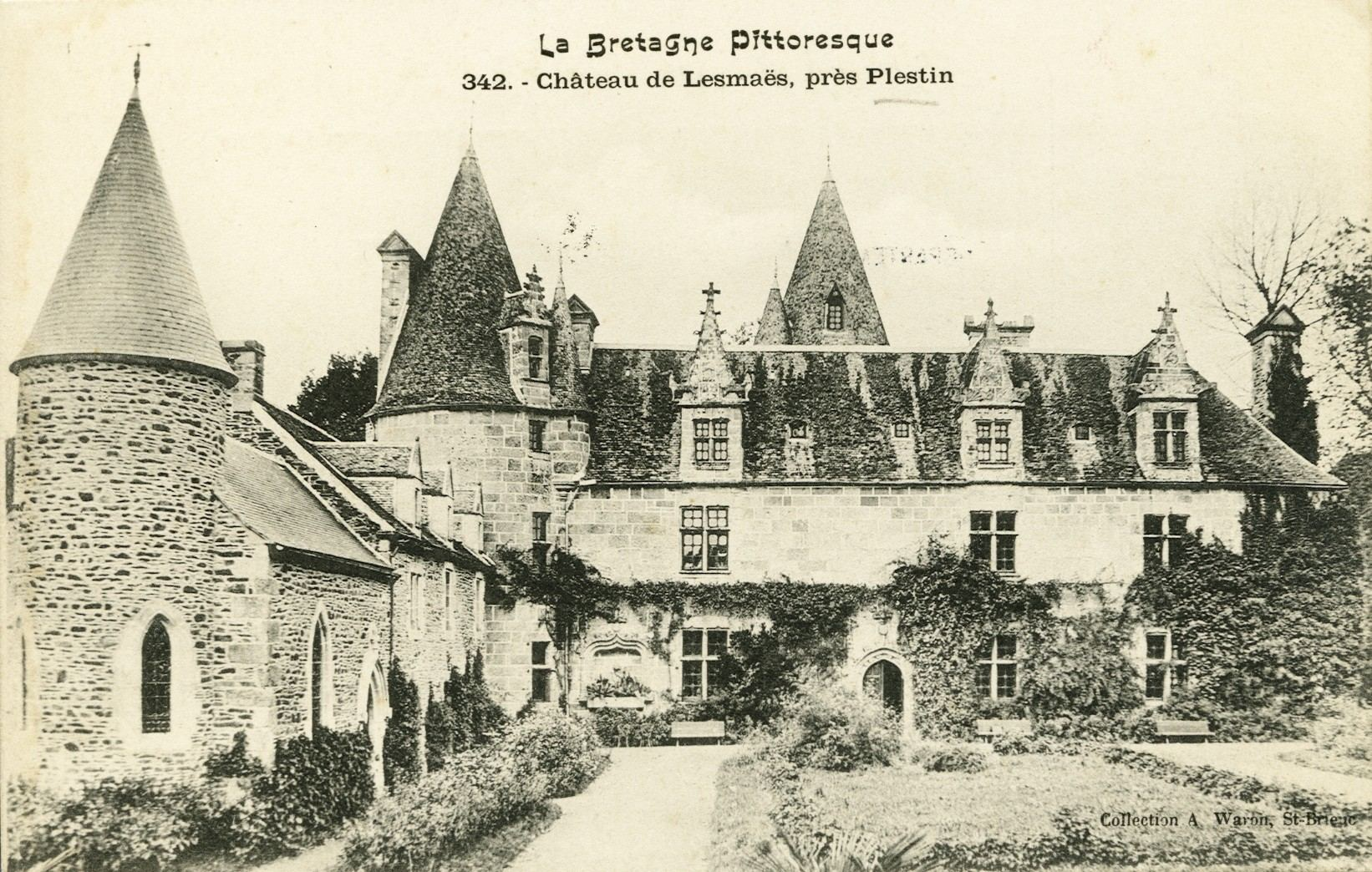
Le château de Lesmaës au début du XXe siècle.
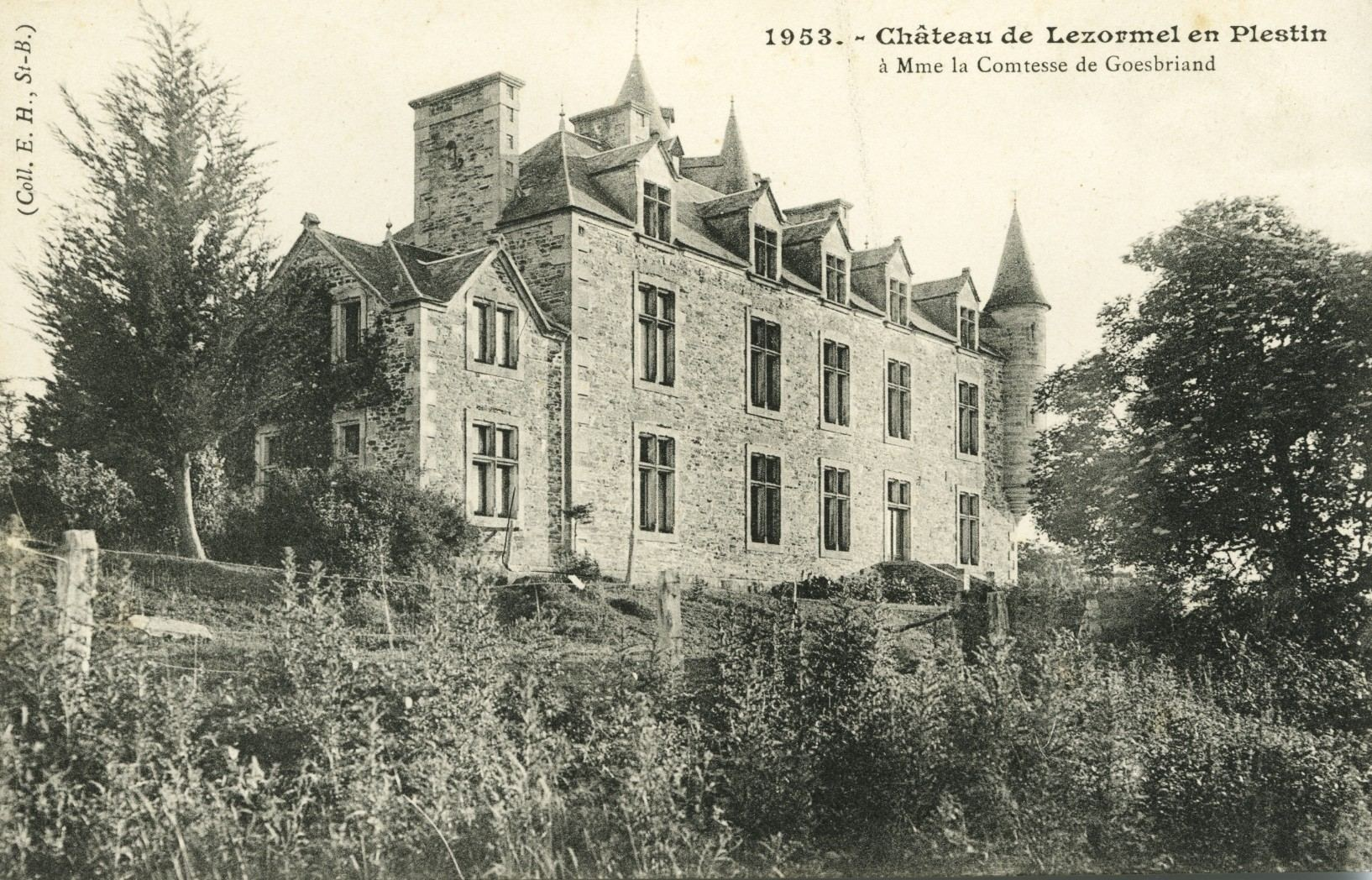
Le château de Lézormel au début du XXe siècle.
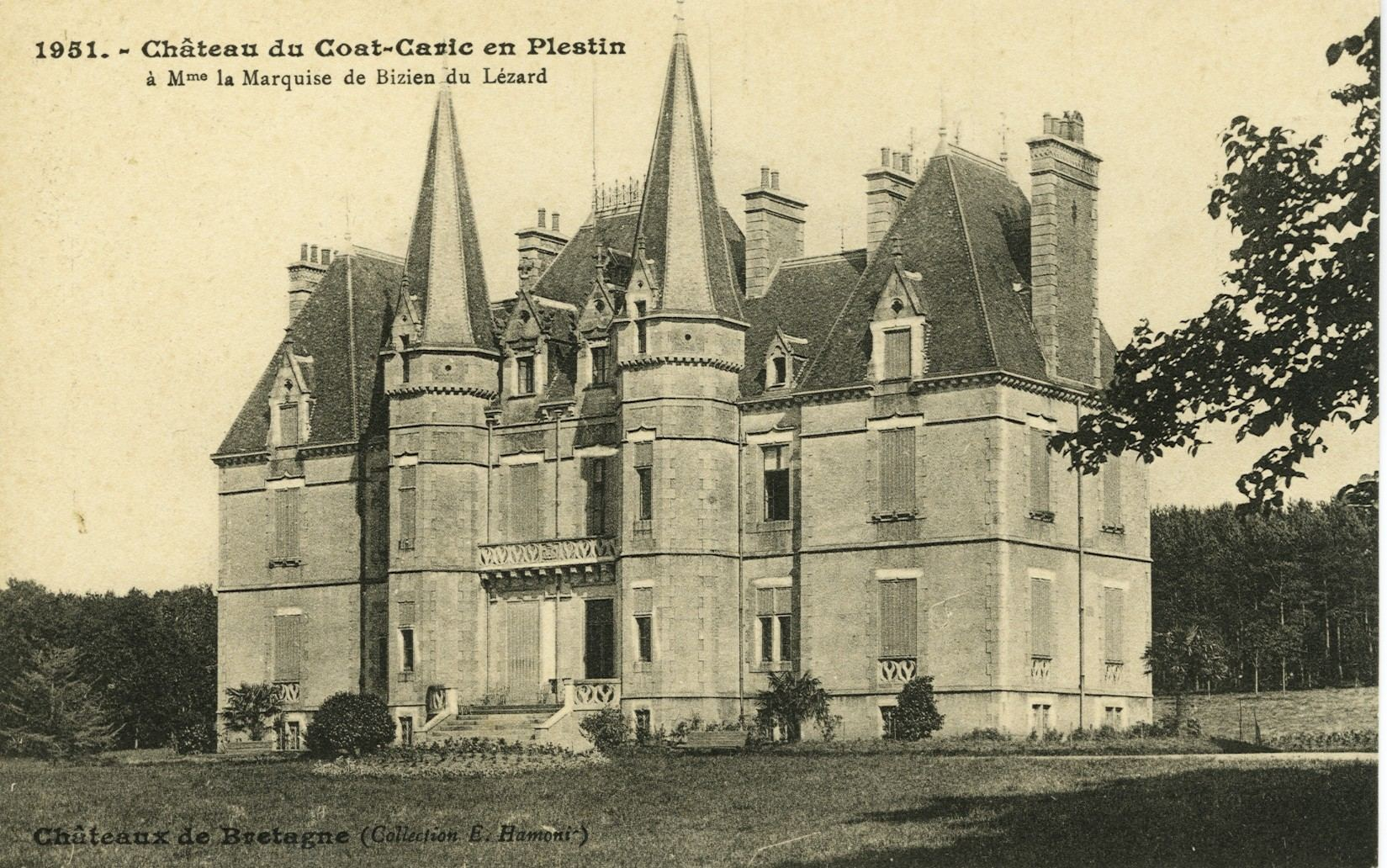
Le château du Coat-Carric au début du XXe siècle.
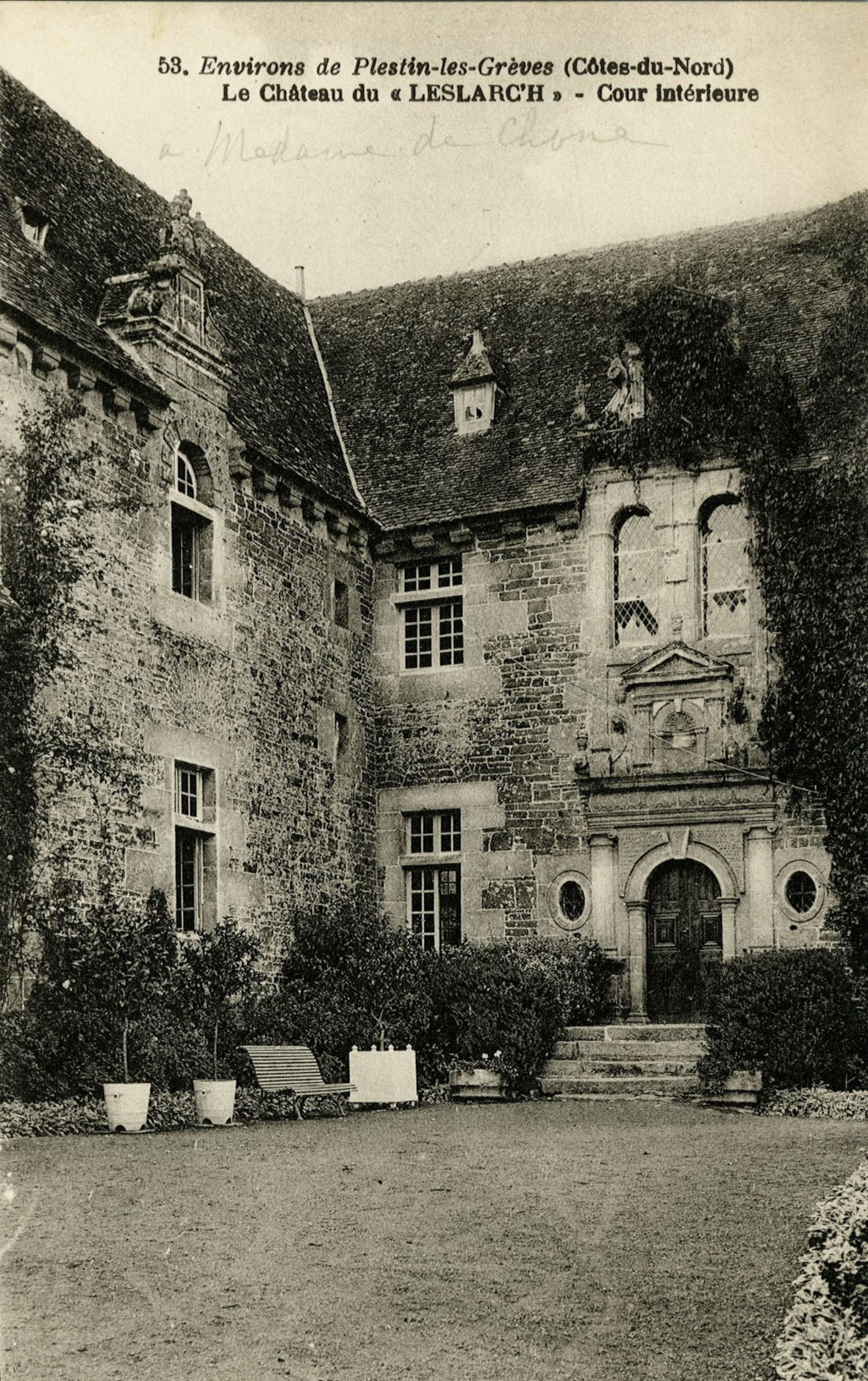
Le château du Leslac'h (cour intérieure) au début du XXe siècle.

#### Les voies ferrées

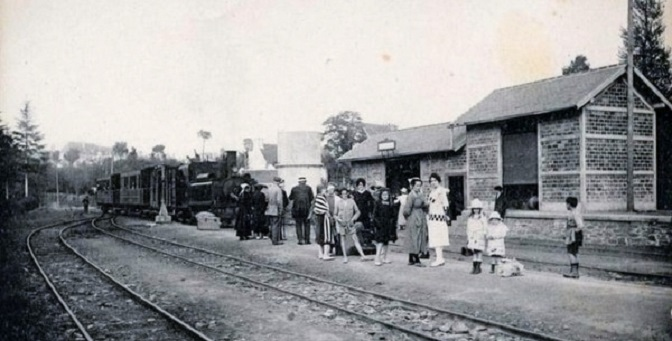
Plestin : la gare et l'arrivée du train de Lannion.

Une voie ferrée des Chemins de fer départementaux du Finistère allant de Morlaix à Plestin est inaugurée le 23 juillet 1914 ; elle est prolongée par une voie ferrée du réseau des Chemins de fer des Côtes-du-Nord allant de Plestin à Lannion inaugurée le 1er juillet 1916 ; les deux lignes sont exploitées par la compagnie des Chemins de fer armoricains. Le service voyageurs est fermé en 1934 et la ligne est totalement fermée le 1er janvier 1937.

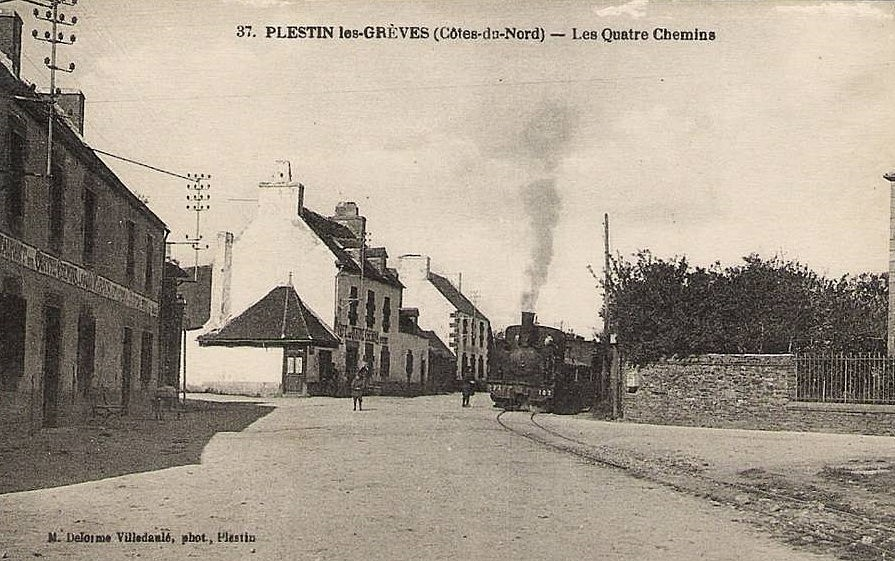
Le carrefour des Quatre-Chemins et le train vers 1925 (carte postale).
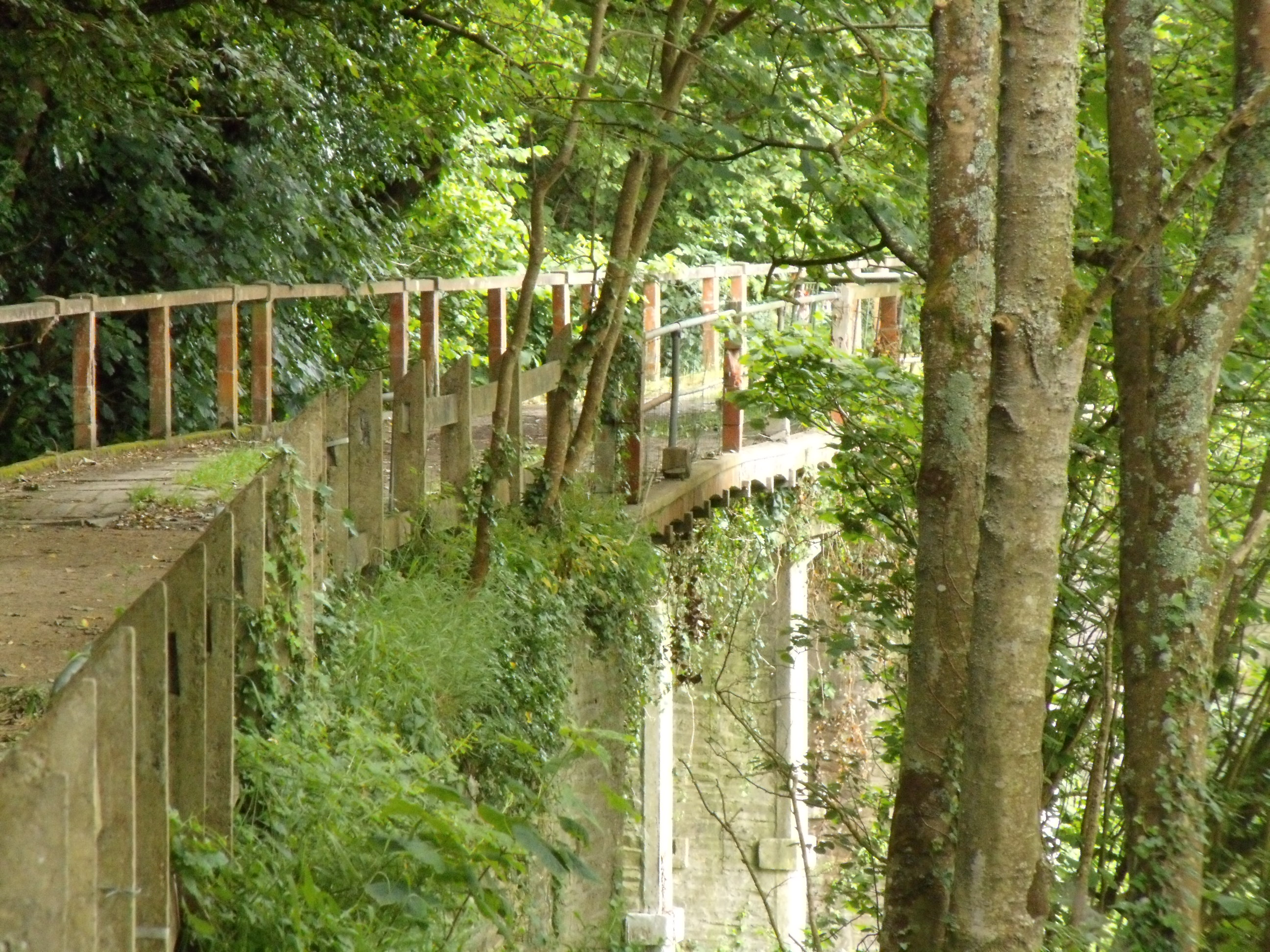
L'ancienne voie ferrée allant vers Lannion : passerelle à Saint-Efflam.

Le tracé de cette ligne ferroviaire longeait la Lieue de Grève et empruntait les passerelles de Saint-Efflam, désormais utilisées par un sentier de randonnée. Son tracé fut à l'époque contesté, accusé de défigurer le paysage de la « Lieue de Grève » : 

« Entre Lannion et Locquirec s'éploie, de Saint-Michel-en-Grève à Saint-Efflam, une des plus belles de nos baies bretonnes qu'au long du dernier flot borde une route (...) largement ouverte au vent (...). Mais pour mettre en valeur les stations naissantes de cette région, on a songé à y amener de Lannion un chemin de fer à voie étroite et, pour préserver cette ligne, on a entrepris d'élever, entre route et grève, une muraille de deux mètres de hauteur. De telle sorte que le piéton aura là désormais la vue qu'il trouverait à flâner au creux du fossé des fortifications. »

Le 28 février 1915, les cadavres de deux marins « nègres » [c'est le vocabulaire utilisé à l'époque] sont trouvés à bord d'une baleinière portant le nom de Liverpool en baie de Locquirec. Ils furent inhumés au cimetière de Plestin-les-Grèves.

#### La Première Guerre mondiale
Le monument aux morts de Plestin-les-Grèves porte les noms de 201 soldats et marins morts pour la Patrie pendant la Première Guerre mondiale ; parmi eux 15 sont morts en Belgique (dont 8 dès 1914 : Gustave Hervé le 21 août 1918 à Auvelais, René Gourvil, Georges Clech, François Le Bihan et Francis Louedec tous les quatre le 22 août 1914, Étienne Braouzec en octobre, François Prigent et Jean Kerlarec en décembre 1914) ; 8 sont morts en mer lors du naufrage de leurs bateaux (Jean Derrien et Eugène Tassel sur le cuirassé Bouvet le 18 mars 1915 ; Guillaume Lintanf et Efflam Lucas sur le croiseur cuirassé Léon Gambetta le 27 avril 1915 ; Jean Lamandé sur l'aviso Rigel le 2 octobre 1916 ; Yves Petibon sur le patrouilleur Le Fantasque le 29 août 1916 ; Louis Rousseau sur le trois-mâts Rancagua le 20 janvier 1917 et Jacques Bilien sur le torpilleur Doxa le 27 juin 1917) ; 3 alors qu'ils étaient prisonniers de guerre en Allemagne (dont Jean François Le Jeune, décédé le 9 janvier 1919, donc après l'armistice, mais des suites de sa captivité) ; les autres sont morts sur le sol français, une incertitude existant toutefois pour 15 soldats pour lesquels ni la date ni le lieu de décès ne sont précisés.

#### L'Entre-deux-guerres
Le monument aux morts de Plestin-les-Grèves a la forme d'un pilier en kersantite en forme d'obélisque érigé au milieu d'une plateforme en granite bleu entourée par des chaînes soutenues par quatre piliers. Le pilier porte sur sa face avant la statue d'un poilu au repos et, au sommet, une croix de guerre ; une inscription commémorative ("Aux enfants de Plestin-les-Grèves morts pour la Patrie") se trouve sur le pilier et la liste des victimes de la guerre sont sur des plaques situées de part et d'autre du pilier ; le monument est dû à Yves Hernot ; il a été inauguré le 30 septembre 1923 sous la présidence d'Yves Le Trocquer.

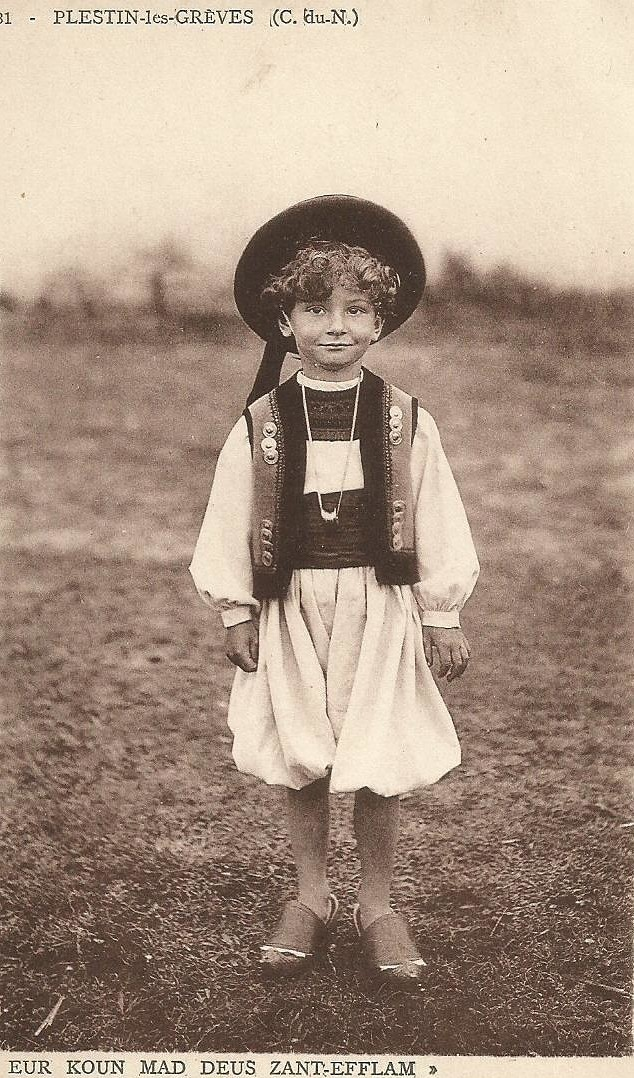
Enfant de Saint-Efflam en costume breton vers 1930 (carte postale).
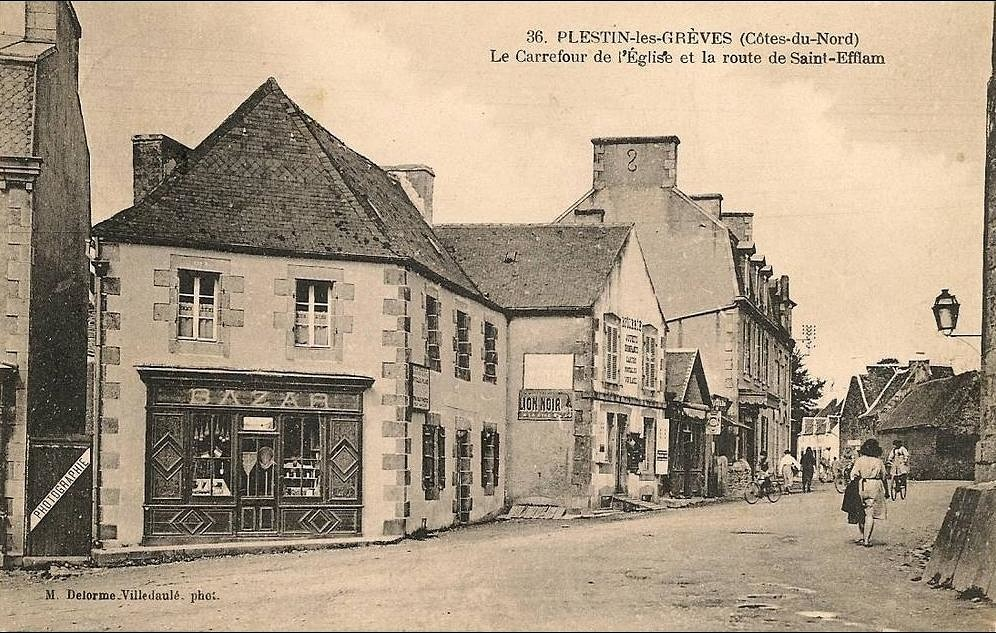
Plestin-les-Grèves ː le carrefour de l'église et la route de Saint-Efflam vers 1920 (carte postale).
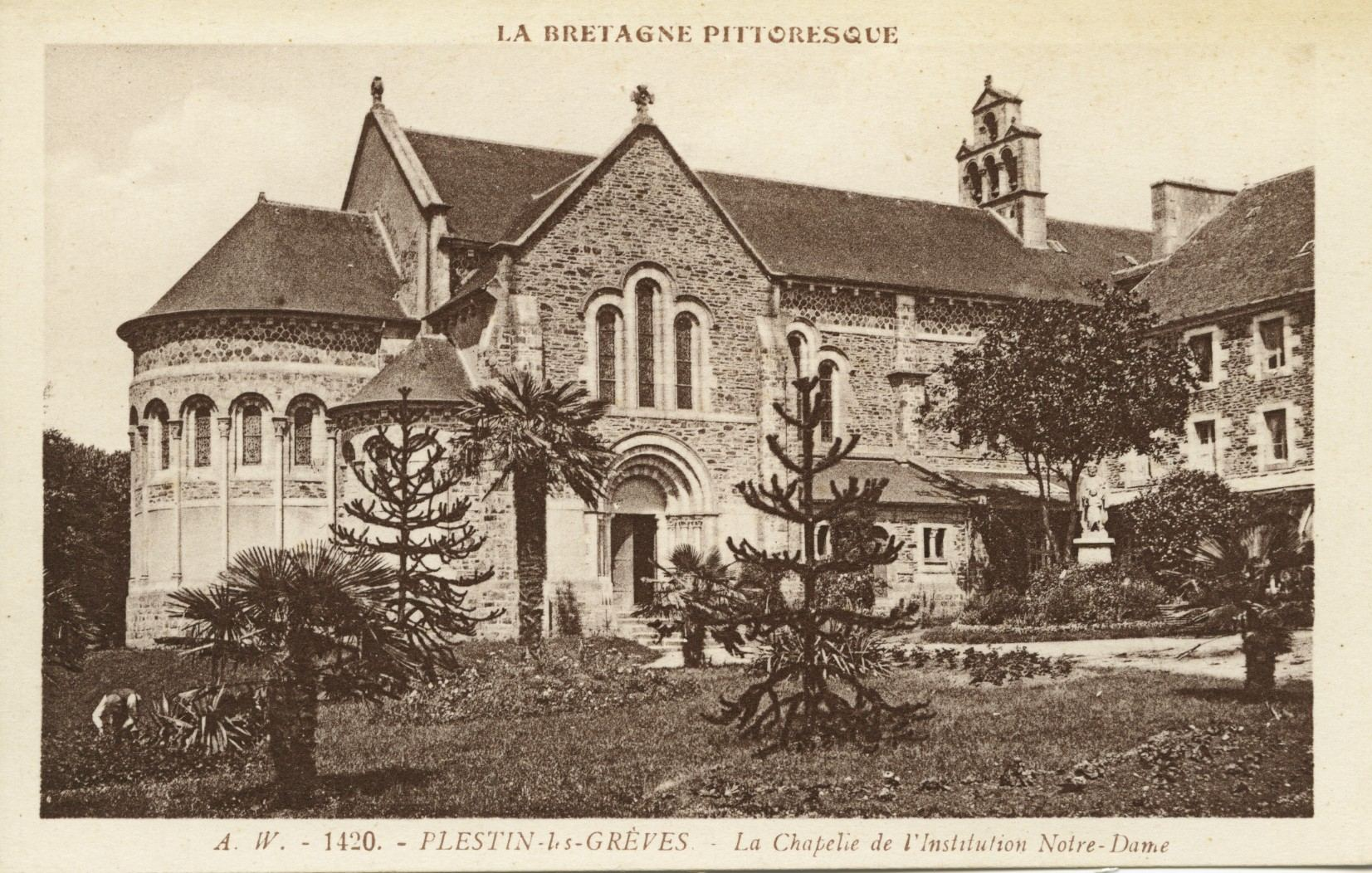
La chapelle de l'Institution Notre-Dame vers 1920.
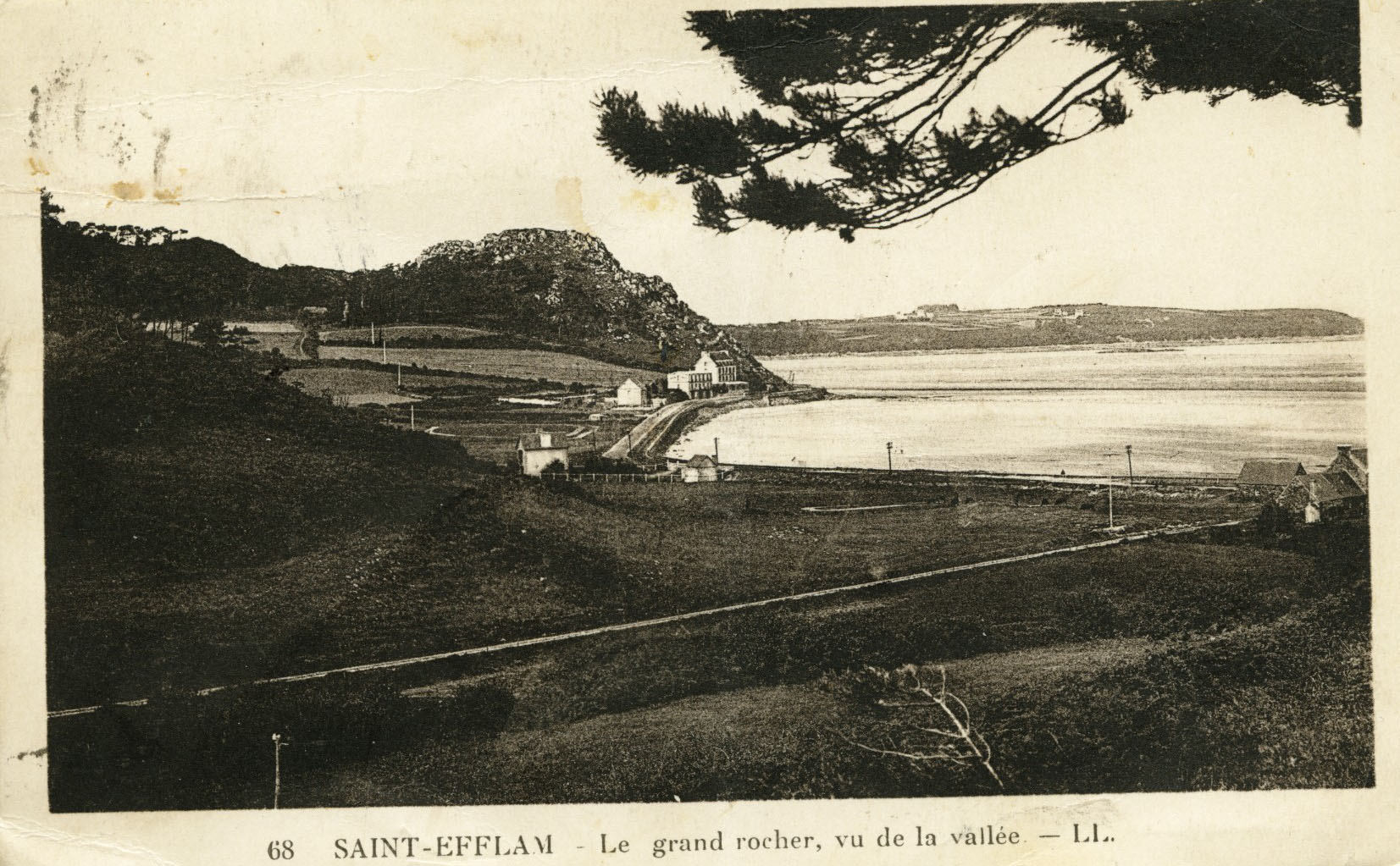
Le Grand Rocher vu de la vallée (carte postale).
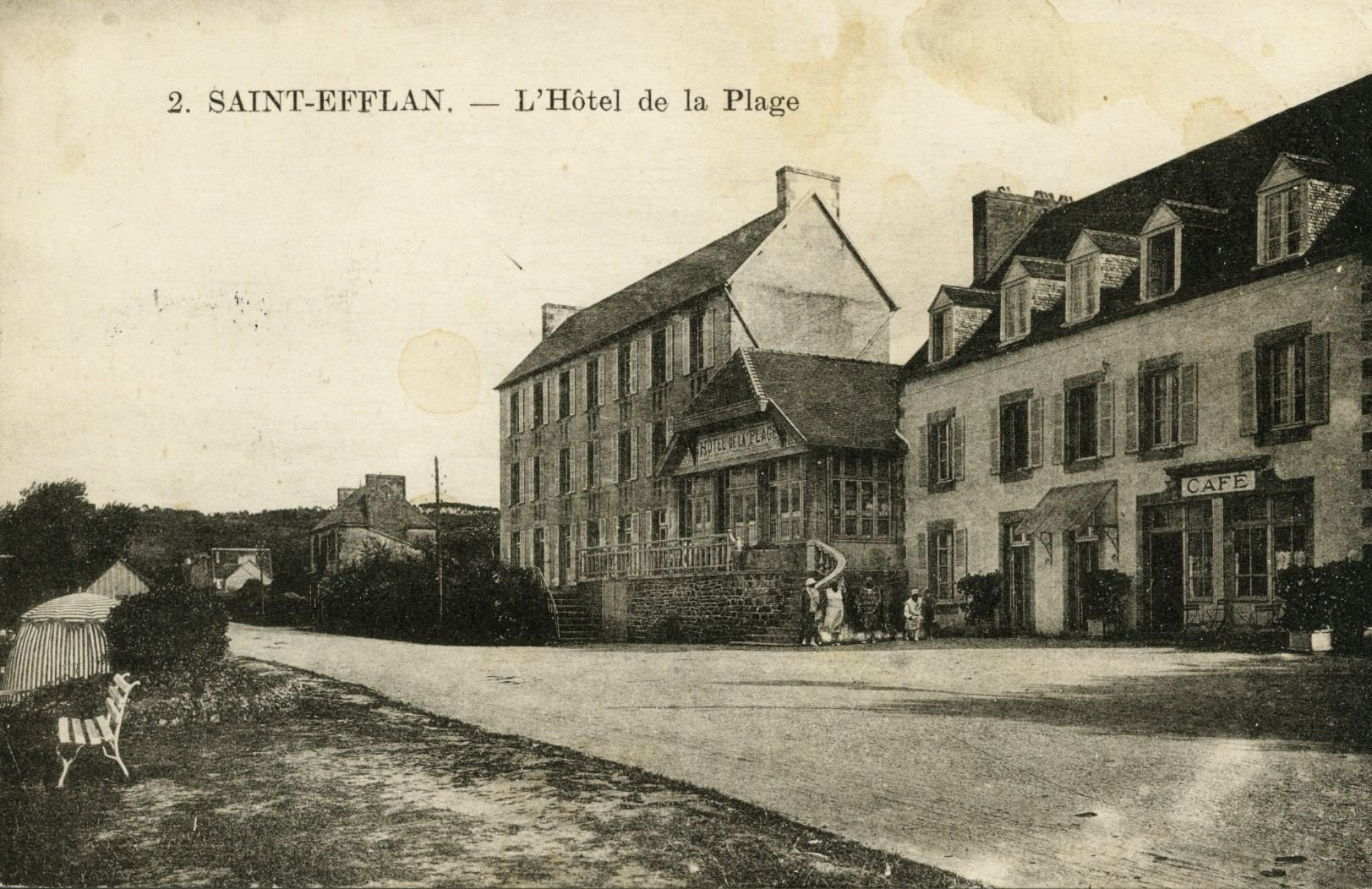
L'Hôtel de la Plage vers 1920 (carte postale).
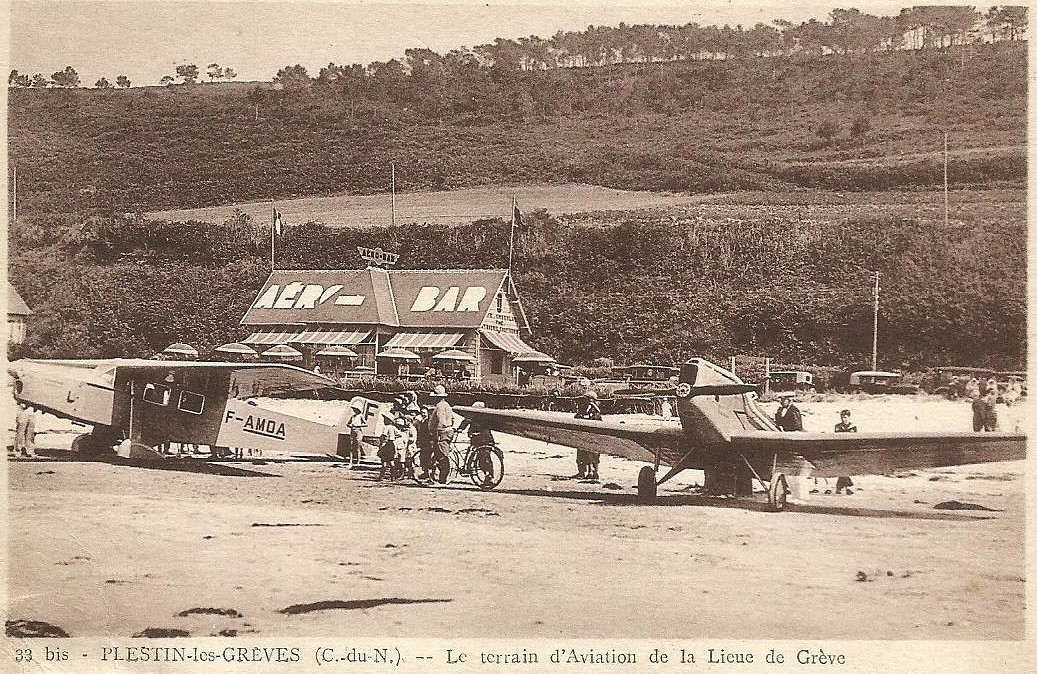
Le terrain d'aviation de la Lieue de grève pendant l'Entre-deux-guerres (carte postale).

La Lieue de Grève a même servi de terrain d'aviation pendant l'Entre-deux-Guerres : un premier hangar d'aviation est construit en 1931 et l'aéroclub de la Côte de granit rose y est fondé en 1937.
En août 1939, le débarquement d'armes de Plestin (des armes fournies par les Allemands à des séparatistes bretons et transportées à bord du thonier Gwalarn) a en fait eu lieu à Locquirec sur la plage des Sables Blancs, mais fut préparé par un groupe de jeunes militants nationalistes bretons regroupés sous couvert d'un camp de jeunesse organisé sur la « Lieue de Grève ».

#### La Seconde Guerre mondiale
Le monument aux morts porte les noms de 48 personnes mortes pour la France pendant la Seconde Guerre mondiale : parmi elles 15 sont mortes dans des circonstances non précisées ; Gestin Meuric est un soldat tué à l'ennemi pendant la Drôle de guerre en Moselle ; Henri Le Saout est un aviateur mort en combat aérien en Alsace le 21 décembre 1939 ; 6 sont des soldats morts lors de la Bataille de France au printemps 1940 ; 5 sont des marins morts lors du naufrage de leur bateau (Alexis Cillard le 30 avril 1940 sur le contre-torpilleur Maillé Brézé ; Francis Buannec sur le paquebot (transformé en cargo) Brazza le 28 mai 1940 ; Yves Le Lous sur le Bourrasque le 31 mai 1940 au large de Dunkerque lors de l'opération Dynamo ; Léopold Prigent et Francis Poder sur le cuirassé Bretagne lors de l'attaque anglaise de Mers el-Kébir le 3 juillet 1940) ; 2 sont morts alors qu'ils étaient prisonniers de guerre en Allemagne ; 2 sont des victimes civiles de la guerre ; 2 sont morts (de maladie) au Congo-Brazzaville et 1 à Alger (de maladie également): 2 (Louis Teurnier et Henri Le Hénaff) ont été tués à Lang-Son (Viet-Nam) le 24 septembre 1940 pour le premier cité et le 9 mars 1945, tué par les Japonais, pour le second cité.

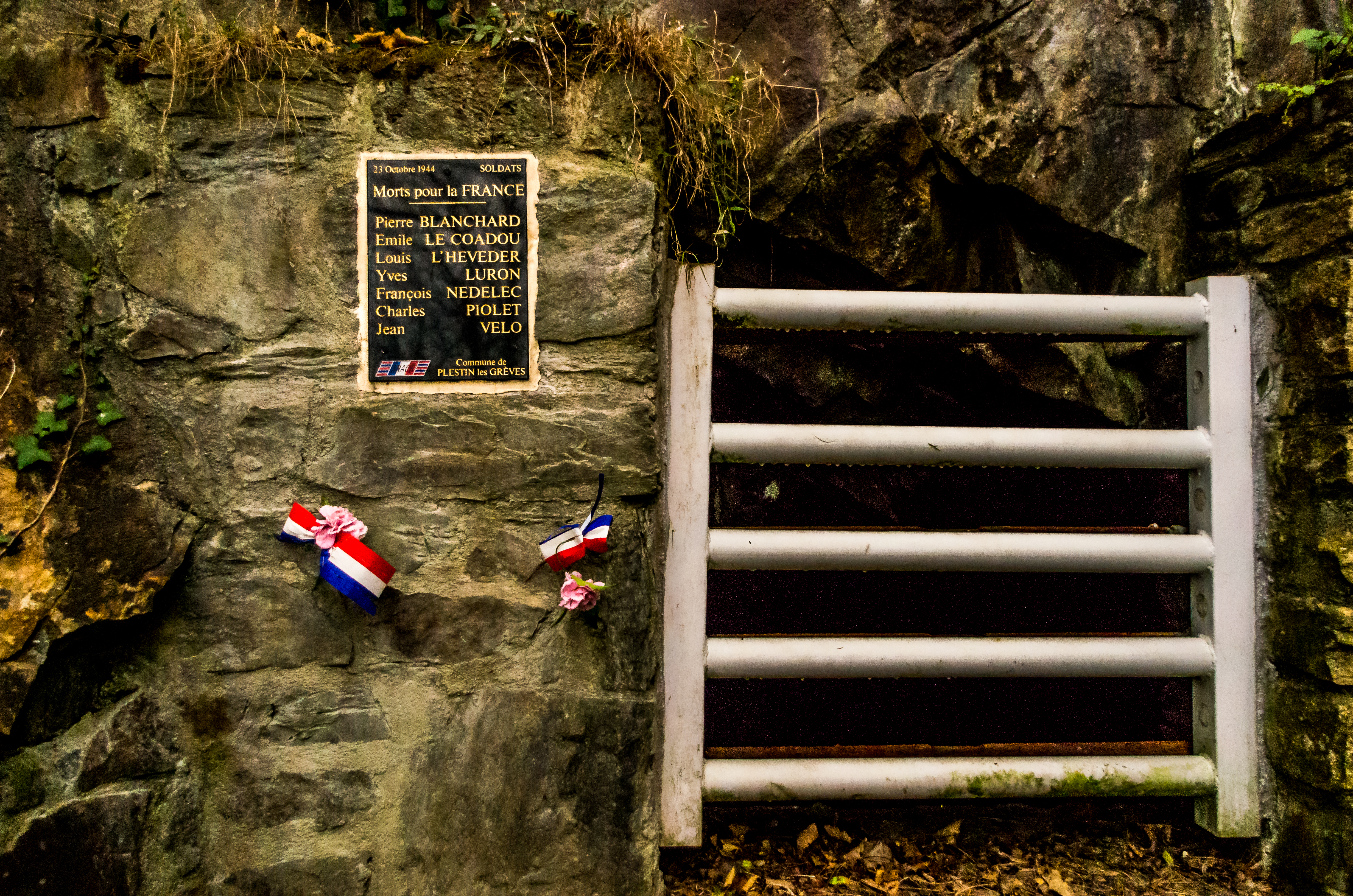
Plaque commémorative des résistants victimes de l'explosion d'un obus dans le blockhaus du Grand Rocher le 23 octobre 1944 à Plestin-les-Grèves.

Trois aviateurs anglais, qui avaient dû atterrir en catastrophe (le réservoir de leur avion était percé) une nuit de décembre 1941 sur la « Lieue de grève », furent cachés par Anne Leduc qui habitait Saint-Efflam, et par Marie Anne d'Affray de La Monnaye, puis en plusieurs autres lieux, avant d'être conduits à Nantes par Jean-Baptiste Legeay pour y rejoindre une filière d'évasion.
Un maquis FTP, nommé War Zao ("Debout!"), s'est développé à Plestin-les-Grèves, plastiquant notamment deux cafés fréquentés par les troupes allemandes le 1er mai 1944 dans le bourg de Plestin-les-Grèves (en représailles, les Allemands bombardèrent l'église de Plestin-les-Grèves). Le monument aux morts de la résistance du canton de Plestin-les-Grèves porte 35 noms. Une plaque commémorative située sur le blockhaus du Grand-Rocher à Saint-Efflam porte les noms de 7 résistants natifs de l'Île-Grande victimes de l'explosion d'un obus dans le blockhaus du Grand Rocher le 23 octobre 1944. D'autres résistants ont été victimes de la guerre : Isidore Tanguy, fusillé le 30 avril 1944 à Plestin-les-Grèves ; Pierre Le Goff, tué le 9 août 1944 à Plouigneau ; Pierre Fournier, tué à Sainte-Hélène le 28 octobre 1944, Jean Henry, mort le 29 octobre 1944 des suites de ses blessures à l'hôpital d'Auray et Alexis Runot tué le 21 janvier 1945 à Ploemeur (tous les trois lors des combats de la Poche de Lorient) ; Paul Sadaune, mort au camp de concentration de Neuengamme le 9 janvier 1945
Une expérimentation d'enseignement du breton dans une école privée est menée par Yann Kerlann à partir de novembre 1942, mais son existence sera éphémère : deux ans. Son école était partiellement fréquentée par des enfants de collaborateurs et même de pro-nazis, et subventionnée par eux.
Les troupes d'occupation commettent plusieurs exactions dans la ville. Le 30 avril 1944, les Allemands tuent Isidore Tanguy, qui transportait, après l'heure du couvre-feu, les victimes d'un accident d'automobile. Dans la nuit qui suit, les Allemands font sauter à l'aide de mines une partie de l'église paroissiale, car ils suspectaient que des résistants s'y fussent réfugiés.
La libération intervient le 11 août 1944, un débarquement anglo-américain de péniches LST est effectué sur la plage de Saint-Efflam et Saint-Michel-en-Grève pour ravitailler en carburant l'armée du général Patton qui progressait vers Brest et dont l'avant-garde risquait de se trouver à court d'essence (la « Lieue de grève » avait été déminée les jours précédents par un détachement américain ; les Allemands avaient aussi placé des asperges de Rommel sur la grève). Ils sont accueillis par les habitants du village et les résistants de Plestin. Ces débarquements de carburant se poursuivront jusqu'au 18 septembre 1944.

#### L'après Seconde Guerre mondiale
Le monument aux morts de Plestin-les-Grèves porte les noms de deux soldats (Francis Julou et Ricardo Nanni) morts pour la France durant la guerre d'Indochine.

## Politique et administration

### Rattachements administratifs et électoraux
Rattachements administratifs
La commune se trouve dans l'arrondissement de Lannion du département des Côtes-d'Armor.
Elle était depuis 1793 le chef-lieu du canton de Plestin-les-Grèves. Dans le cadre du redécoupage cantonal de 2014 en France, cette circonscription administrative territoriale a disparu, et le canton n'est plus qu'une circonscription électorale.
Rattachements électoraux
Pour les élections départementales, la commune fait partie depuis 2014 d'un nouveau canton de Plestin-les-Grèves.
Pour l'élection des députés, elle fait partie de la quatrième circonscription des Côtes-du-Nord.

### Intercommunalité
Plestin-les-Grèves est membre de la communauté d'agglomération dénommée Lannion-Trégor Communauté, un établissement public de coopération intercommunale (EPCI) à fiscalité propre créé en 1995 et auquel la commune a transféré un certain nombre de ses compétences, dans les conditions déterminées par le code général des collectivités territoriales.

### Tendances politiques et résultats
Au second tout des élections municipales de 2014 dans les Côtes-d'Armor, la liste PS-PCF-EELV menée par le maire sortant André Lucas remporte la majorité des suffrages avec 863 voix (40,27 %, 19 conseillers municipaux dont deux communautaires élus), devançant respectivement les listes menées par :

- Jean-François Lemaire (DVD, 777 voix, 36,25 %, 5 conseillers municipaux dont un communautaire élus) ;

- Claude Bozec  (DVG, 503 voix, 23,47 %, 3 conseillers municipaux élus).

L'abstention s'est élevée à 25,35 %.
Au premier tour des élections municipales de 2020 dans les Côtes-d'Armor, la liste PS-PCF menée par le maire sortant Christian Jeffroy remporte la majorité absolue des suffrages exprimés, avec 1 092 voix (72,99 %, 24 conseillers municipaux ont deux communautaires élus), devançant très largement la liste DVD menée par Isabelle Adam, qui a obtenu 404 voix (27,00 %, 3 conseillers municipaux élus). L'abstention s'est élevée à 45,52 %.

### Liste des maires
Plestin-les-Grèves est composé entre autres des quartiers de Saint-Roch, Saint-Jagut, Saint-Efflam, Saint-Sébastien, Saint-Haran, Toul an Héry et Porz Mellec.
| Période    | Période   | Identité                  | Étiquette                | Qualité |
| ---------- | --------- | ------------------------- | ------------------------ | --- |
| 1791       |           | Delisle                   |                          | |
| 1792       |           | Brigant                   |                          | |
| an III     |           | Le Bot                    |                          | |
| an IV      | an IV     | Berthou                   |                          | |
| an IV      | 1808      | Jacques L'Hénoret         |                          | Cultivateur. |
| 1808       | 1813      | Louis Berthou             |                          | Cultivateur. |
| 1813       | 1817      | Jean-Baptiste Gaverand    |                          | Rentier |
| 1817       | 1828      | Jean François Moriou      |                          | Marchand. Commerçant. Propriétaire. |
| 1828       | 1830      | Jacques Rochelan          |                          | Négociant en grains. |
| 1830       | 1855      | Yves Cotty                |                          | Cultivateur. Propriétaire. Demeurant à Toul-an-Héry. |
| 1855       | 1861      | Guillaume Tanguy          |                          | Adjoint signent les actes d'état-civil. |
| 1861       | 1882      | Claude Cotty              |                          | Propriétaire. Négociant. Fils d'Yves Cotty, maire entre 1830 et 1855. |
| 1882       | 1884      | François Clec'h           |                          | |
| 1884       | 1891      | Victor Roussel            |                          | Médecin. |
| 1892       | 1892      | Georges de Goësbriand     | Conservateur             | Propriétaire. |
| 1892       | 1893      | Jean Le Brozec            | Conservateur             | Propriétaire. Receveur de l'enregistrement et des domaines. |
| 1893       | 1896      | Louis Saliou              |                          | Notaire. |
| 1896       | 1908      | Amédée Le Bellec          | Républicain puis Rad.    | Conseiller d'arrondissement de Plestin-les-Grèves (1898 → 1912) |
| 1908       | 1919      | Louis Le Gall             | Républicain Progressiste | Conseiller général de Plestin-les-Grèves (1913 → 1919) |
| 1919       | 1935      | Ambroise Guillou          | Union des gauches        | Négociant en vins et spiritueux, suppléant du juge de paix Chevalier de la Légion d'honneur (1935)                                                                                     |
| 1935       | 1953      | François Marie Quesseveur | Rad.                     | Médecin major de 1ère Classe des Troupes coloniales. |
| 1953       | mars 1971 | François Alès,            | UDSR puis Centriste      | Garagiste Conseiller général de Plestin-les-Grèves (1955 → 1961) |
| mars 1971  | mars 1977 | Marcel Hamon              | PCF                      | Professeur de philosophie Député des Côtes-du-Nord (1945 → 1951 puis 1956 → 1958) Conseiller général de Plestin-les-Grèves (1973 → 1979) Conseiller régional de Bretagne (1976 → 1979) |
| mars 1977  | mars 1983 | Raymond Legrand           | DVD                      | Ingénieur retraité |
| mars 1983  | juin 1995 | Roger Rioual              | PCF                      | Ancien militaire de carrière Conseiller général de Plestin-les-Grèves (1985 → 1992) |
| juin 1995  | mars 2016 | André Lucas               | PS                       | Agriculteur Conseiller général de Plestin-les-Grèves (1998 → 2011) Démissionnaire |
| avril 2016 | En cours  | Christian Jeffroy         | PS                       | Chargé des ressources à la Maison du Département Vice-président de la CA Lannion-Trégor Communauté (2020 → ) Réélu pour le mandat 2020-2026,                                           |

### Jumelage
- Launceston (Royaume-Uni) (Royaume-Uni) depuis 1984[96].

## Population et société

### Démographie
L'évolution du nombre d'habitants est connue à travers les recensements de la population effectués dans la commune depuis 1793. Pour les communes de moins de 10 000 habitants, une enquête de recensement portant sur toute la population est réalisée tous les cinq ans, les populations de référence des années intermédiaires étant quant à elles estimées par interpolation ou extrapolation. Pour la commune, le premier recensement exhaustif entrant dans le cadre du nouveau dispositif a été réalisé en 2005.

En 2022, la commune comptait 3 649 habitants, en évolution de +1,64 % par rapport à 2016 (Côtes-d'Armor : +1,78 %, France hors Mayotte : +2,11 %).
| 1793  | 1800  | 1806  | 1821  | 1831  | 1836  | 1841  | 1846  | 1851  |
| ----- | ----- | ----- | ----- | ----- | ----- | ----- | ----- | ----- |
| 4 365 | 4 862 | 4 166 | 4 659 | 5 040 | 5 260 | 4 337 | 4 605 | 4 573 |

| 1856  | 1861  | 1866  | 1872  | 1876  | 1881  | 1886  | 1891  | 1896  |
| ----- | ----- | ----- | ----- | ----- | ----- | ----- | ----- | ----- |
| 4 626 | 4 727 | 4 548 | 4 438 | 4 455 | 4 220 | 4 195 | 4 017 | 3 913 |

| 1901  | 1906  | 1911  | 1921  | 1926  | 1931  | 1936  | 1946  | 1954  |
| ----- | ----- | ----- | ----- | ----- | ----- | ----- | ----- | ----- |
| 3 903 | 3 919 | 3 955 | 3 610 | 3 305 | 3 198 | 3 172 | 3 221 | 2 904 |

| 1962  | 1968  | 1975  | 1982  | 1990  | 1999  | 2005  | 2006  | 2010  |
| ----- | ----- | ----- | ----- | ----- | ----- | ----- | ----- | ----- |
| 2 794 | 2 912 | 3 018 | 3 222 | 3 237 | 3 415 | 3 569 | 3 615 | 3 616 |

| 2015  | 2020  | 2022  | - | - | - | - | - | - |
| ----- | ----- | ----- | - | - | - | - | - | - |
| 3 598 | 3 635 | 3 649 | - | - | - | - | - | - |

### Sports
Le vieux port de Toul an Héry, sur l'estuaire du Douron, est devenu un port abri pour plaisanciers auquel s'ajoute le port de plaisance de Beg Douard sur la pointe de l'Armorique.
Les sports nautiques se pratiquent à Saint-Efflam. Il est possible de pratiquer char à voile, catamaran, planche à voile, dériveur et kayak de mer.
Lors des courses hippiques sur l'hippodrome marin, la plage de Saint-Efflam se métamorphose et environ 1 700 turfistes et vacanciers s'y retrouvent pour parier.

### Manifestations culturelles et manifestations
De nombreux pardons et fêtes de quartiers, et la célèbre nuit de la saucisse.
Le festival de Courts-Métrages « Armoricourt ».
Le « Circuit des Chapelles » initié en 2009, par l'Office Culturel Municipal, allie chemins de randonnée familiale autour des chapelles (au nombre de sept) et accueille expositions et concerts l'été.

## Culture locale et patrimoine

### Langue bretonne
Le nom breton de la commune est Plistin.
Le breton trégorrois y était jusque dans les années 1950 la langue la plus utilisée.[réf. nécessaire]
L'adhésion à la charte Ya d'ar brezhoneg a été votée par le Conseil municipal le 8 mars 2006. La commune a reçu le label de niveau 1 de la charte Ya d'ar brezhoneg le 9 février 2007.
À la rentrée 2017, 58 élèves étaient scolarisés dans la filière bilingue publique (soit 22,9 % des enfants de la commune inscrits dans le primaire).

### Lieux et monuments

#### Patrimoine religieux
- L'église Saint-Efflam classée en 1908 au titre des monuments historiques. Elle a été construite aux XVe et XVIe siècles ce qui est attesté par la date  de 1576 sur le pignon du porche[101]. Voir aussi: Tombeau de saint Efflam.

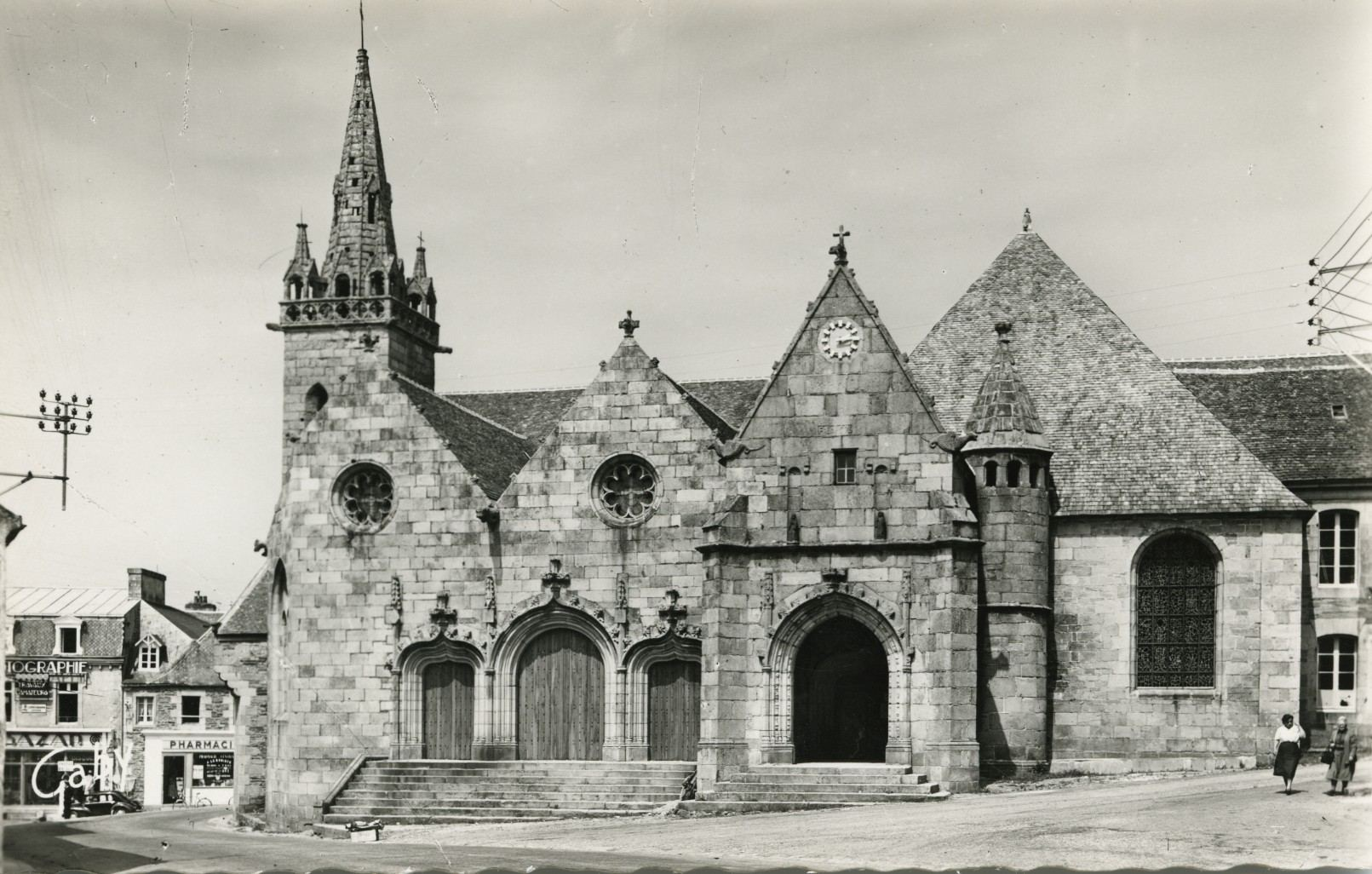
L'église paroissiale Saint-Efflam vers 1939 (carte postale).
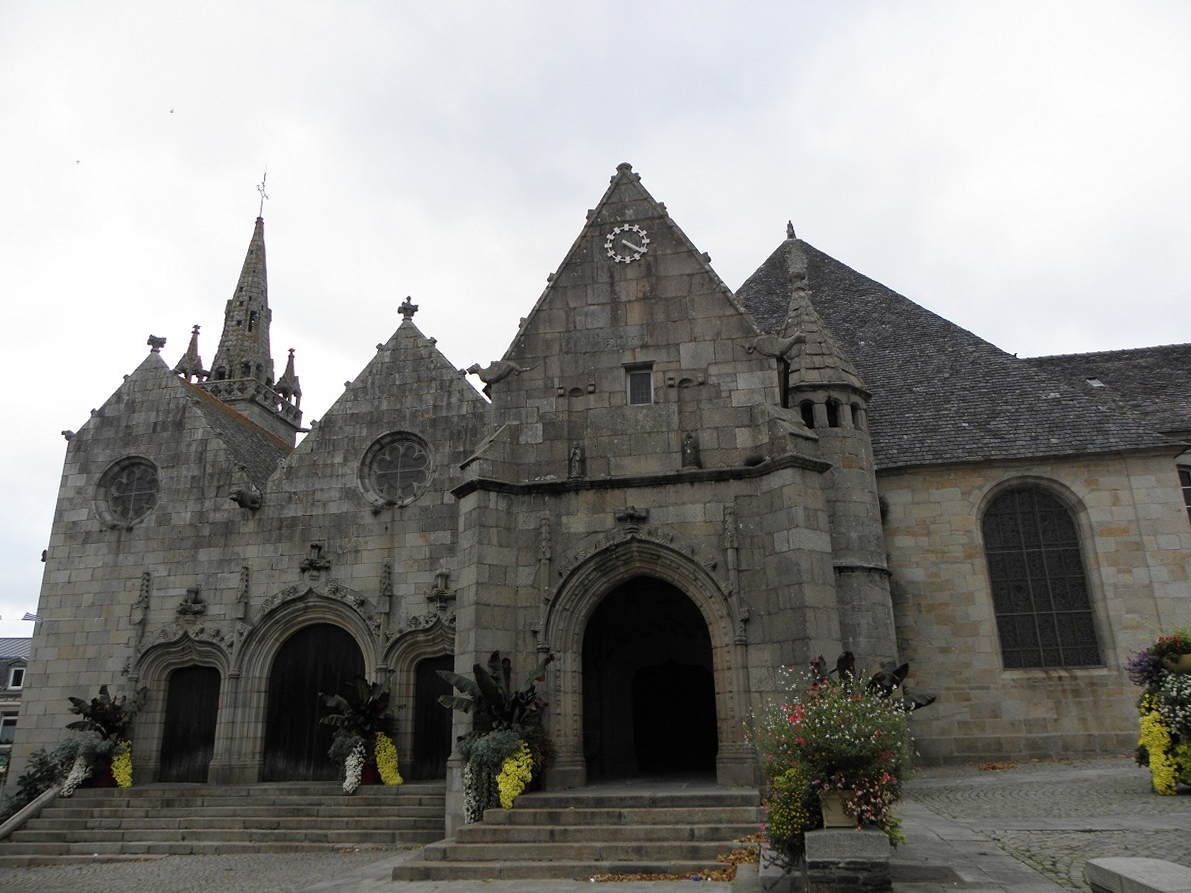
L'église Saint-Efflam vue du côté sud.
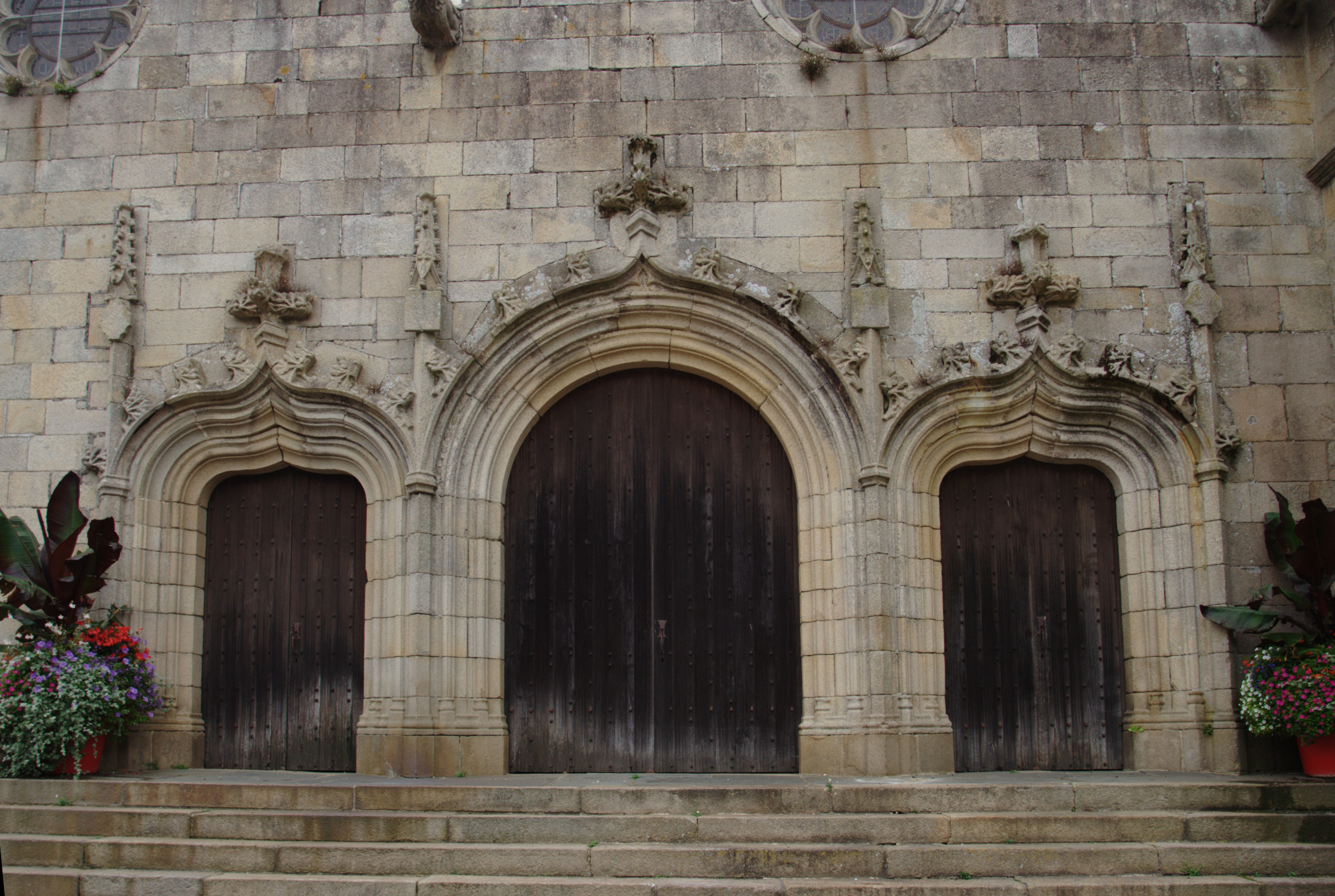
Église Saint-Efflam : portes d'entrée.
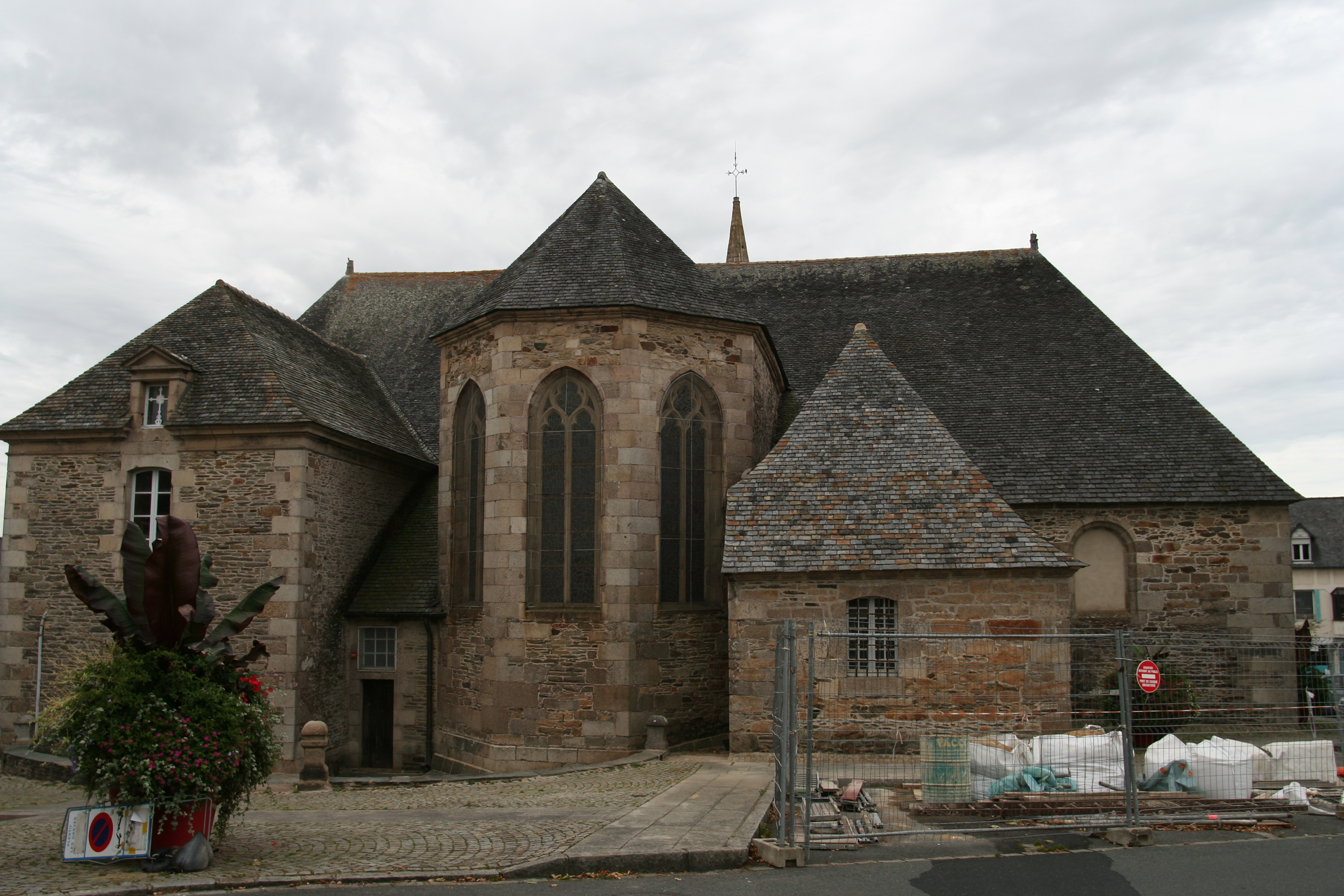
L'église Saint-Efflam vue du côté nord.

- La chapelle Sainte-Barbe, dédiée à sainte Barbe, inscrite en 1934 au titre des monuments historiques[102].

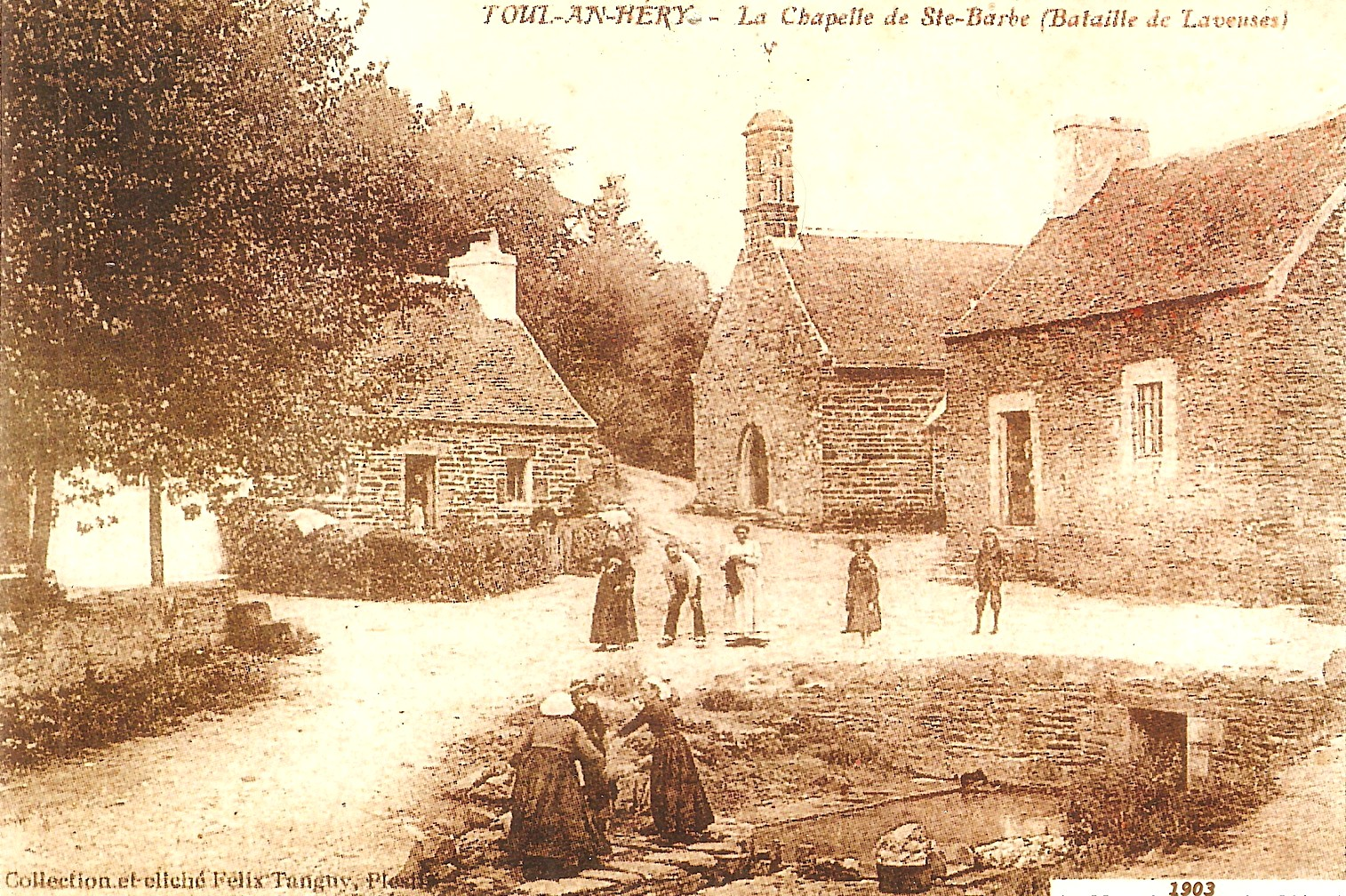
La chapelle Sainte-Barbe et le lavoir en 1903 (carte postale).
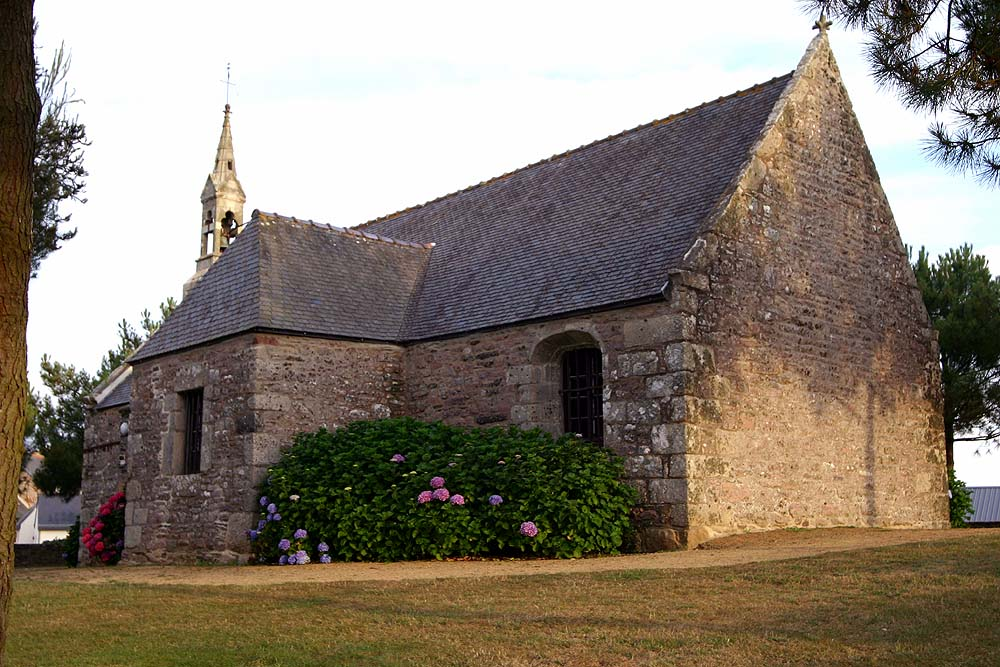
La chapelle Sainte-Barbe : vue d'ensemble.
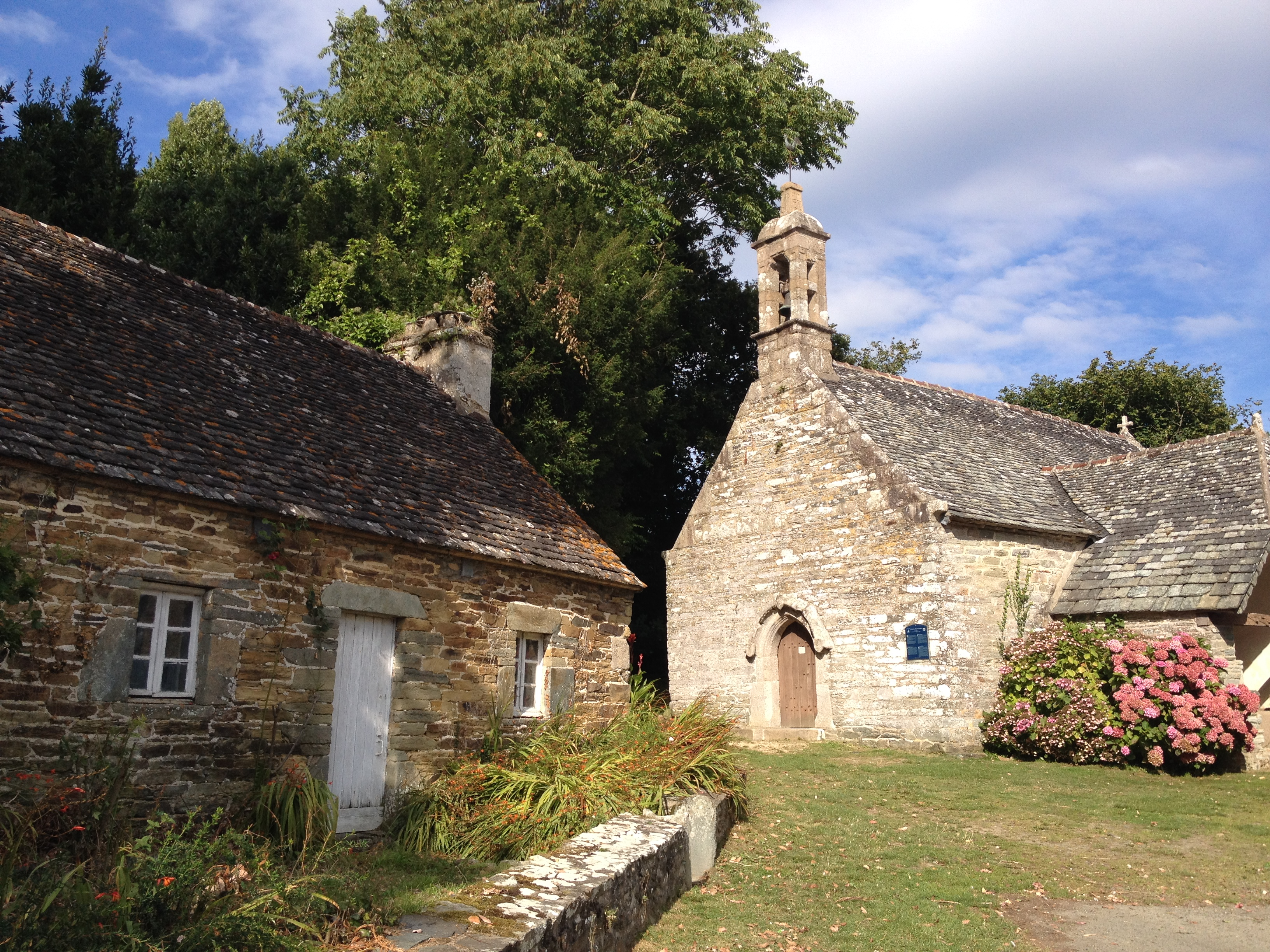
La chapelle Sainte-Barbe : vue d'ensemble.
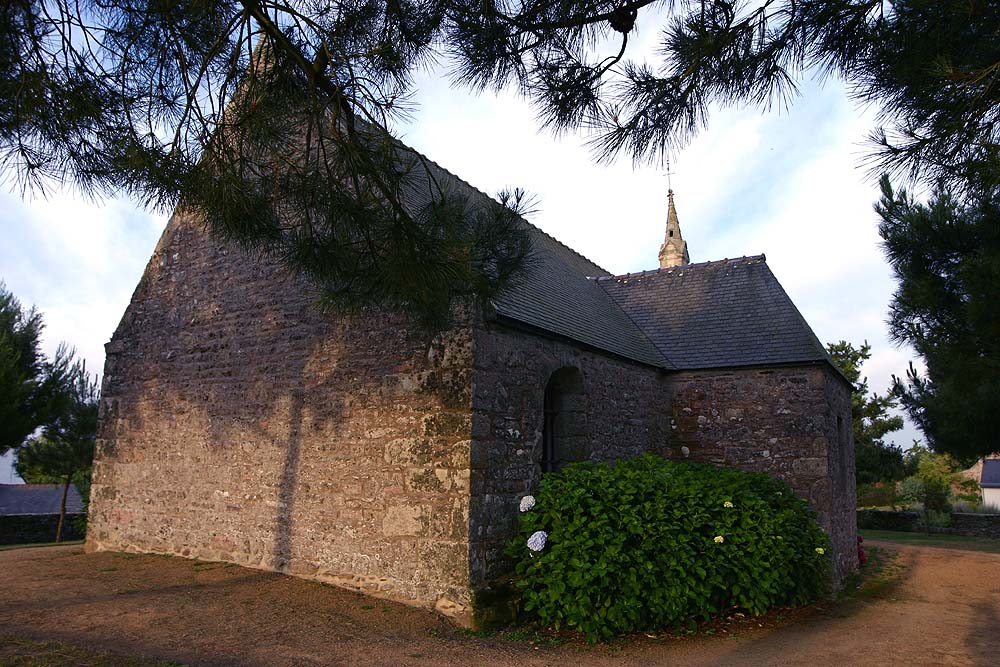
La chapelle Sainte-Barbe : vue d'ensemble.
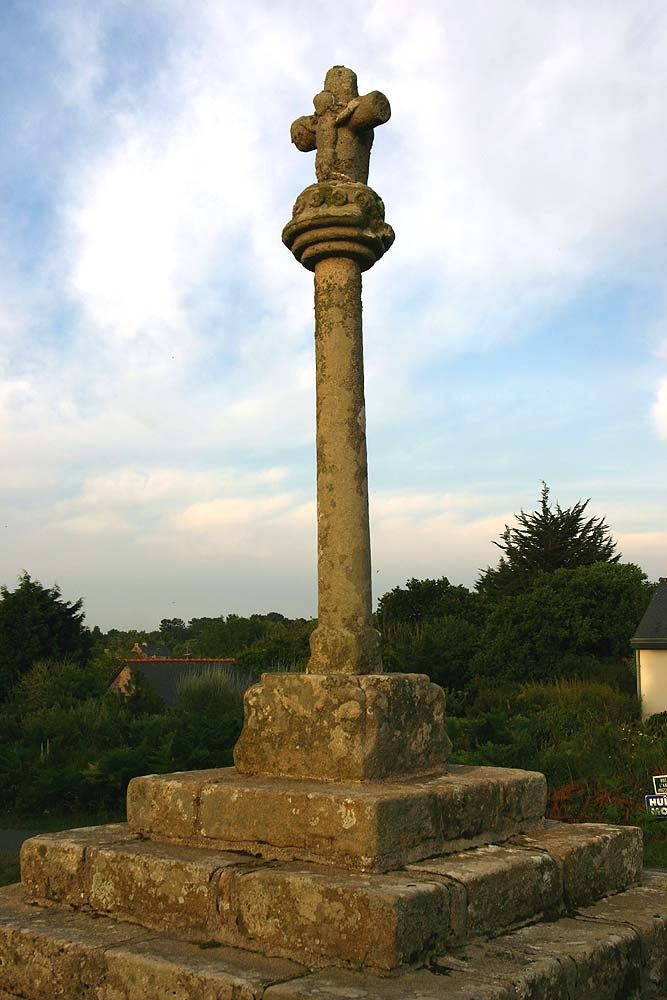
Le calvaire près de la chapelle Sainte-Barbe.

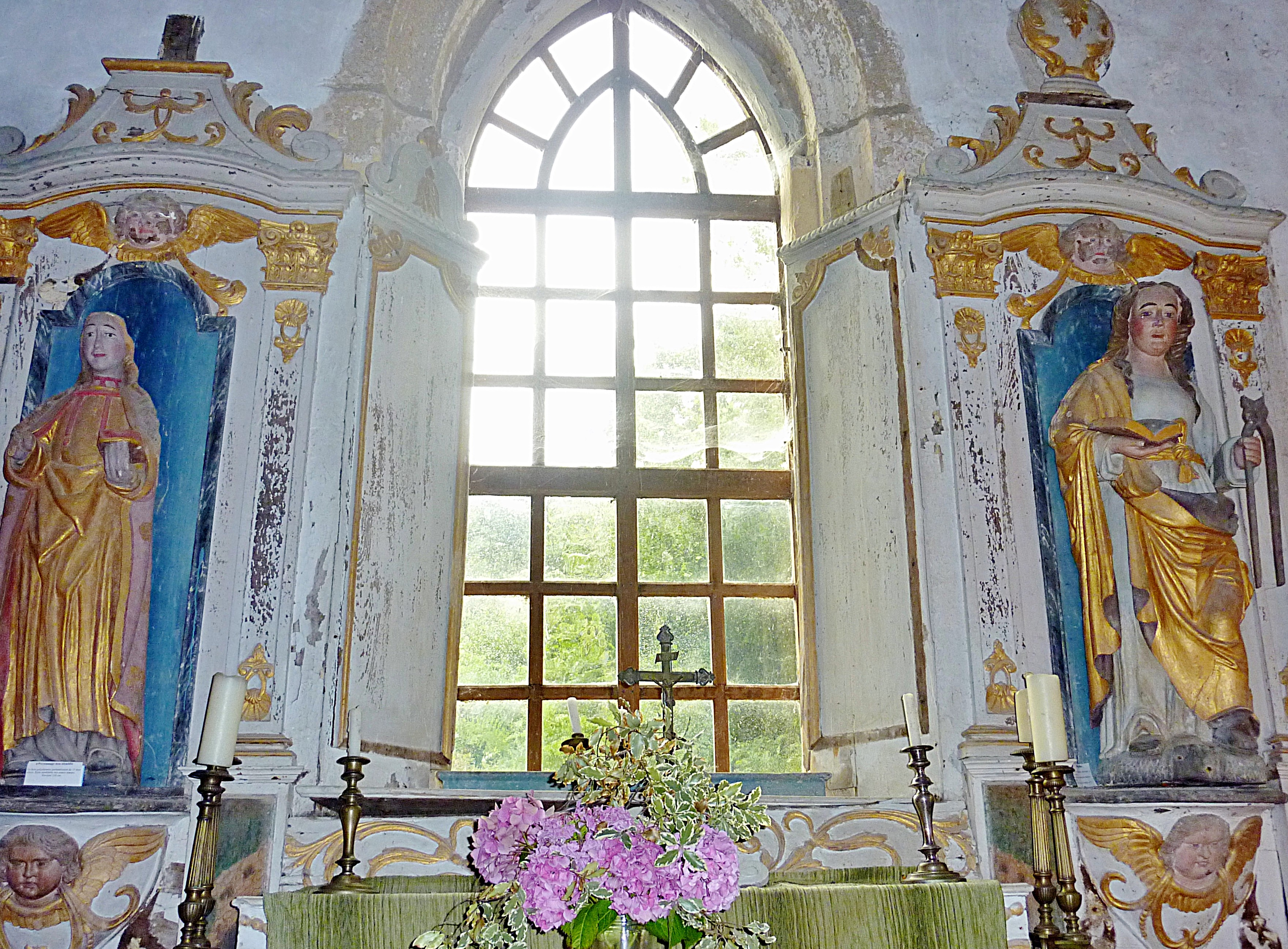
Vue intérieure partielle.
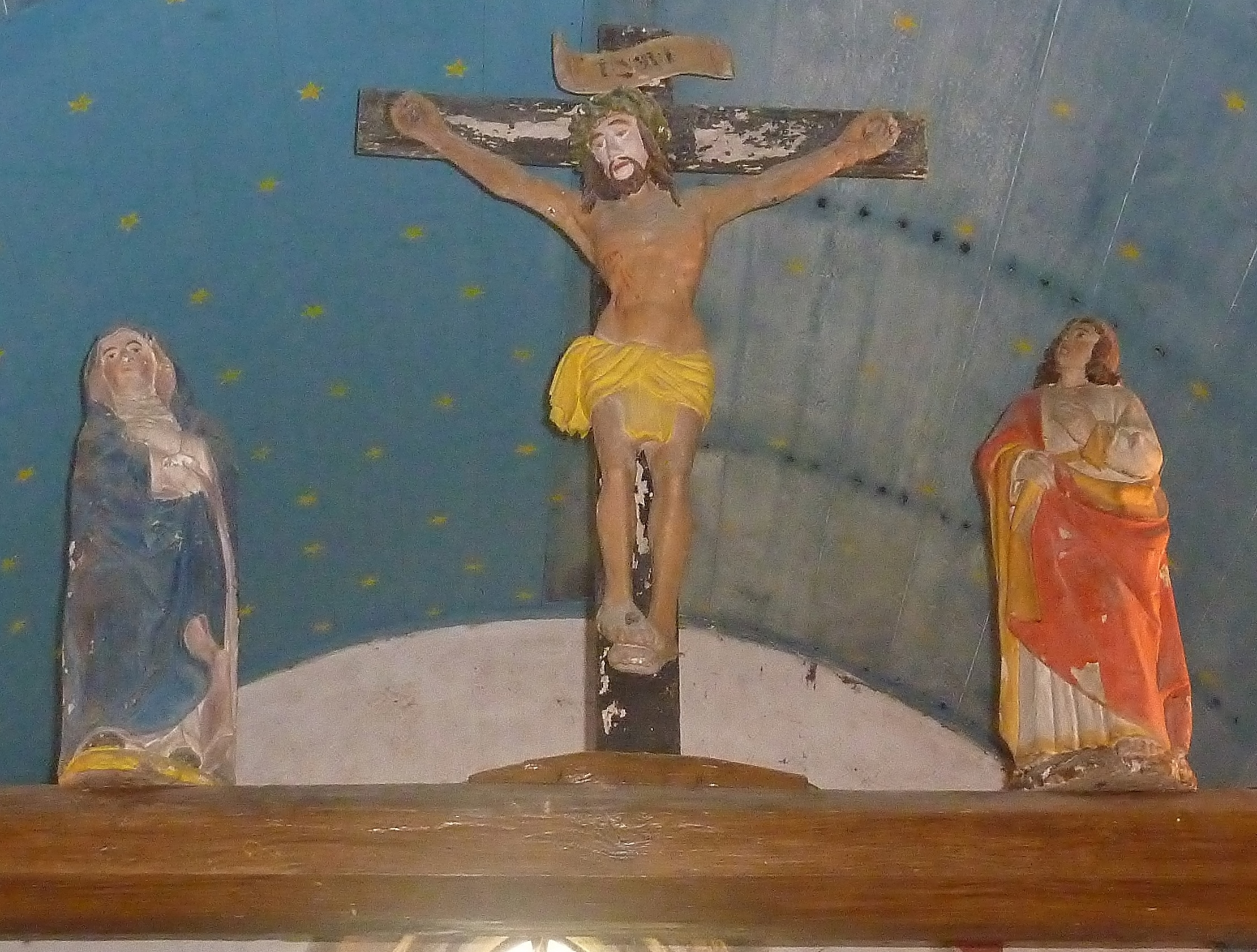
Poutre de gloire.
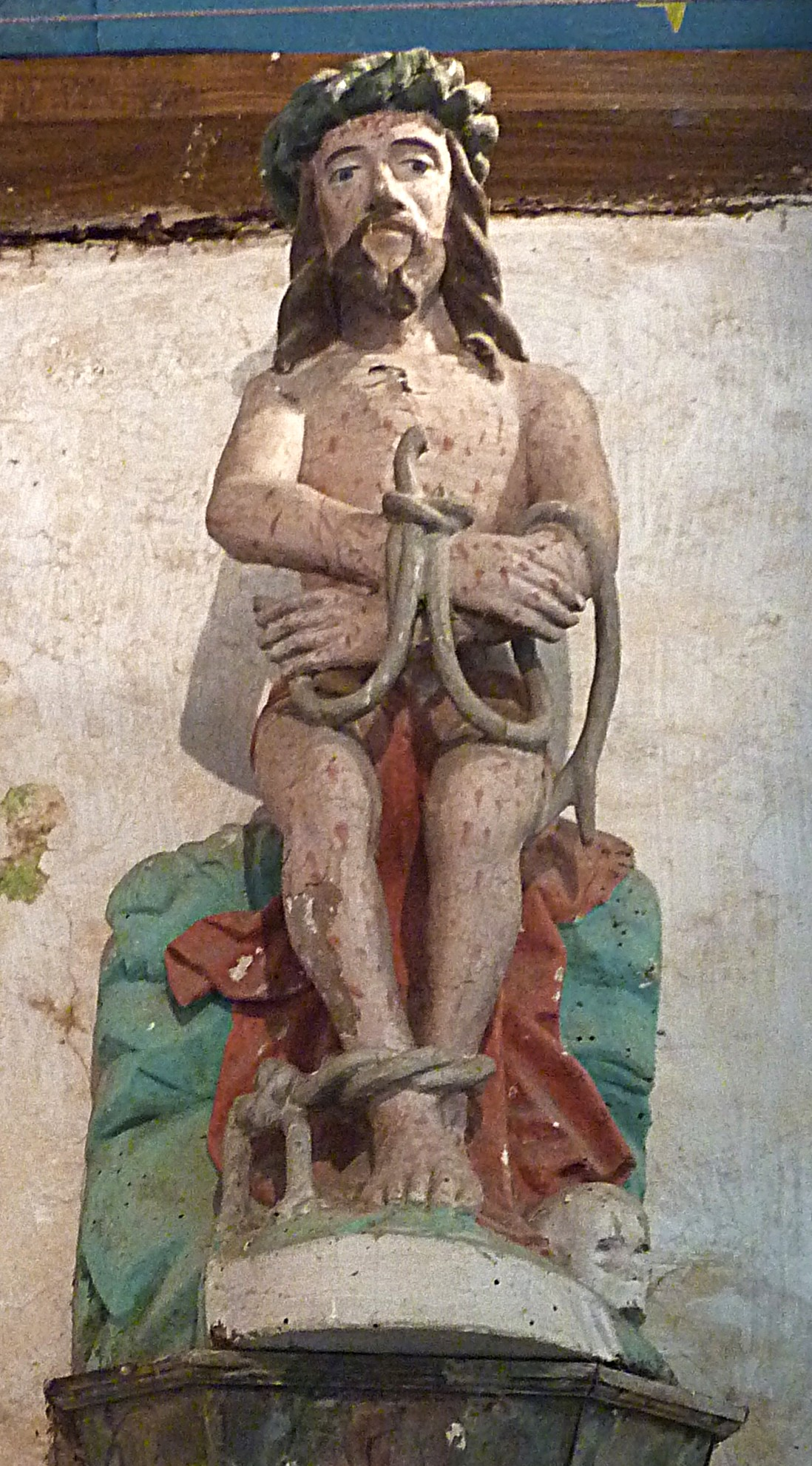
Christ aux outrages.
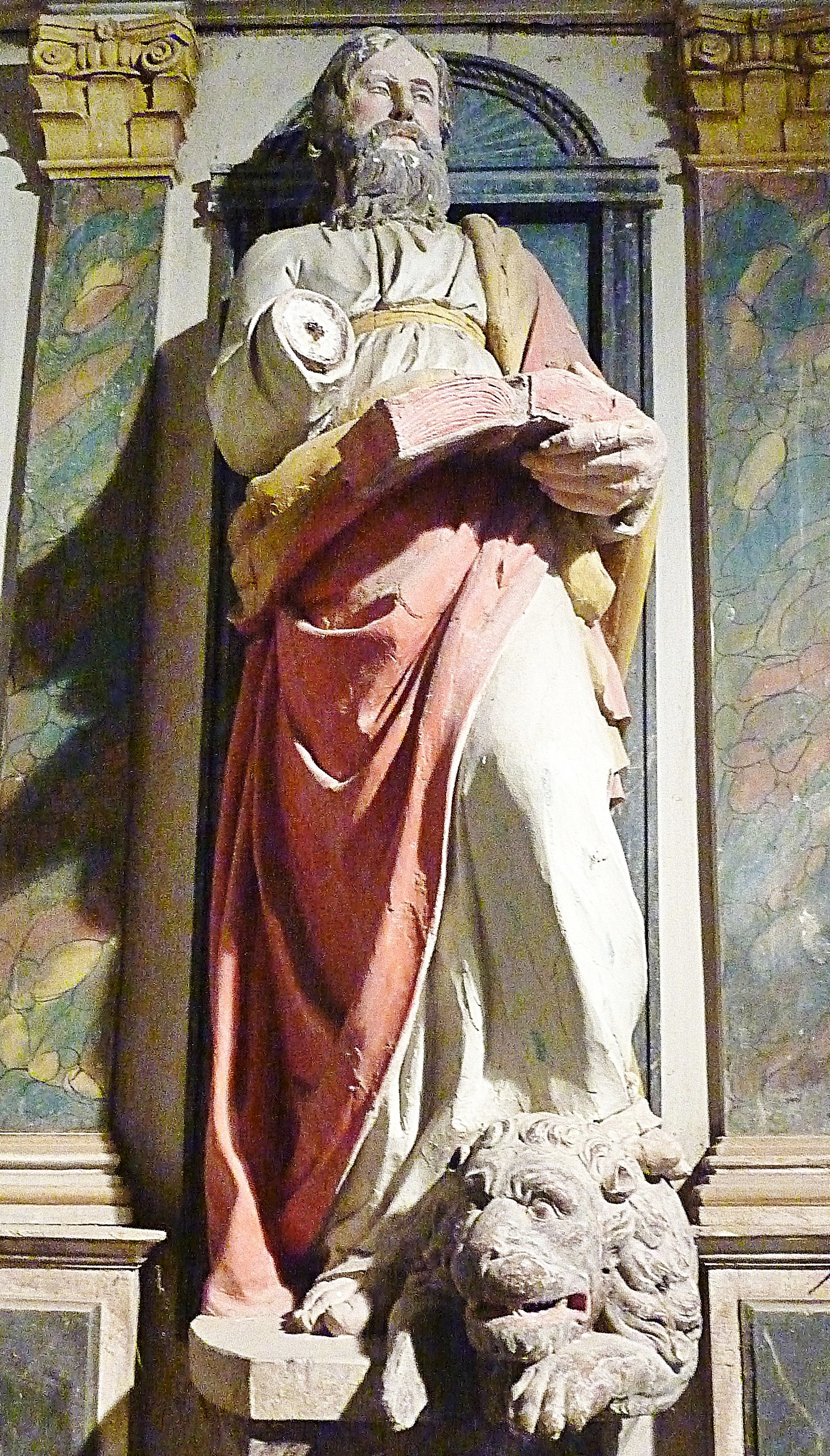
Statue de saint Marc.
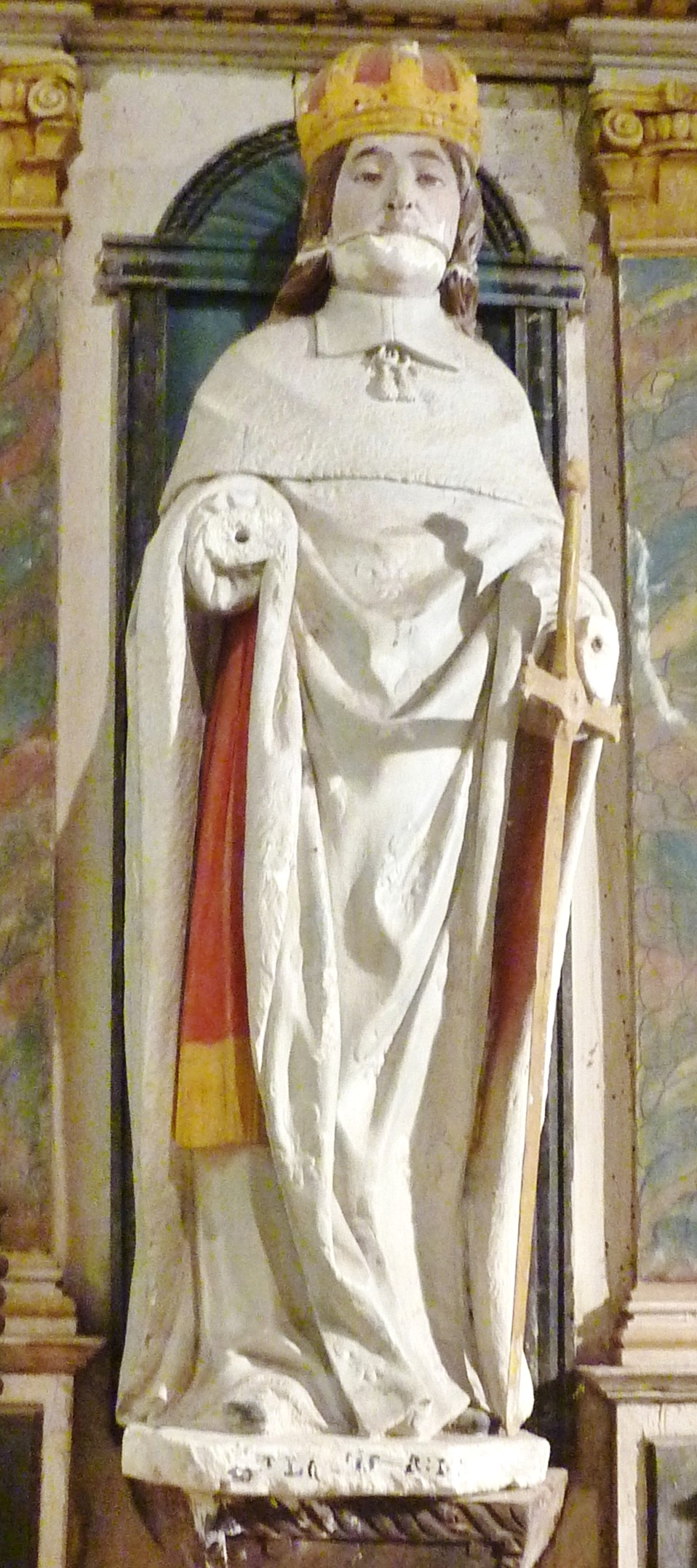
Statue de saint Louis.
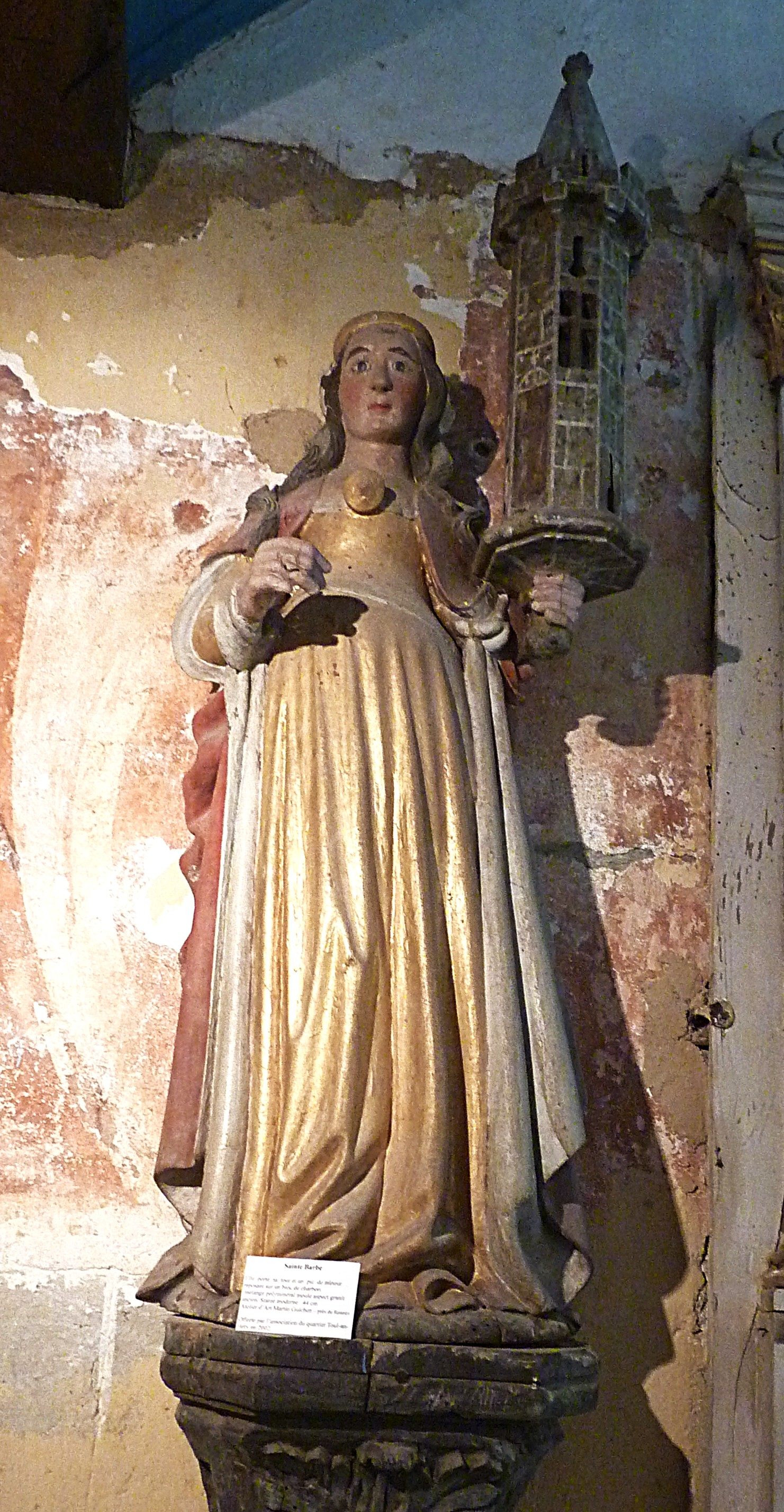
Statue de sainte Barbe (statue moderne).

- La chapelle de Saint-Jacut, dédiée à Notre-Dame de Pitié et à saint Jacut, relevait de l'abbaye de Saint-Jacut[103] ; reconstruite en 1496 et consacrée en 1498 , elle a été classée au titre des monuments historiques, sauf l'intérieur de la maison du chapelain qui est inscrite[104].
- La chapelle Saint-Efflam : la chapelle actuelle, de plan rectangulaire, à vaisseau unique et chevet arrondi, construite en granite et schiste, avec un clocheton sur son pignon ouest, construite en 1887 sur décision du conseil de fabrique et du conseil municipal de Plestin, a été bénie le 27 mai 1888 ; elle a remplacé la chapelle antérieure, construite à l'emplacement où saint Efflam aurait débarqué, datant du XVIe siècle, qui tombait en ruine ; située sur le chemin du Tro Breizh, une procession descendait autrefois du bourg chaque dimanche de la Trinité pour le pardon de saint Efflam. Le mur du cimetière de cette ancienne chapelle longeait la route (ancienne voie romaine) allant de Morlaix à Lannion, qui passait par la Lieue de Grève[105].
- La fontaine Saint-Efflam: cette fontaine de dévotion, construite au XVIIIe siècle, mais qui a été très remaniée depuis, couverte par un dôme de pierre a été inscrite en 1926 au titre des monuments historiques[106]. De nombreuses traditions lui sont rattachées : les amoureux y jetaient une épingle qui attachant le fichu de leur bien-aimé ; si elle surnageait, l'amoureux était sûr de l'innocence de sa belle. La fontaine était aussi consultée par les maris jaloux ou encore par les victimes d'un vol : celles-ci devaient s'y rendre à jeun et jeter des croûtons dans la fontaine en donnant à chacun le nom d'une personne soupçonnée ; celui qui restait au fond désignait le coupable ; cette façon de procéder était encore attestée en 1832[107] ;

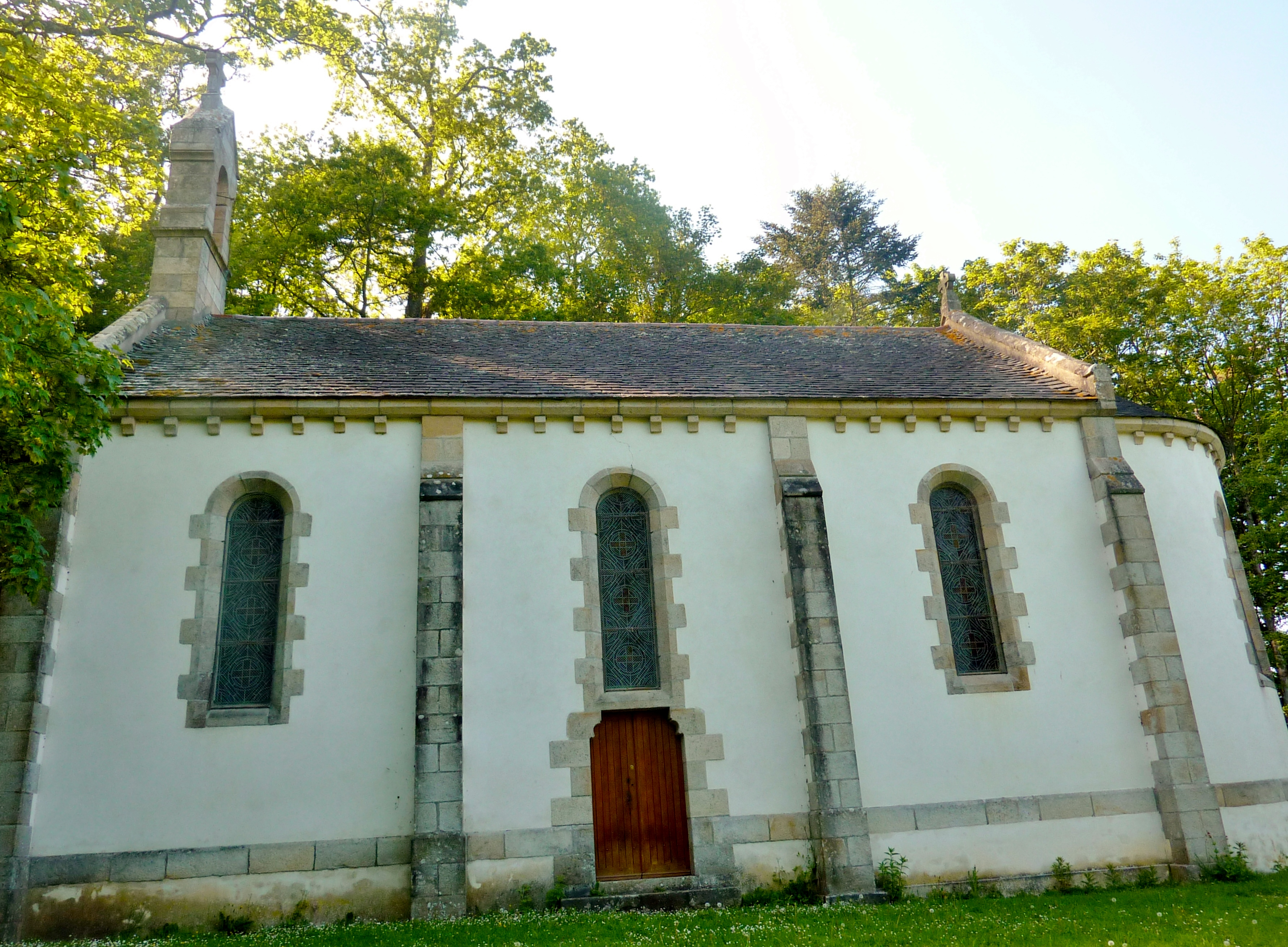
Plestin-les-Grèves : la chapelle Saint-Efflam : vue extérieure.
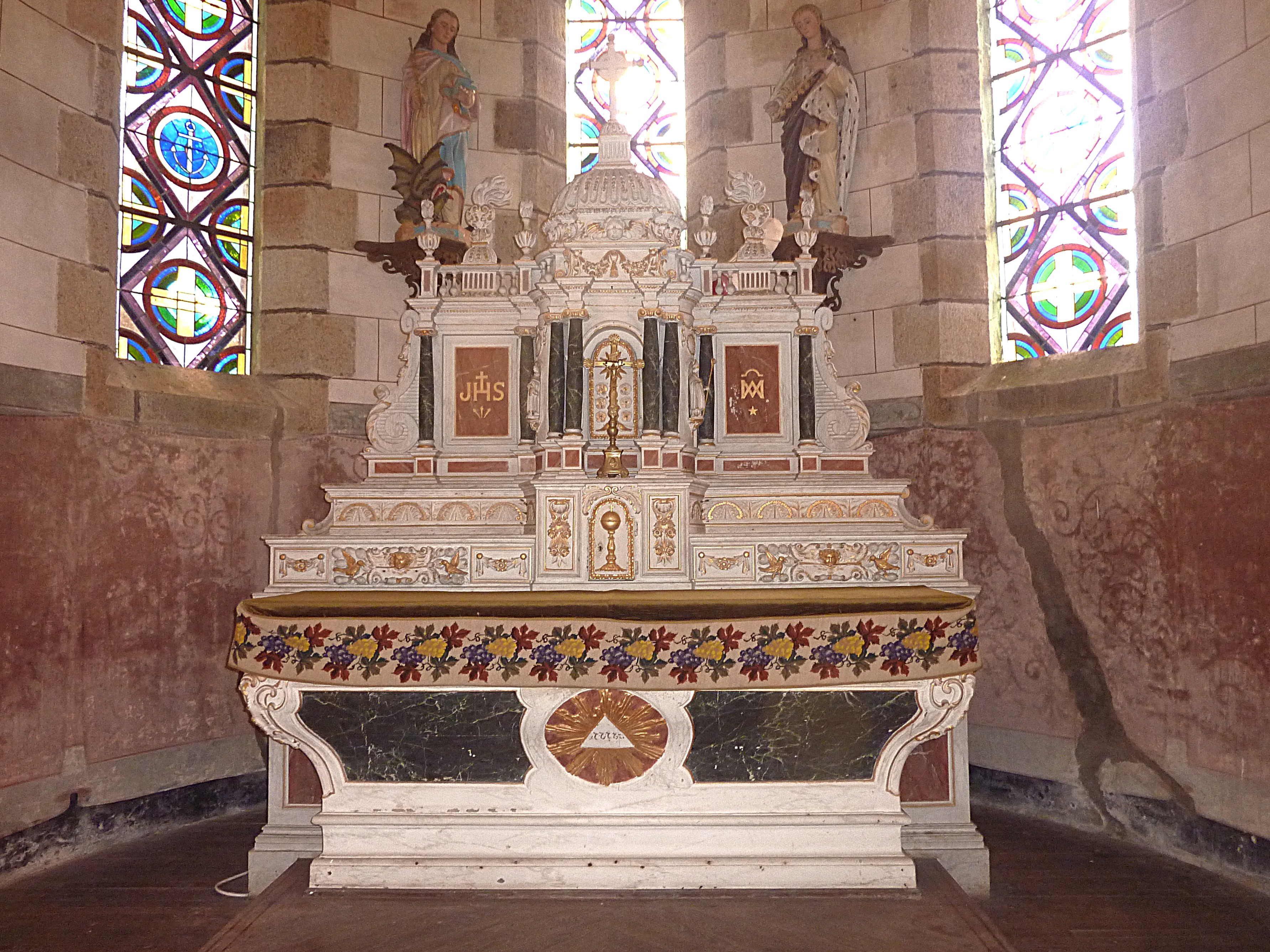
Chapelle Saint-Efflam : l'autel et son retable.
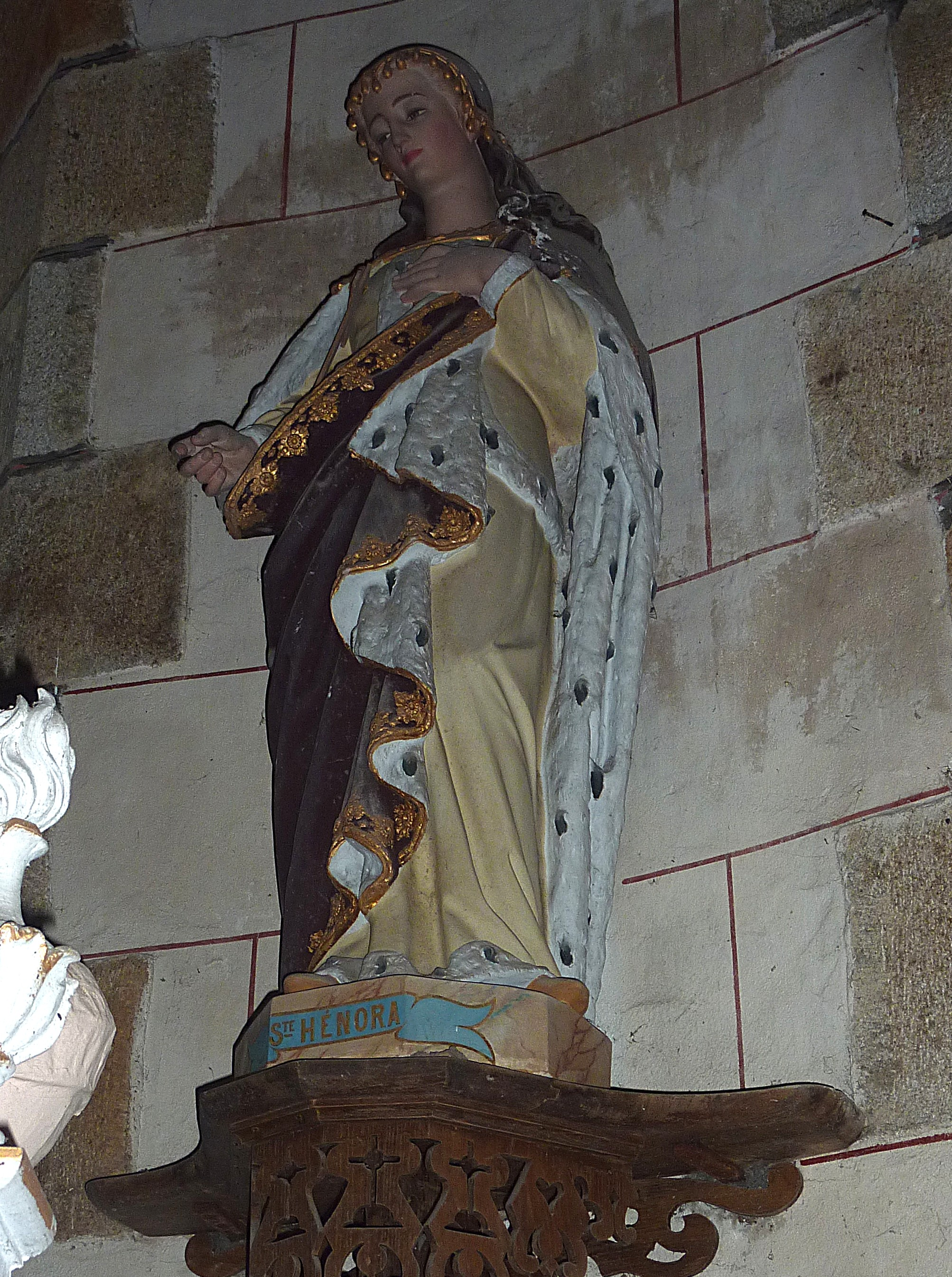
Chapelle Saint-Efflam : statue de sainte Enora.
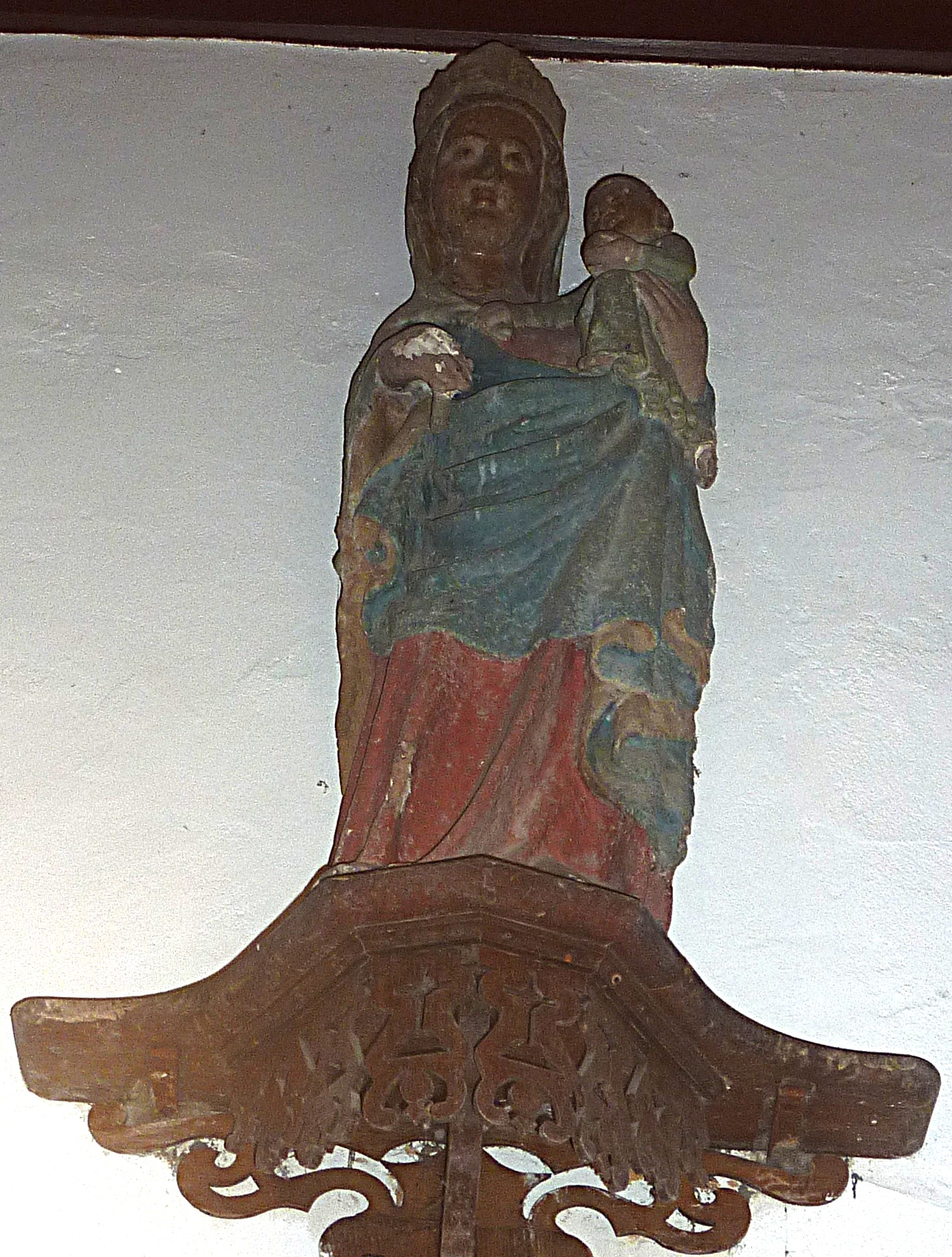
Chapelle Saint-Efflam : Vierge à l'Enfant.
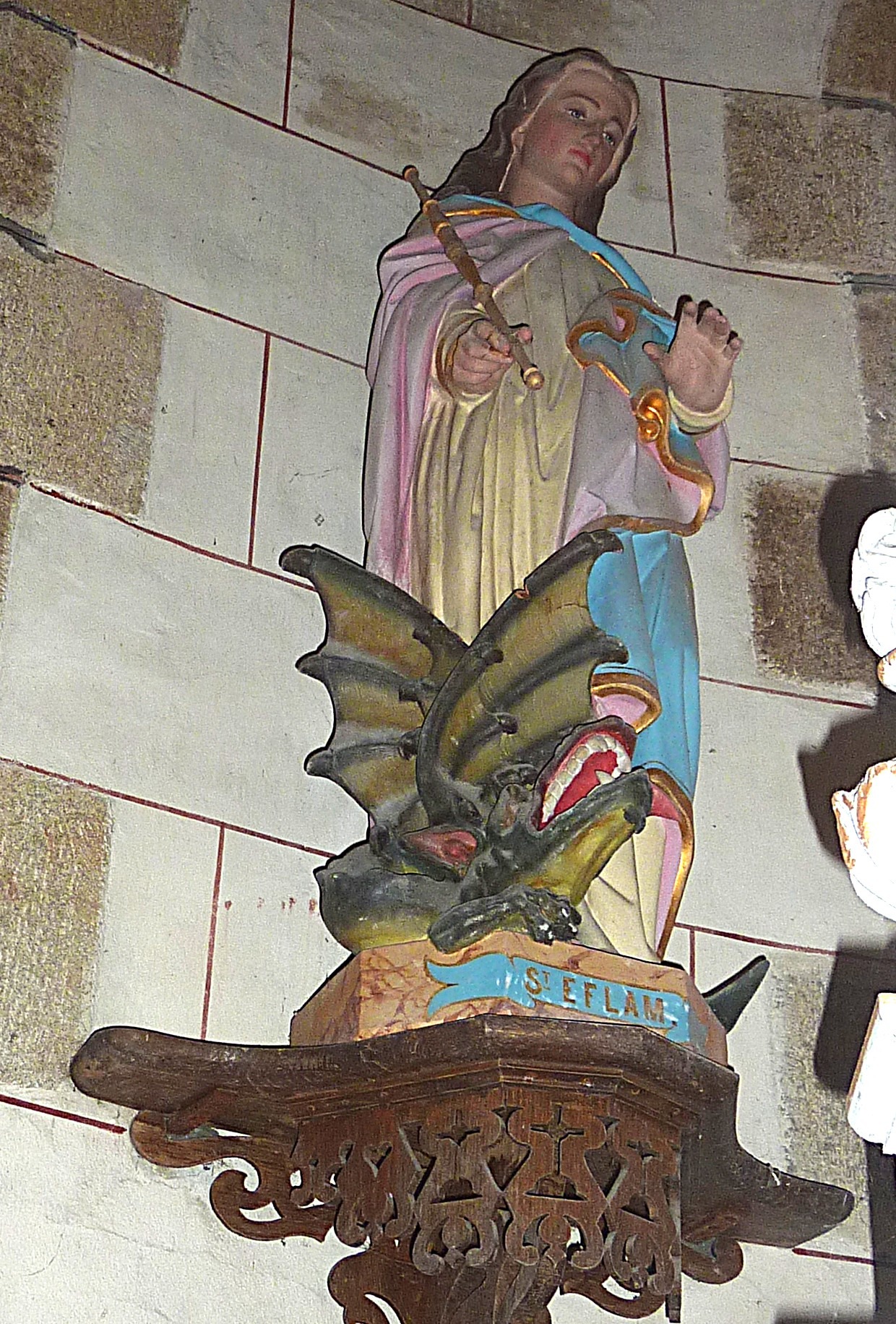
Chapelle Saint-Efflam : statue avec l'inscription "saint Eflam", mais qui serait plutôt celle de "Saint-Michel terrassant le dragon".
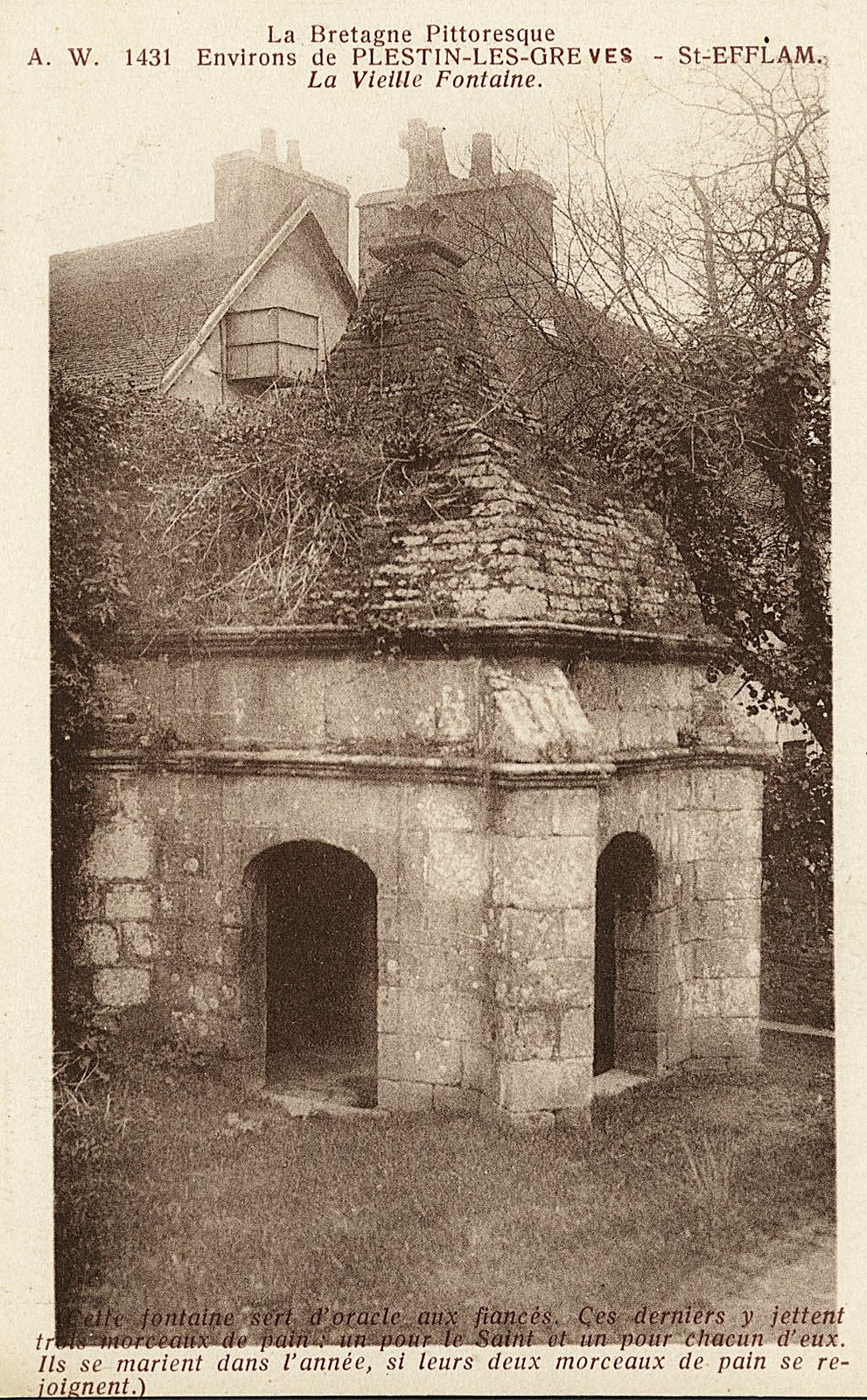
Plestin-les-Grèves ː la fontaine Saint-Efflam vers 1920 (carte postale).
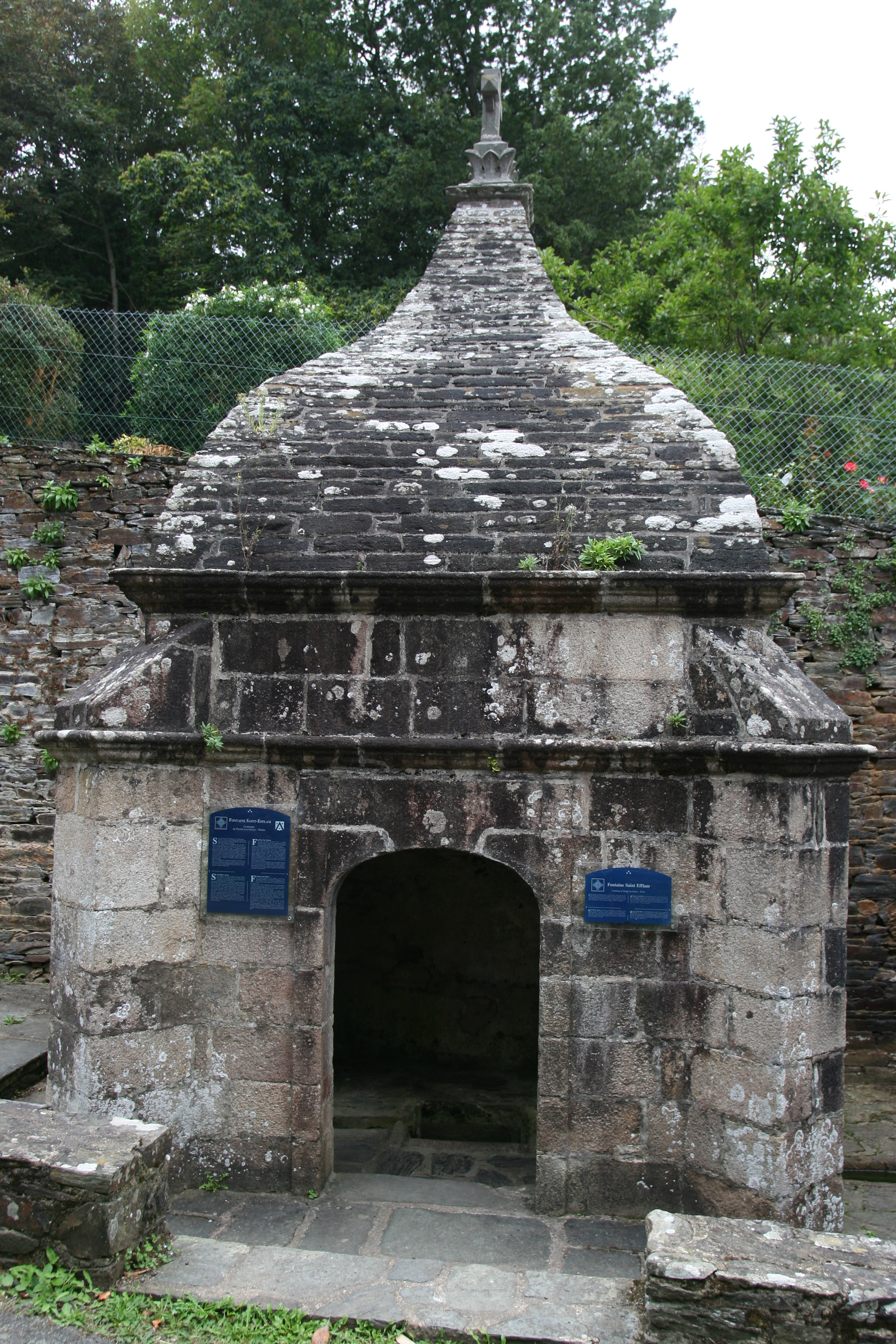
La fontaine Saint-Efflam : vue extérieure.
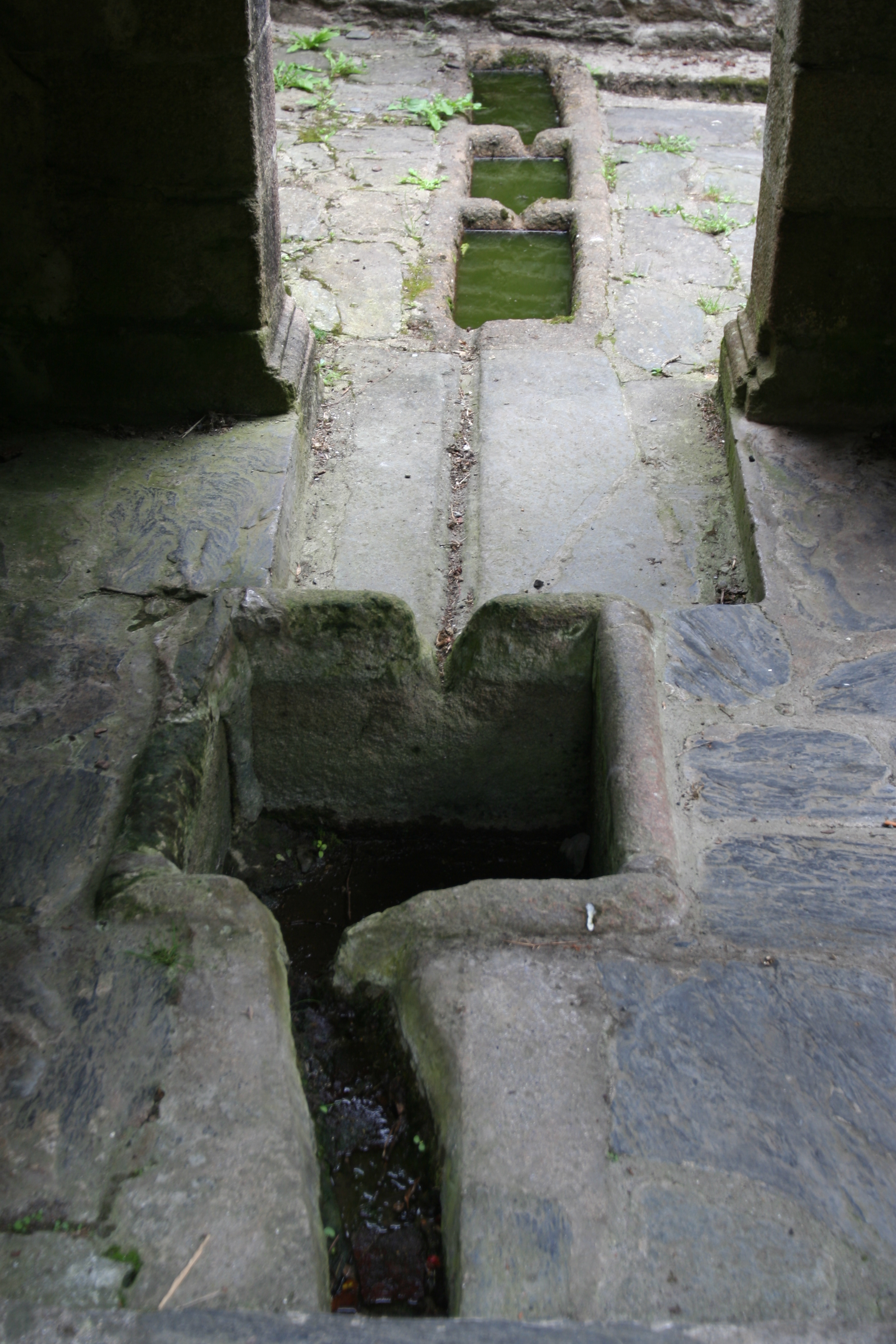
La fontaine Saint-Efflam: vue intérieure.

- La chapelle Saint-Sébastien date de la fin du XVe siècle ;c'est une chapelle à vaisseau unique construite en schiste et en granite ayant un plan en forme de tau[108].

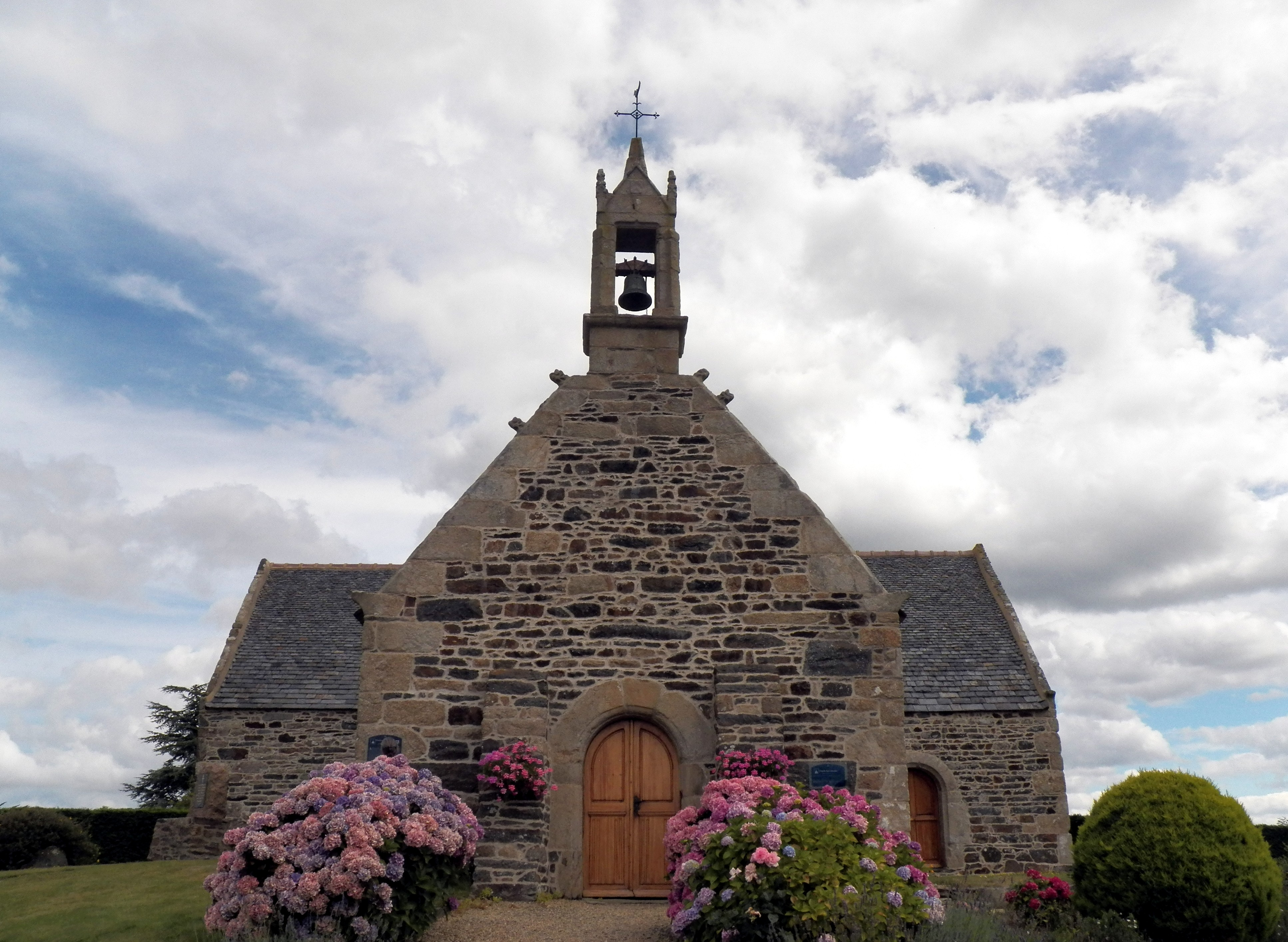
Plestin-les-Grèves : la chapelle Saint-Sébastien.

- la chapelle Saint-Roch : chapelle des seigneurs de Coat-Caric, bénie le 23 avril 1621 ; elle a servi de chapelle funéraire à la famille du Lézart[109].
- la chapelle Saint-Haran (saint Haran serait un compagnon de saint Efflam) : construite en 1713 en remplacement d'une chapelle antérieure en ruine : construite en schiste et granite, elle a un plan rectangulaire, est à vaisseau unique et possède un chevet plat aveugle[110].

#### Patrimoine civil
- le « menhir dit du Pont Blanc », jeté en travers du ruisseau le Dourmeur, n'est pas un menhir mais une stèle gauloise[111] ,[112] ;
- les thermes gallo-romains du Hogolo qui datent de l'an 50 sont remarquablement conservés dans une dune littorale ;
- le château du Coat-Caric inscrit à l' inventaire général du patrimoine culturel[113] ;
- le château de Lancarré[114] ;
- le château de Lesmaës[115] et le manoir de Kerviziou[116], tous deux datant du XVIe siècle et le manoir de Leslach du XVIIe siècle[117] ont été inscrits en 1927 au titre des monuments historiques ;

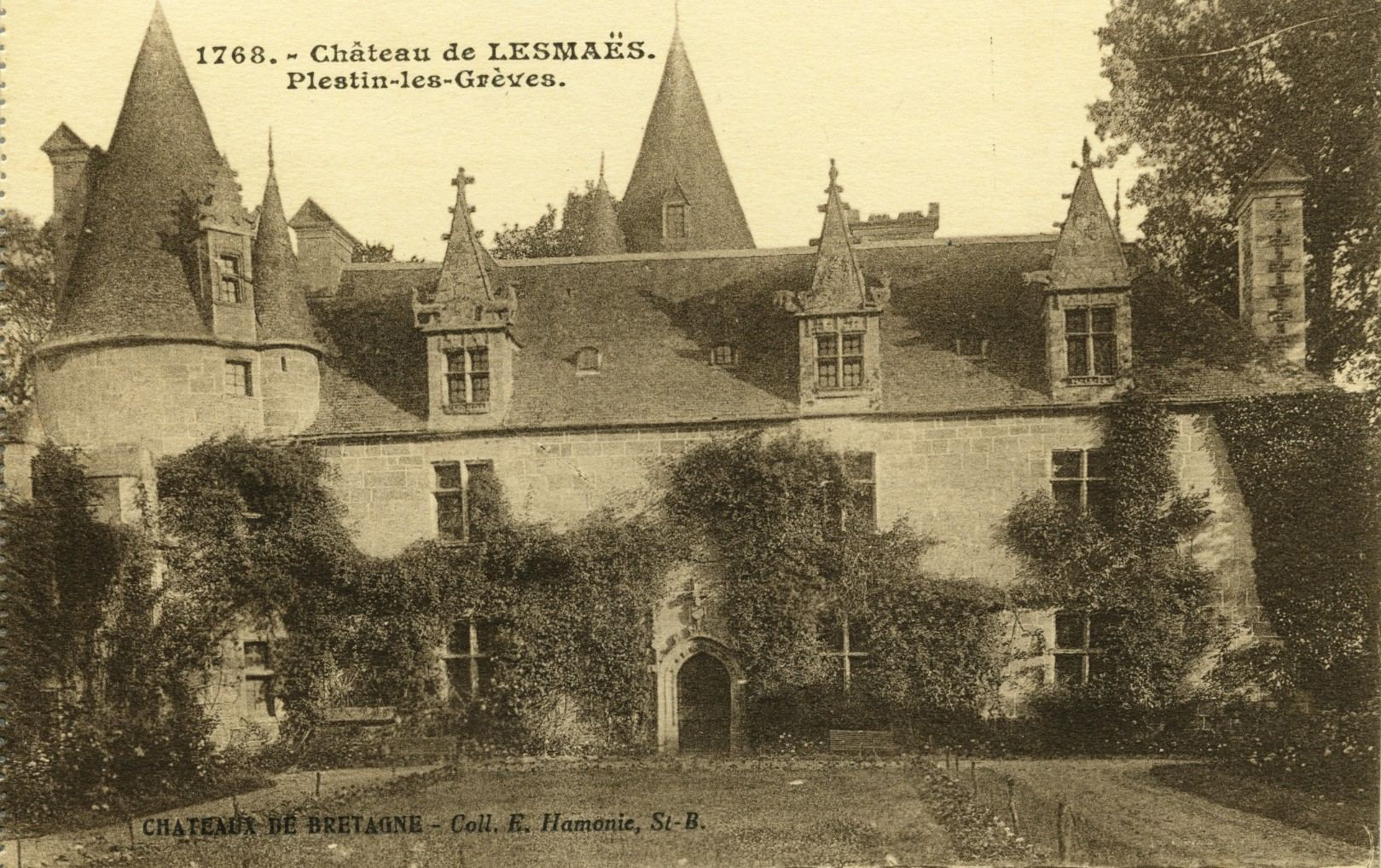
Le château de Lesmaës vers 1925 (carte postale).
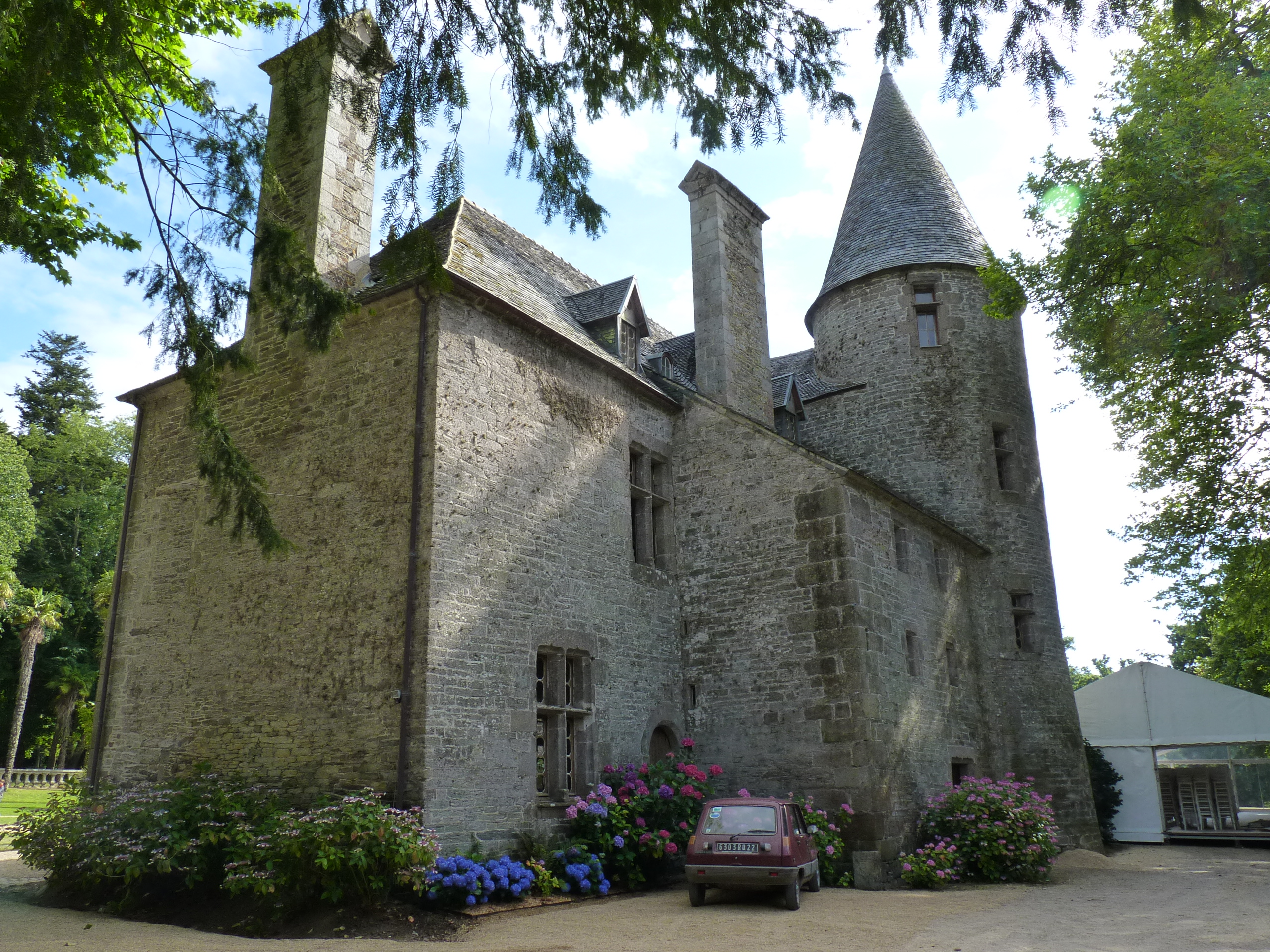
Le château de Lesmaës : vue extérieure d'ensemble.
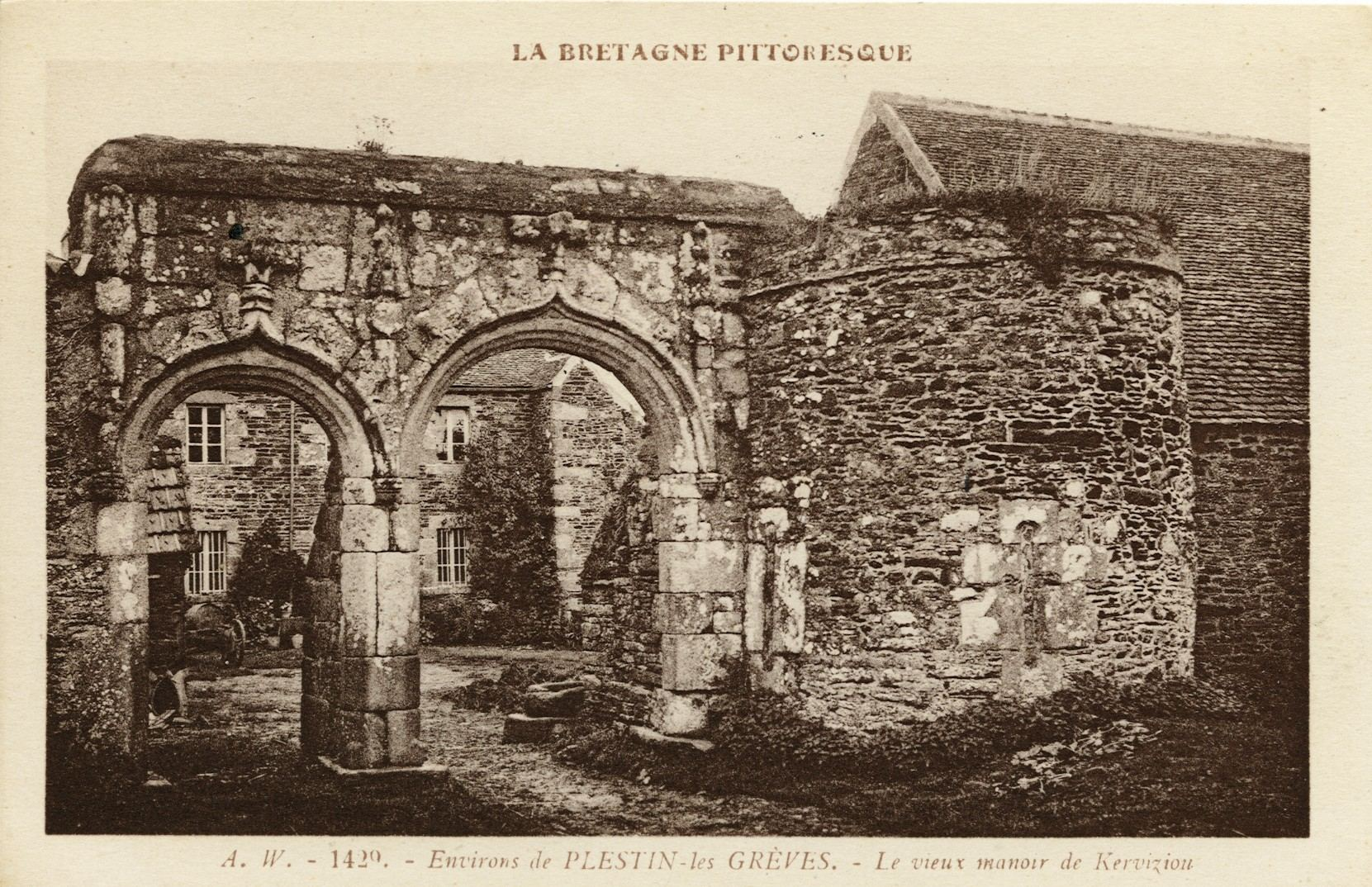
Le vieux manoir de Kerviziou vers 1925 (carte postale).

- le manoir de Kerallic, avec son riche décor « noble » de la double porte à arcs en accolade flanquée d'une tour percée d'une meurtrière[118] ;
- le manoir de Leslac'h,  Inscrit MH (1927) ;

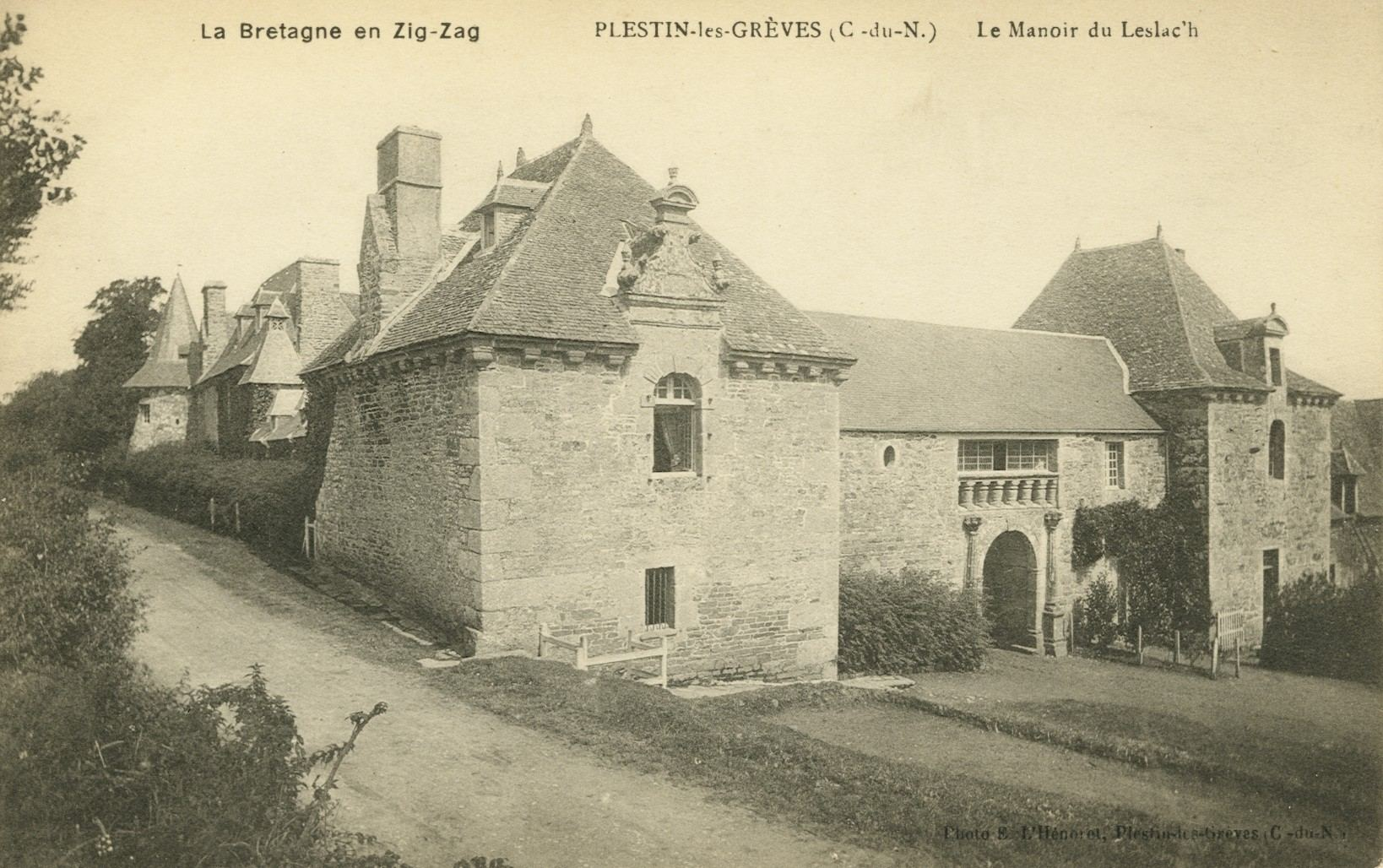
Le manoir de Leslach vers 1910 (carte postale).
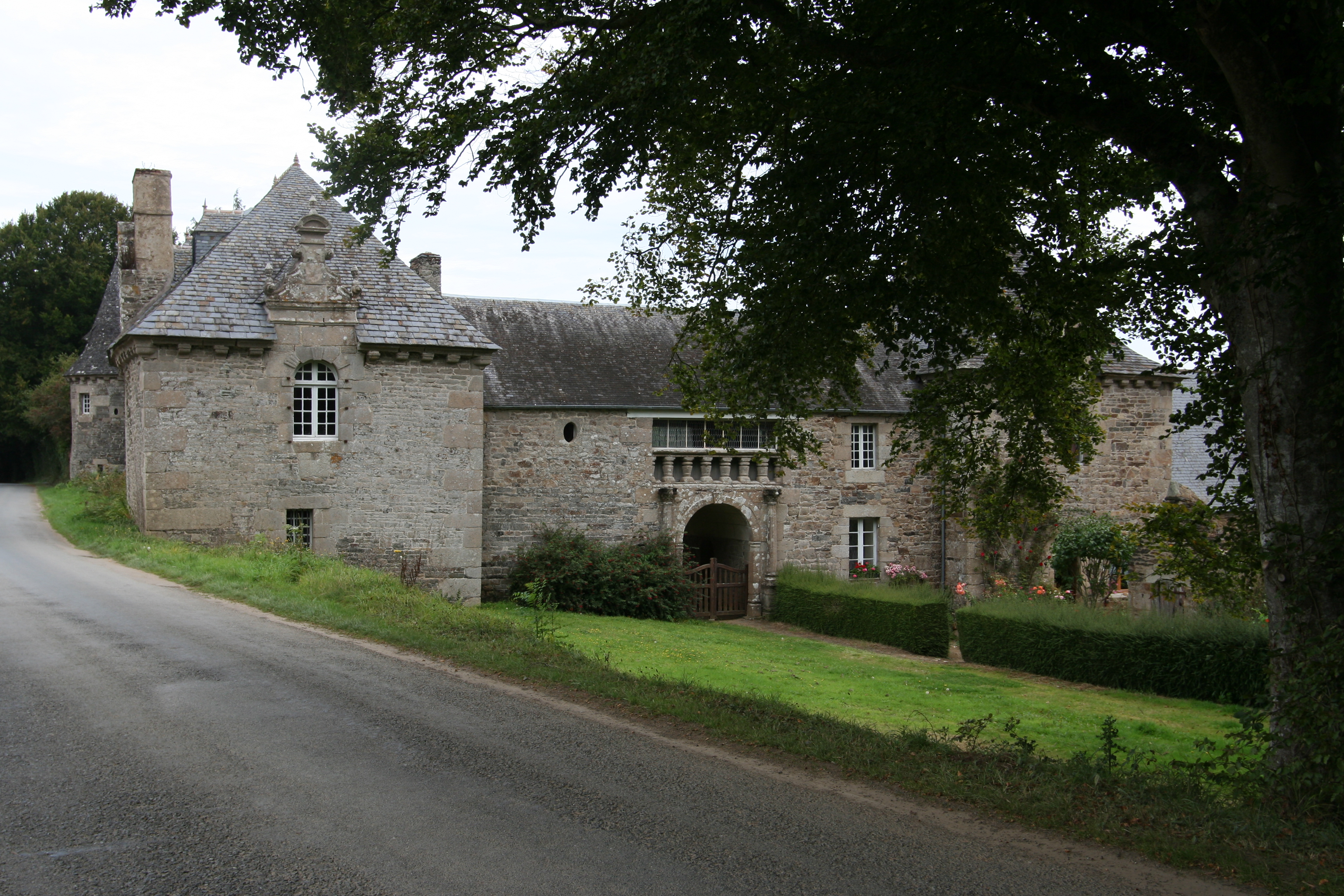
Le château de Leslach : vue extérieure d'ensemble.
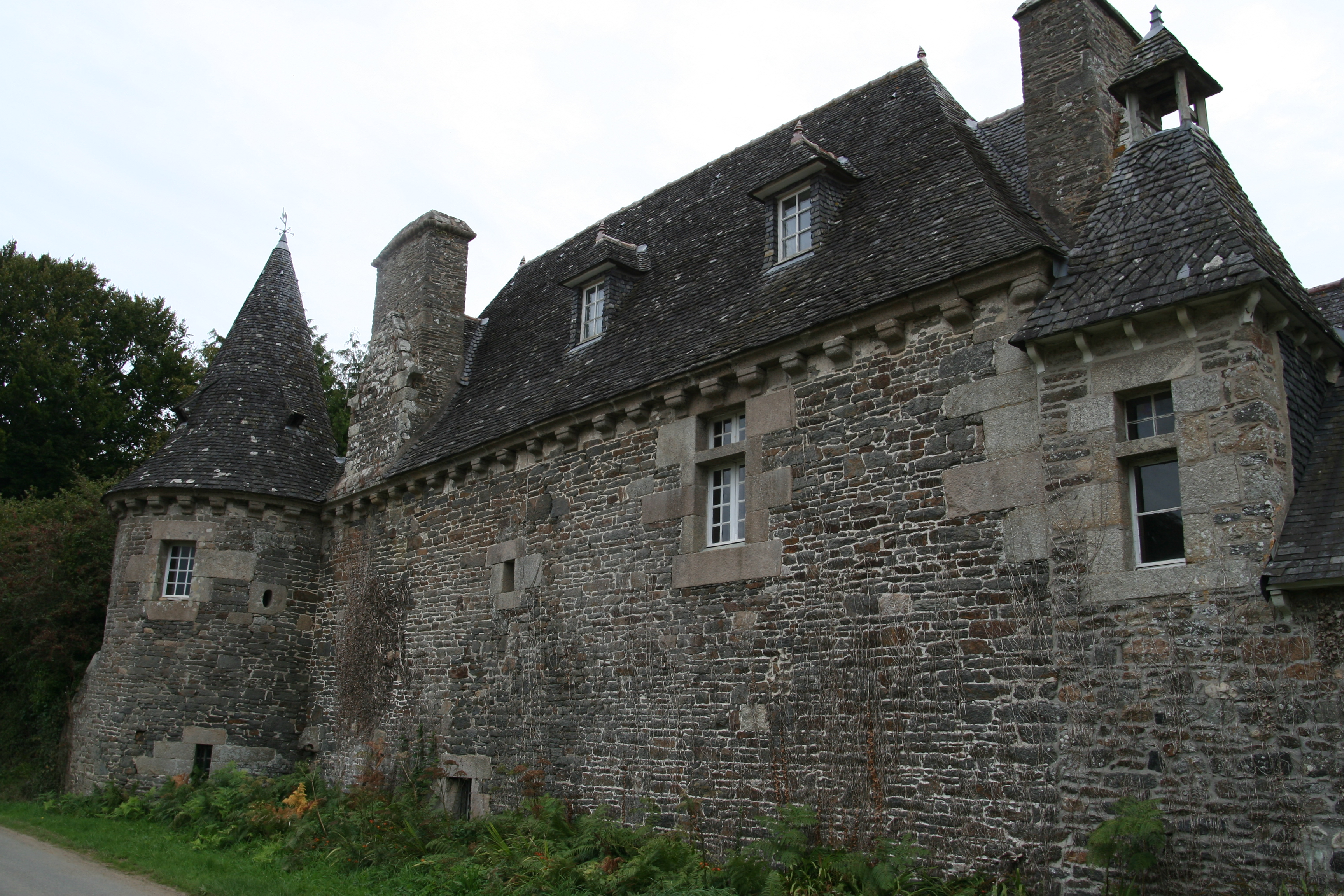
Le château de Leslach vue de l'arrière.

- le manoir de Lezormel ;
- la villa de Kergoz ou le Manoir à Saint-Efflam. C'est une construction du premier quart du XXe siècle  (1907/1909) qui a réemployée de multiples éléments d'un édifice religieux des environs[119] ; chapelle de la Trinité à Plounerin. Propriété de Sir Lady Mond de 1929 à 1949.
- les passerelles de Saint-Efflam sont situées sur un sentier de grande randonnée qui emprunte le tracé de l'ancienne voie ferrée du réseau des Chemins de fer départementaux des Côtes-du-Nord qui allait de Plestin à Lannion inaugurée le 1er juillet 1916 et qui prolongeait la voie ferrée des Chemins de fer départementaux du Finistère allant de Morlaix à Plestin.

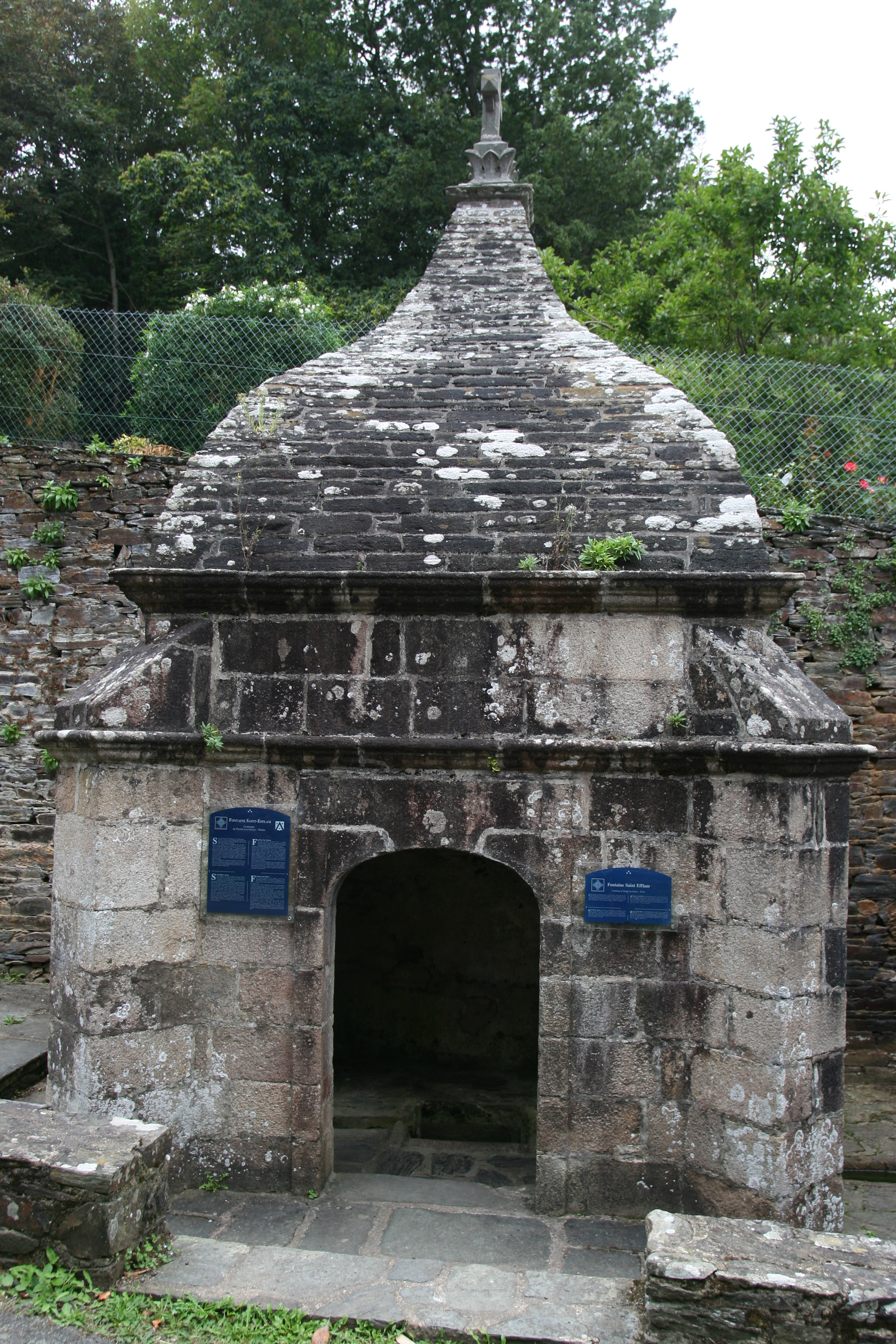
La fontaine Saint-Efflam : vue d'ensemble.
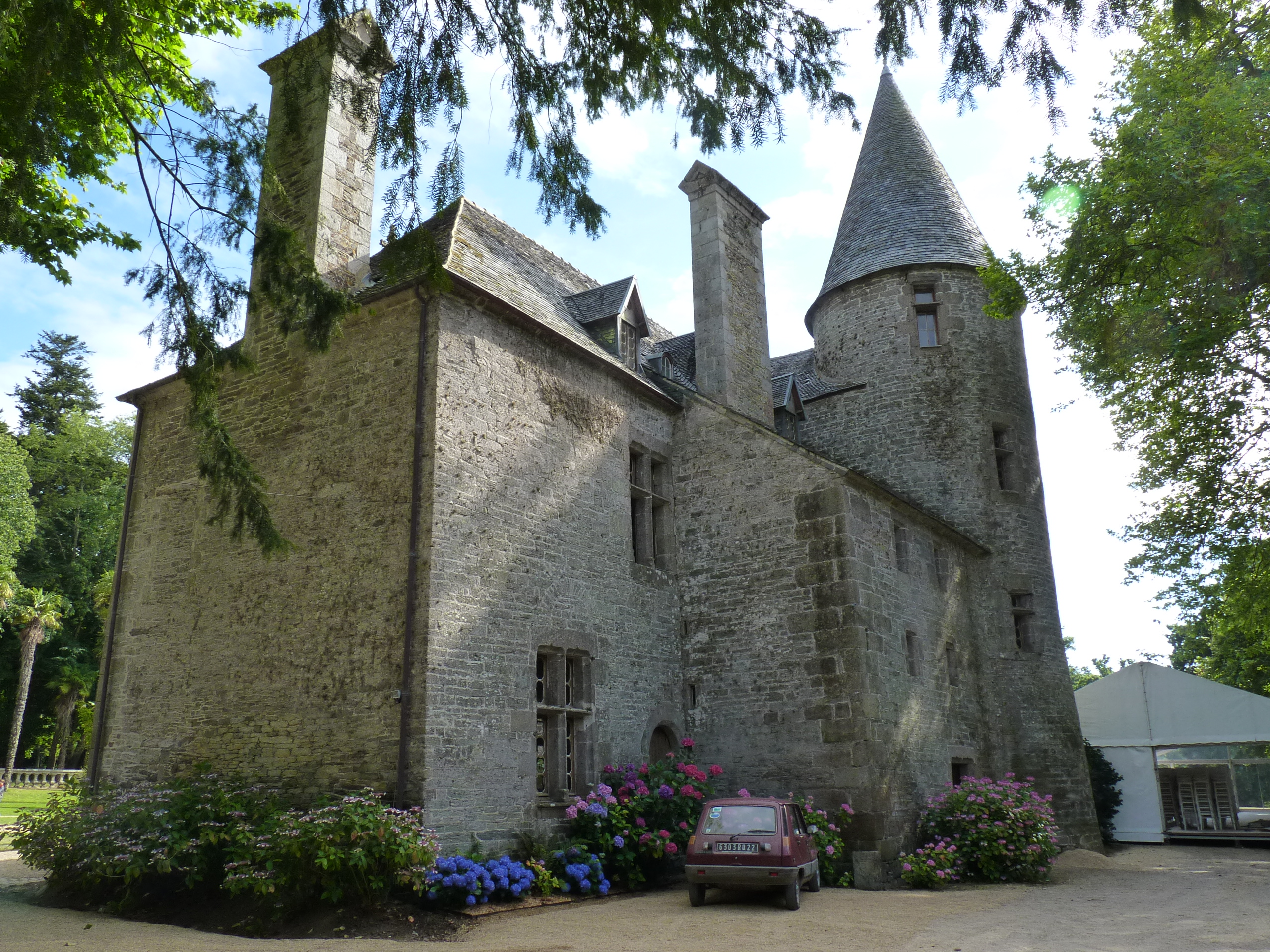
Plestin-les-Grèves : le château de Lesmaës (manoir du XVIe siècle).
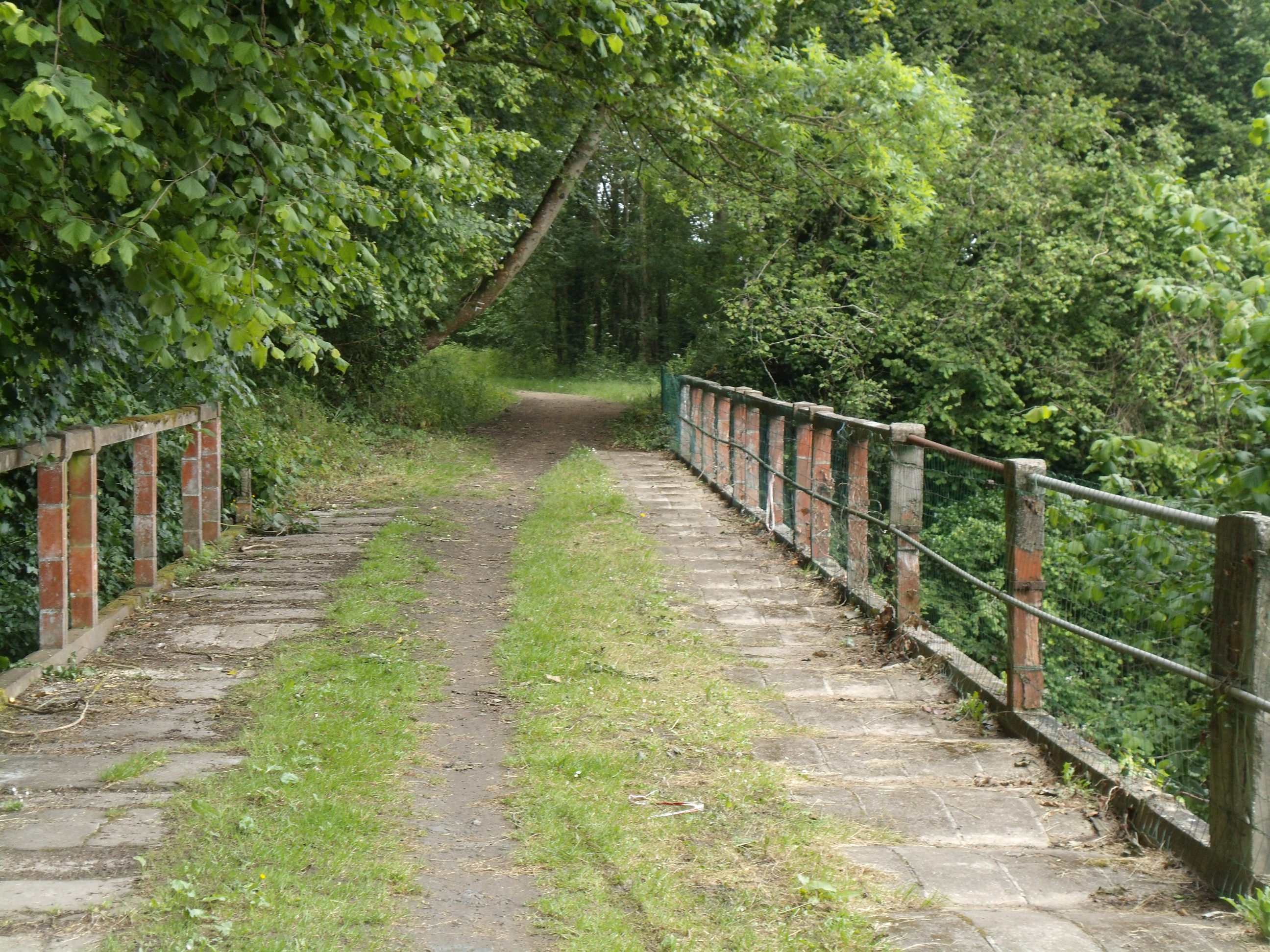
L'ancienne voie ferrée allant vers Lannion : passerelle à Saint-Efflam.
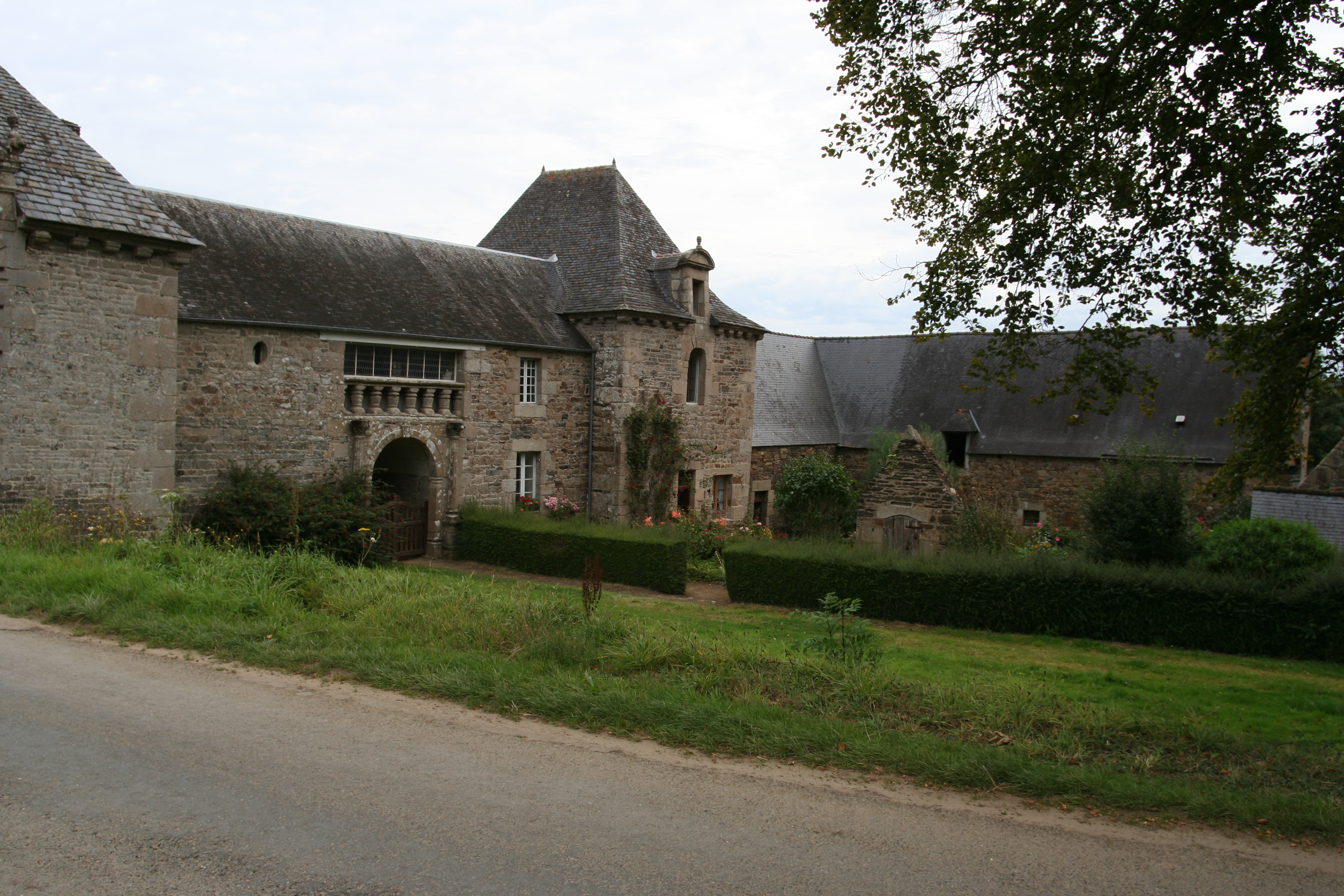
Château de Leslac'h en 2012.

- de nombreuses maisons et fermes présentent un intérêt patrimonial[120], ainsi que de nombreux lavoirs et fontaines[121].

### Costume
La coiffe du Trégor, portée traditionnellement par les femmes de Plestin.

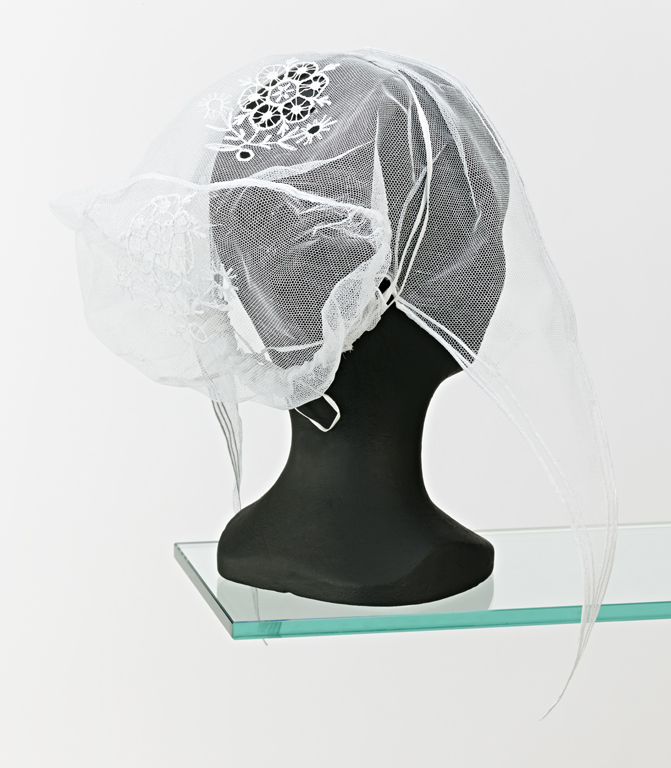
Coiffe du Trégor (utilisée à Plestin-les-Grèves).
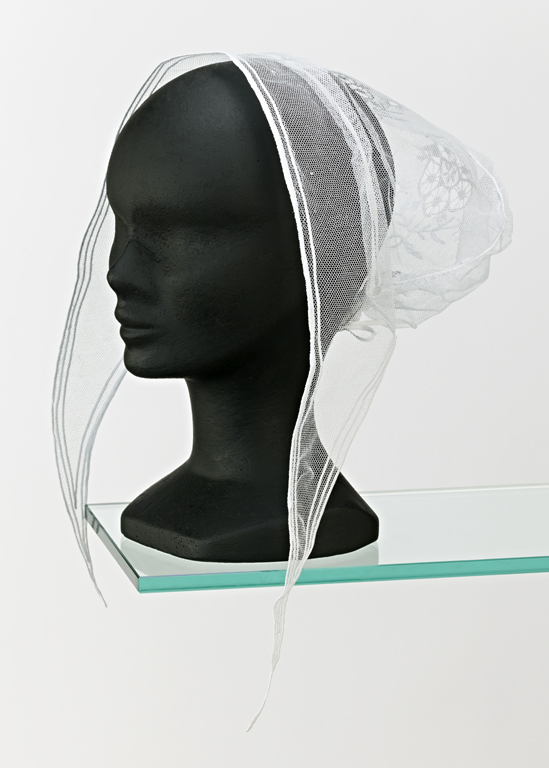
Coiffe du Trégor (utilisée à Plestin-les-Grèves).

### Personnalités liées à la commune
- Saint Eflamm et  sainte Enora, saint Gestin.
- Jeanne Bohec, résistante, écrivain, enseignante et femme politique, née et décédée à Plestin.
- Marcel Hamon, résistant, ancien maire, conseiller général et député.
- Jean-Pierre Abraham, écrivain.
- Yves Tanguy, peintre surréaliste ayant résidé à Plestin dans son enfance.
- René Largillière, avocat et écrivain, auteur entre autres d'une thèse sur les saints bretons.
- Macario Vitalis, peintre philippin ayant vécu à Plestin.
- André L'Hénoret, prêtre ouvrier.
- Even Bégaignon, évêque de Tréguier de 1362 à 1371, né à Plestin.
- Simon Richard dit Simonet Richard, participant du Combat des Trente.
- Eugène Mando, homme politique décédé à Plestin en 1939.
- Yves Coativy, historien originaire de Plestin.
- Edmond Rebillé, médecin, historien et romancier, a passé sa retraite à Plestin.
- Gilles Dupray, champion de France de lancer du marteau.
- Yves Person, historien spécialiste de l'Afrique, a séjourné à Plestin.
- Corinne Erhel, députée des Côtes-d'Armor de 2007 à 2017, repose au cimetière de Plestin[122].
- Yann Kerlann, militant breton, instituteur créateur en 1942 de Skol Blistin, école privée bretonnante à Plestin.
- Jeanne Rospars, avocate décédée à Plestin en 1977.
- Bob Stewart ayant résidé à Toul an Hery

### Héraldique
| Blason | Blasonnement : D'argent au chevron de sable accompagné de trois étoiles du même. |